# Ceramika chińska

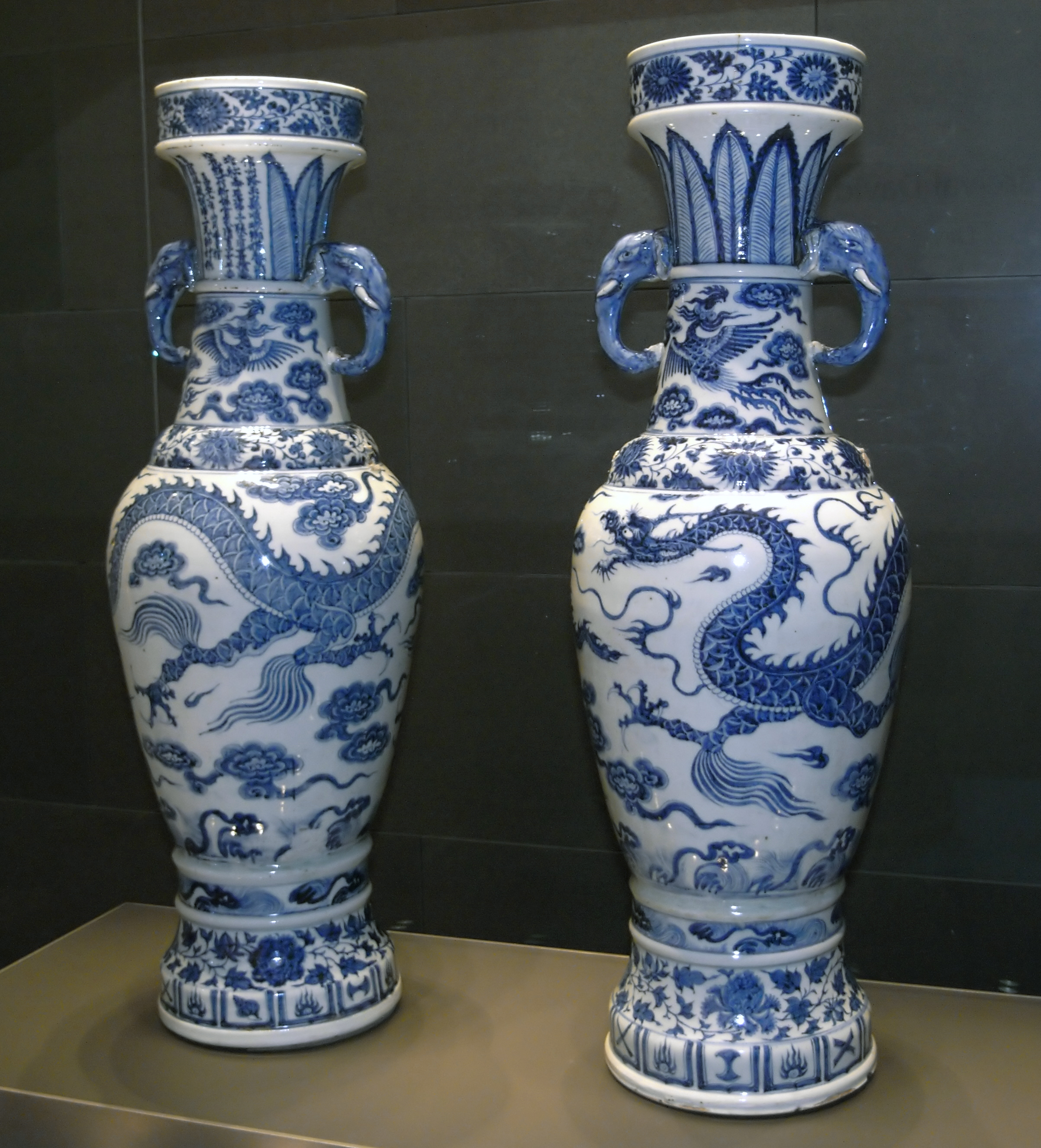
Wazy Davida. Jingdezhen, 1351. Muzeum Brytyjskie

Ceramika chińska – ceramika wytwarzana w Chinach.
Tradycyjnie chińską ceramikę dzieli się na posiadającą ciało wypalane w niskiej temperaturze (chiń. upr. 陶; pinyin táo) i wysokiej temperaturze (chiń. upr. 瓷; pinyin cí), co sprawia, że jest odpowiednio przesiąkliwe (tj. o czerepie porowatym) albo nieprzesiąkliwe (tj. o czerepie spieczonym). Do tej pierwszej grupy zalicza się ceramikę wypalaną do temperatury 1150℃, a do drugiej kamionkę i porcelanę wypalaną w temperaturach od 1200 do 1500℃. Jest to zatem podział nieco inny niż ten przyjmowany w tradycji europejskiej, gdyż kamionka i porcelana (w europejskim rozumieniu tego słowa) są tutaj ujmowane razem, jako cí, które to wyrażenie na języki zachodnie tłumaczy się zazwyczaj po prostu jako porcelana. W rzeczywistości ani w Europie, ani w Chinach, granica pomiędzy kamionką a porcelaną nigdy nie była precyzyjnie określona. Porcelana pozostaje najważniejszym wkładem Chin w światową ceramikę i należy podkreślić, że „żaden inny kraj nie wynalazł samodzielnie porcelany. To że jest ona wytwarzana w różnych częściach globu ma swoje źródło w ciągłej dyfuzji chińskich technik produkcji porcelany”. Do specyficznych cech chińskiej porcelany zalicza się fakt, iż na Południu do jej wytwarzania używano należącej do skaleni skały magmowej nazywanej baidunzi, która mogła być wypalana na porcelanę w temperaturze ok. 1250 °C. Poza rozmiarem chińskiego rynku oraz ciągłością i wyrafinowaniem chińskiej kultury najważniejszym praktycznym elementem decydującym o sukcesie chińskiej ceramiki było bogactwo wysokiej jakości surowców, gwarantujące samowystarczalność.

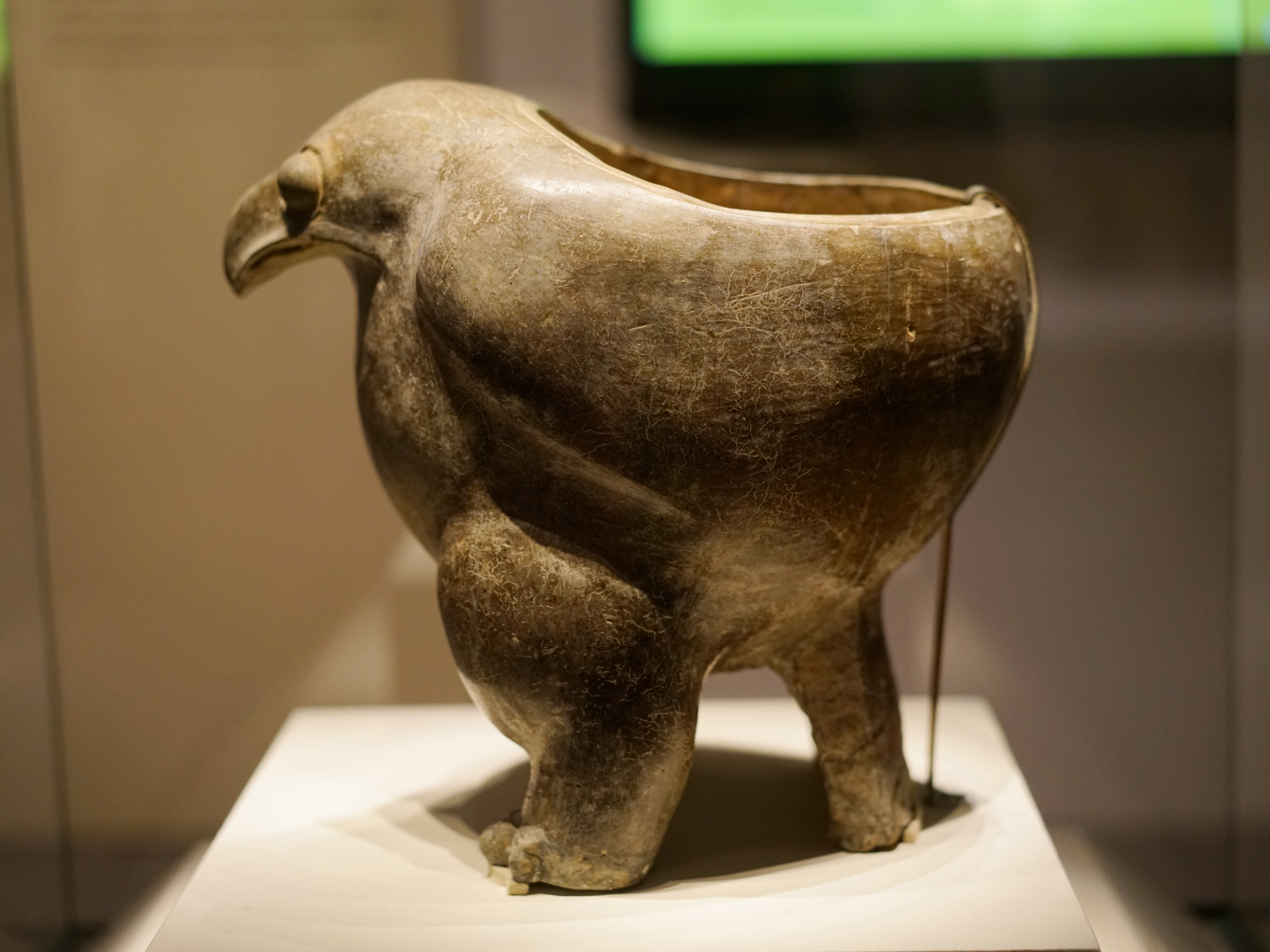
Ceramiczne naczynie typu ding w kształcie orła. Kultura Yangshao (ok. 5000–3000 p.n.e.). Chińskie Muzeum Narodowe

Historia chińskiej ceramiki sięga 20 tys. lat wstecz. Najstarszą tradycję ceramiczną neolitu reprezentuje czerwona ceramika kultury Yangshao (ok. 5000–3000 p.n.e.). Odrębna kultura ceramiczna ukształtowała się na wschodnim wybrzeżu Chin, przy czym jest ona najbardziej znana z czarnej ceramiki, kojarzonej zwłaszcza z kulturą Longshan (2500–2000 p.n.e.). W epoce Shang (ok. 1500–ok. 1045 p.n.e.) zaczęto wypalać kamionkę, z której powstała tzw. protoporcelana, zawierająca kaolin i pokryta prymitywnym szkliwem zawierającym skaleń. W Okresie Wiosen i Jesieni popularne stało się zastępowanie grzebanych dawniej wraz ze zmarłymi brązów rytualnych ich ceramicznymi odpowiednikami o tym samym kształcie. Podobnie ceramiczne figurki grobowe zastąpiły dawne ofiary z ludzi. Za czasów dynastii Han pojawiły się naczynia z glazurą ołowiową, zaś stopniowa ewolucja protoporcelany doprowadziła do powstania pierwszej pełnowartościowej porcelany w chińskim rozumieniu tego słowa, która była wypalana w temperaturze do 1310 ℃, a tym samym całkowicie zeszkliwiona, posiadała twarde ciało i wydawała rezonujący dźwięk przy uderzeniu. Pierwsza biała i przezroczysta porcelana powstała w VII wieku. W epoce Tang (618–907) rozwój kolorowych glazur doprowadził do powstania ceramiki „trójkolorowej” (sancai), która była masowo używana do kolorowania figurek i naczyń. Epoka Song (960–1279) jest uważana za okres największego rozkwitu chińskiej ceramiki. Doskonałość ówczesnych naczyń opiera się na wysokiej jakości czerepie i wspaniałej glazurze oraz pięknie formy.

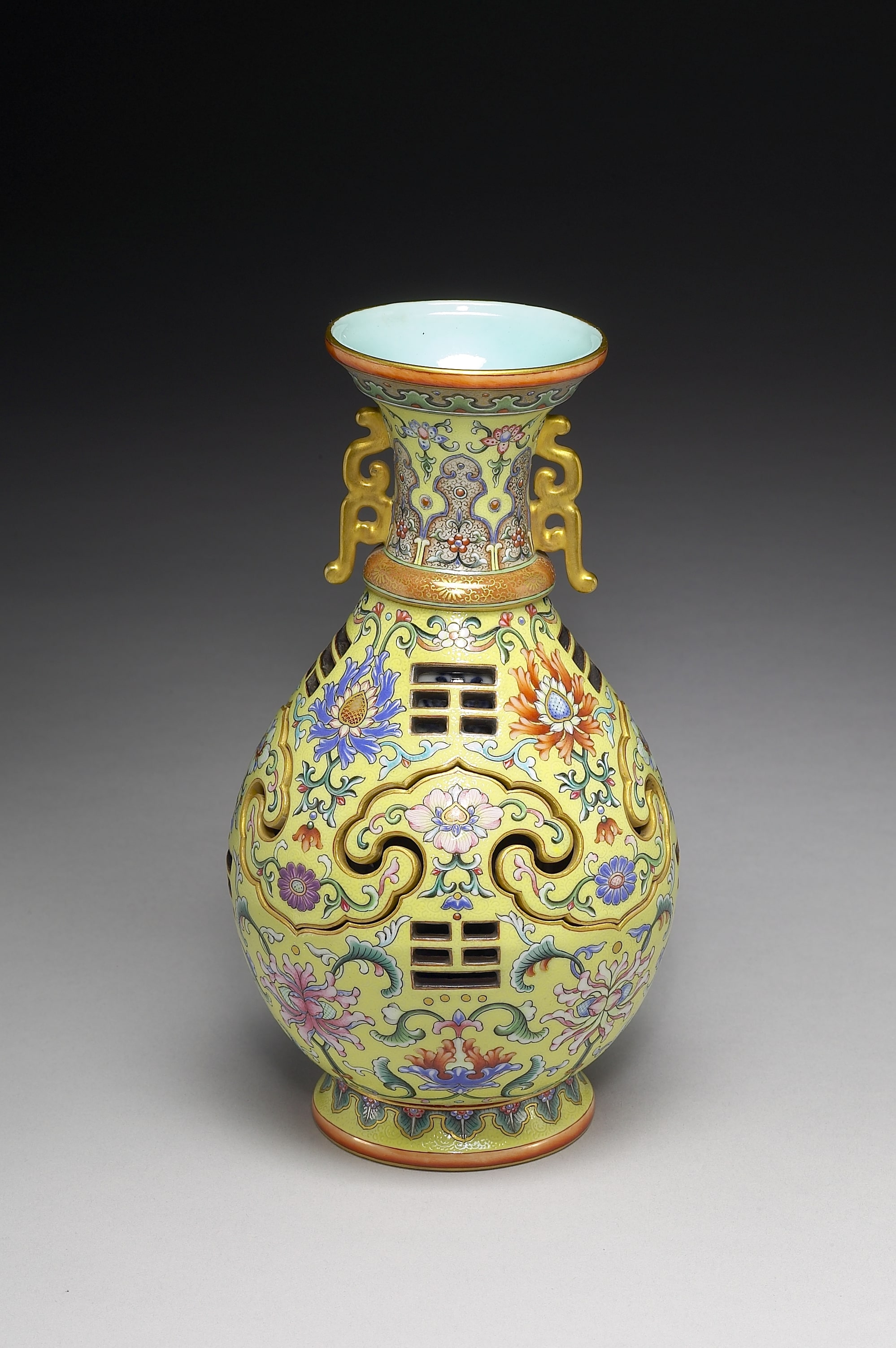
Waza z obracającym się wewnątrz naczyniem i dekoracją z ośmiu trygramów, 1744. Narodowe Muzeum Pałacowe

Epoka Yuan (1279–1368) była punktem zwrotnym w dziejach chińskiej ceramiki, wiązała się bowiem z przeniesieniem punktu ciężkości z produkcji monochromatycznych celadonów na ceramikę niebiesko–białą, podszkliwną czerwień oraz naczynia polichromowane. Garncarz z okresu Song używał przeważnie koła garncarskiego i ówczesna ceramika „bardziej dostosowała się do rodzaju materiału. Wiele było dekoracji rzeźbionej albo rytej w surowej glinie z nieosiągalną dotychczas wprawą”. W późniejszym okresie coraz częściej pojawiał się odlew, zaś o jakości ceramiki decydowała coraz bardziej rozbudowana dekoracja malarska. Niebiesko–biała porcelana dominowała w epoce Ming (1368–1644), jednak rozwinięto wówczas również porcelanę malowaną podszkliwną czerwienią oraz „pięciokolorową” (wucai) porcelanę polichromowaną. W epoce Qing (1644–1911) osiągnięto całkowicie nowe efekty w zakresie wielobarwnej dekoracji, co wiązało się z wynalezieniem nowych emalii, jednak nieznane wcześniej techniczne możliwości powodowały, że nie potrafiono zachować dawnej oszczędności środków wyrazu. To w tym okresie szczyt osiągnął eksport chińskiej ceramiki, co wiązało się z powstaniem przeznaczonej specjalnie na europejskie rynki porcelany eksportowej. Wraz z rozpoczęciem produkcji własnej porcelany w Europie i licznymi innowacjami związanymi z rewolucją przemysłową Chiny nie tylko utraciły zagraniczne rynki, ale po raz pierwszy w historii musiały walczyć z konkurencją na rynku miejscowym. W pierwszej połowie XX w. chiński przemysł ceramiczny znajdował się w stanie głębokiego upadku, później został jednak odbudowany i unowocześniony. Współcześnie kontynuuje on dawne wielkie tradycje, zwłaszcza w dziedzinie dekoracji, polegając jednak na nowych technologiach i oferując także wiele całkowicie nowoczesnych wyrobów.

## Wstęp

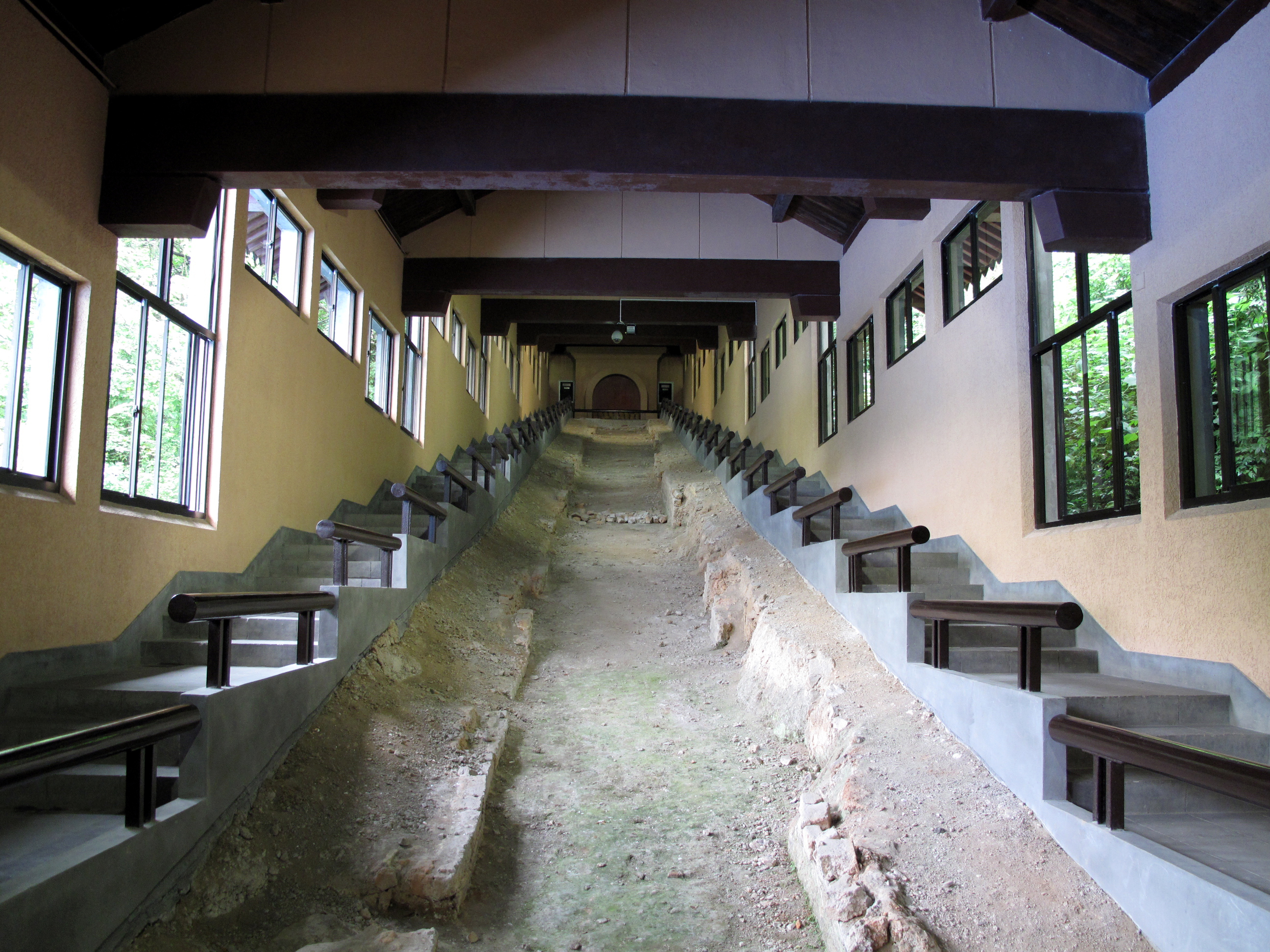
Wznosząca się ku górze powierzchnia smoczego pieca odsłonięta w Muzeum Pieca Guan Południowej Dynastii Song w prowincji Zhejiang

Tradycyjnie chińską ceramikę dzieli się na posiadającą ciało wypalane w niskiej temperaturze (chiń. upr. 陶; pinyin táo) i wysokiej temperaturze (chiń. upr. 瓷; pinyin cí), co sprawia, że jest odpowiednio przesiąkliwe (tj. o czerepie porowatym) albo nieprzesiąkliwe (tj. o czerepie spieczonym). Do tej pierwszej grupy zalicza się ceramikę wypalaną do temperatury 1150℃, a do drugiej kamionkę i porcelanę wypalaną w temperaturach od 1200 do 1500℃. Jest to zatem podział nieco inny niż ten przyjmowany w tradycji europejskiej, gdyż kamionka i porcelana (w europejskim rozumieniu tego słowa) są tutaj ujmowane razem, jako cí, które to wyrażenie na języki zachodnie tłumaczy się zazwyczaj po prostu jako porcelana. W rzeczywistości ani w Europie, ani w Chinach, granica pomiędzy kamionką a porcelaną nigdy nie była precyzyjnie określona. Chińczycy utożsamiali porcelanę z ceramiką, która wydaje dźwięczący ton przy uderzeniu, natomiast w Europie była ona zazwyczaj definiowana jako substancja przezroczysta. Żadna z tych definicji nie jest całkowicie zadowalająca, choćby dlatego, że pewne cienkościenne odmiany kamionki są lekko przeświecające, zaś grubościenna porcelana jest nieprzezroczysta. W dalszej części niniejszego artykułu będziemy używać terminu porcelana na sposób chiński, tzn. uważać ją za ceramikę wydającą przy uderzeniu charakterystyczny ton, co związane jest z zawartością kaolinu i skaleni oraz wypaleniem w odpowiednio wysokiej temperaturze, tak że dochodzi do witryfikacji. Porcelana pozostaje najważniejszym wkładem Chin w światową ceramikę i należy podkreślić, że „żaden inny kraj nie wynalazł samodzielnie porcelany. To że jest ona wytwarzana w różnych częściach globu ma swoje źródło w ciągłej dyfuzji chińskich technik produkcji porcelany”.

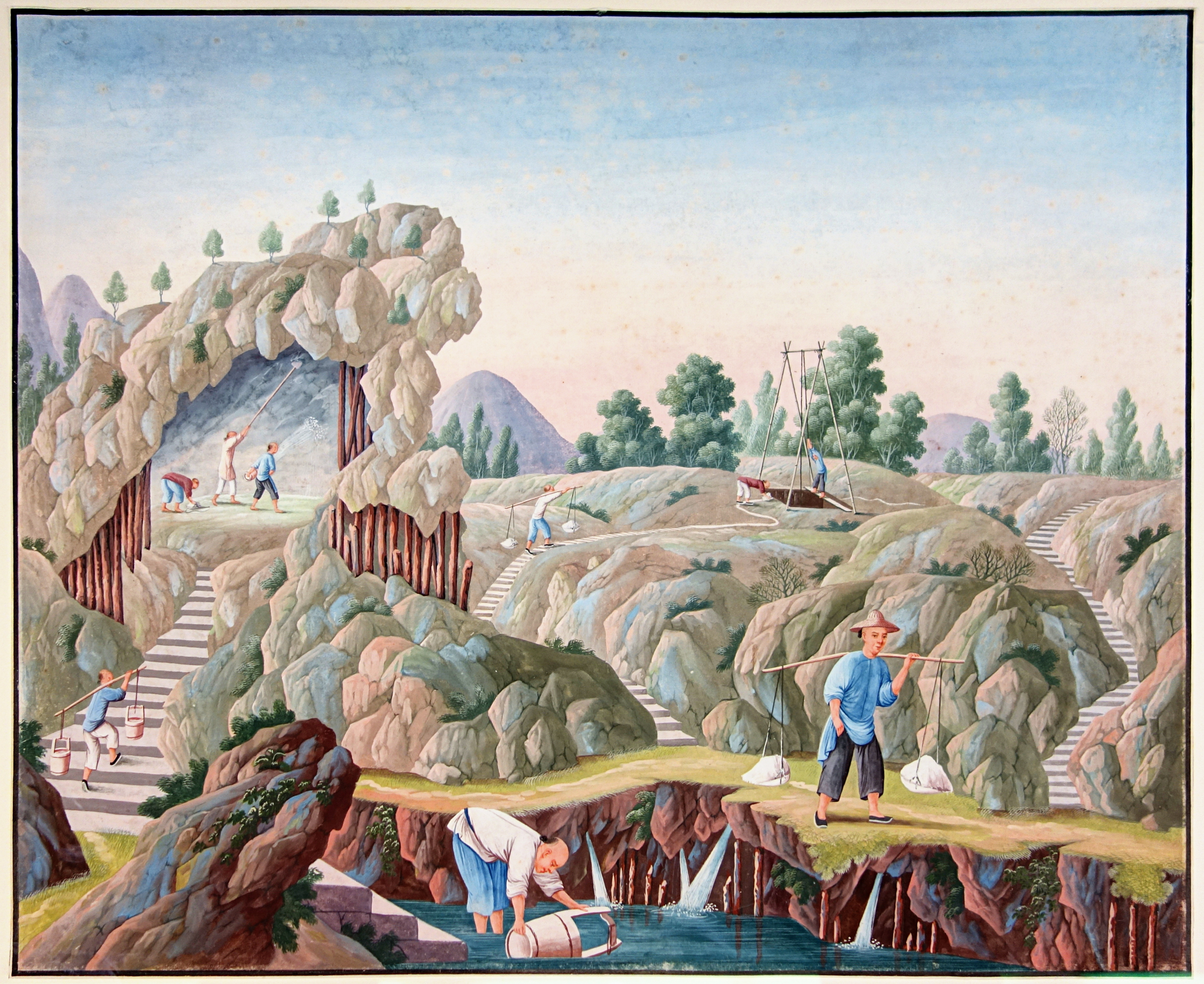
Wydobycie kaolinu i baidunzi na XIX-wiecznej francuskiej rycinie

Na Południu, począwszy od X lub początku XI wieku, używano należącej do skaleni skały magmowej nazywanej baidunzi, która mogła być wypalana na porcelanę w temperaturze ok. 1250 °C. Baidunzi zawiera niewiele prawdziwej gliny, ale jest bogata w krzemionkę i wtórną białą mikę. Zwietrzałe skały mikowe mogą być użyte do produkcji porcelany bez potrzeby żadnych innych dodatków, ale pomiędzy XII a XIV wiekiem baidunzi zaczęto mieszać z kaolinem i temperatura wypalania musiała być podniesiona co najmniej do 1280 °C. Czysta glina kaolinowa poprawia plastyczność i wytrzymałość baidunzi, ponadto zapewniając gładszą powierzchnię pod podszkliwne malowanie. Na Północy masa ceramiczna zawierała więcej gliny i w celu uzyskania porcelany musiała być wypalana w temperaturze ok. 1320 °C. Michael Sullivan datuje utrwalenie tych różnic pomiędzy ceramiką Północy i Południa na Okres Rozbicia (220–589), kiedy Chiny przez długi czas były podzielone pomiędzy dynastie rządzące odpowiednio na Północy i Południu. Ciało naczyń z Północy było wykonywane z prawdziwej gliny, podczas gdy na Południu wykonywano je ze skał wulkanicznych bogatych w kwarc, krzemionkę i muskowit, tak że „ciała niektórych z południowych naczyń niewiele różniły się od sproszkowanej kwarcowej miki”. Na Północy ceramikę wypalano, często z użyciem węgla, w okrągłych piecach mantu, podczas gdy na Południu czyniono to w długich, tunelowatych „smoczych piecach”, opalanych drewnem, które wspinały się po wzgórzach. Na Północy jako topników używano wapnia lub tlenku magnezu i ceramikę wypalano w temperaturach od 1250 do 1310 °C; na Południu aż do X wieku jako topnika używano popiołu drzewnego, później zaś wapnia, i ceramikę wypalano w nieco niższej temperaturze. Biała porcelana pojawiła się na Północy w epoce Sui (581–618), natomiast na Południu dopiero trzysta lat później.

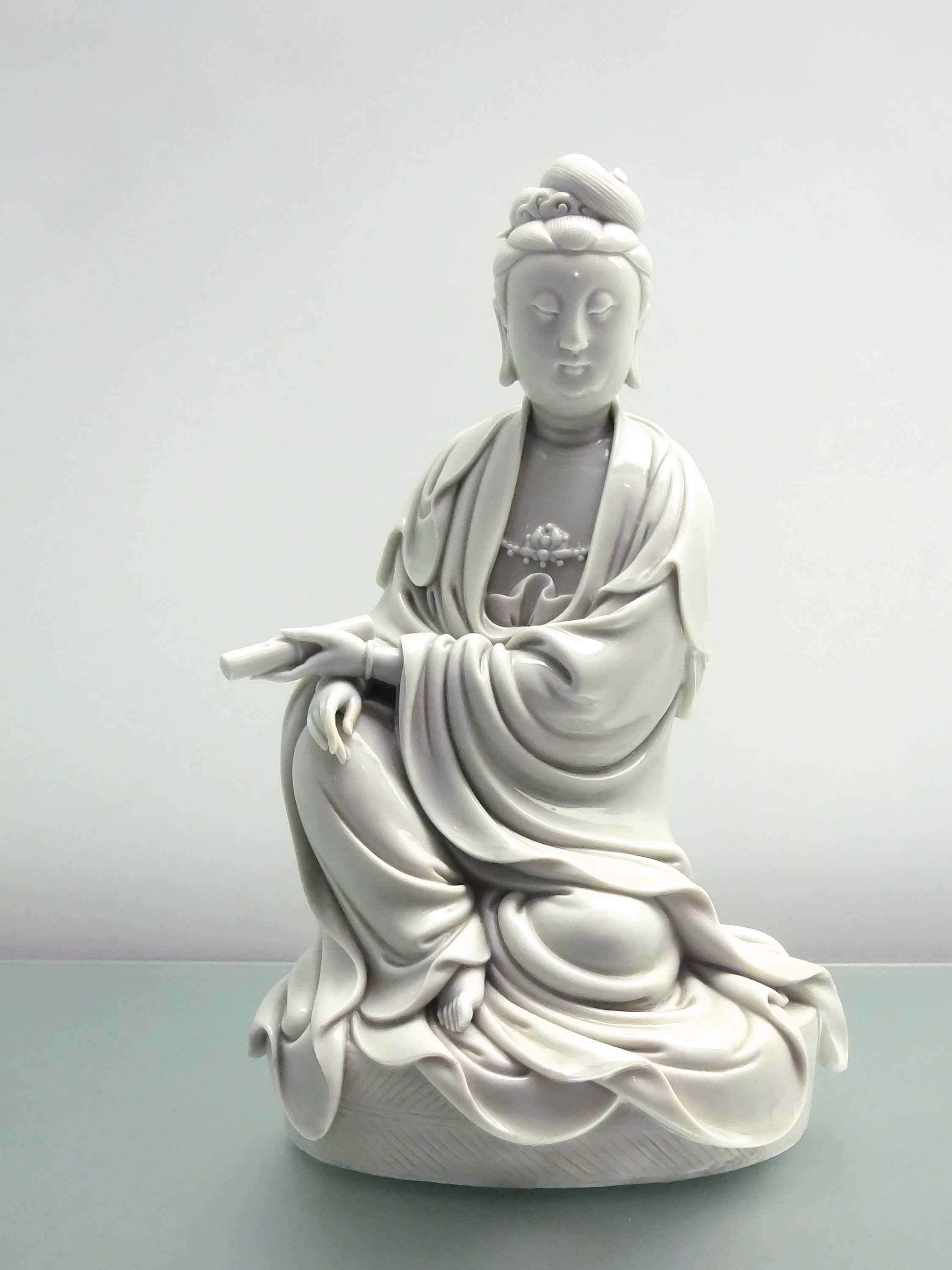
Figurka Guanyin wykonana z białej porcelany Dehua, ok. 1665–1695. Hongkońskie Muzeum Sztuki

Poza rozmiarem chińskiego rynku oraz ciągłością i wyrafinowaniem chińskiej kultury „najważniejszym praktycznym elementem decydującym o sukcesie chińskiej ceramiki było bogactwo wysokiej jakości dostępnych surowców”. Glina jest szeroko dostępna w Chinach, przy czym pewne jej rodzaje posiadają szczególne właściwości. Biała glina z której powstawała północna ceramika wypalana w wysokiej temperaturze pochodzi głównie ze wschodniej strony gór Taihang. Prowincja Zhejiang posiada duże zasoby wysokiej jakości wypalanej na szaro gliny, która stanowiła bazę dla ceramiki Yue. W płudniowym górskim regionie graniczącym z prowincjami Fujian i Jiangxi znajdują się depozyty czystszej i bardziej drobnoziarnistej gliny, z której wytwarzano ceramikę Longquan. Prowincja Jiangxi jest prawdopodobnie najbogatszym źródłem baidunzi i zasobnej w kaolin wypalanej na biało gliny, którą można znaleźć w promieniu 160 km wokół Jingdezhen, jednego z największych i najdłużej nieprzerwanie działających centrów ceramicznych. Najczystsza glina znajduje się w okolicy Dehua, w prowincji Fujian. O bardzo niskiej zawartości żelaza i bogata w krzemionkę, pozwoliła ona na produkcję wyjątkowo białej porcelany (zob. Blanc de Chine). Chiny obfitują również w zasoby minerałów potrzebnych do wytwarzania różnego rodzaju szkliwa. Jedynym znanym barwnikiem importowanym z zagranicy był tlenek kobaltu, jednak w XV wieku odnaleziono jego złoża w prowincji Junnan i na granicy prowincji Jiangxi–Zhejiang, tak że również w tym zakresie Chiny stały się samowystarczalne. Tradycyjnie piece opalano drewnem, jednak w XI stuleciu węgiel stał się powszechnie stosowanym paliwem w północnych Chinach, zaś współczesne piece są generalnie opalane węglem lub olejem, wprowadzonym po roku 1949. Drewno jednak nadal pozostaje najważniejszym paliwem używanym w lokalnych piecach wytwarzających prostsze naczynia.

## Historia

### Neolit

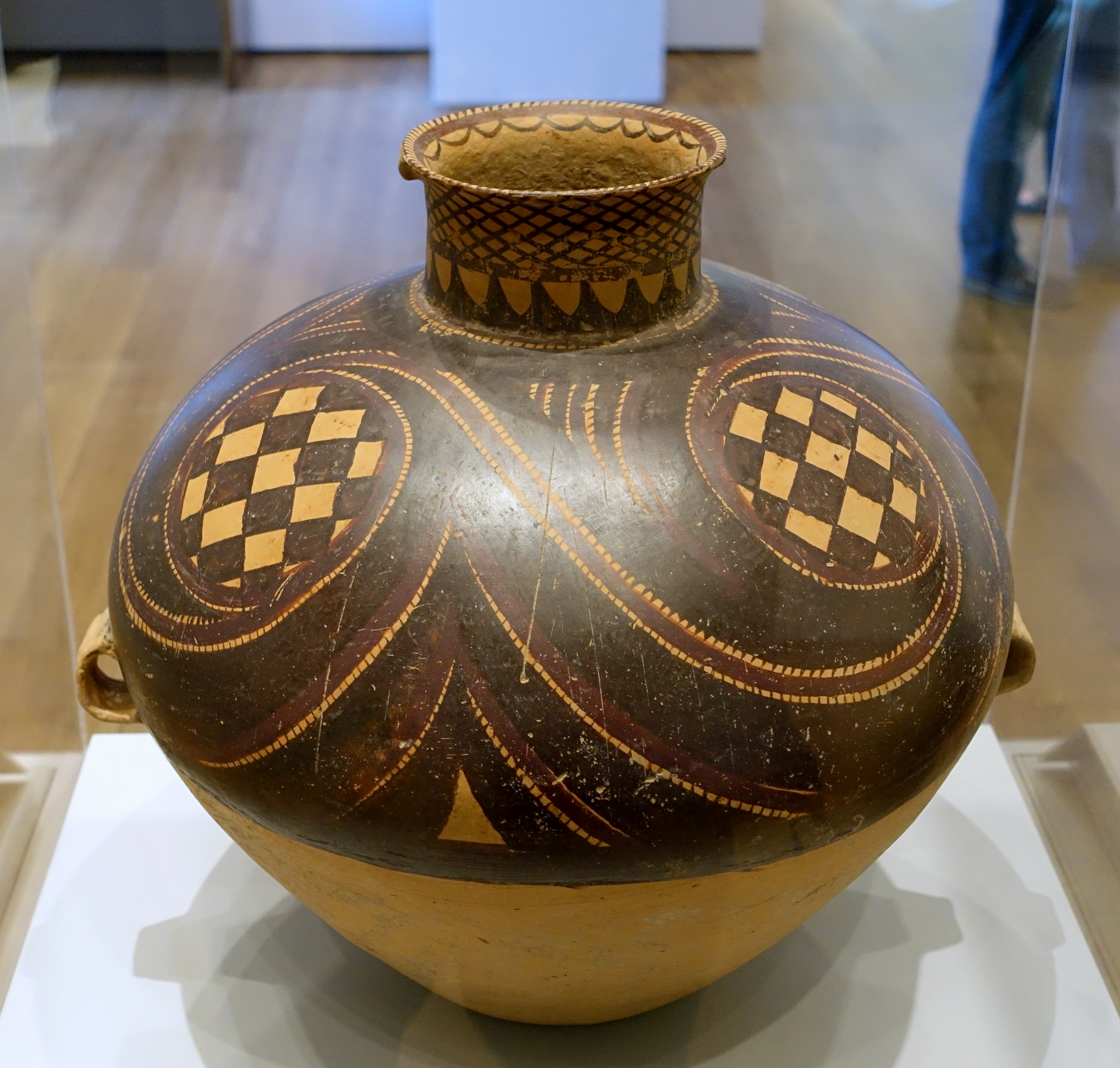
Urna pogrzebowa. Kultura Banshan, ok. 2650–2350 p.n.e. Harvard Art Museums

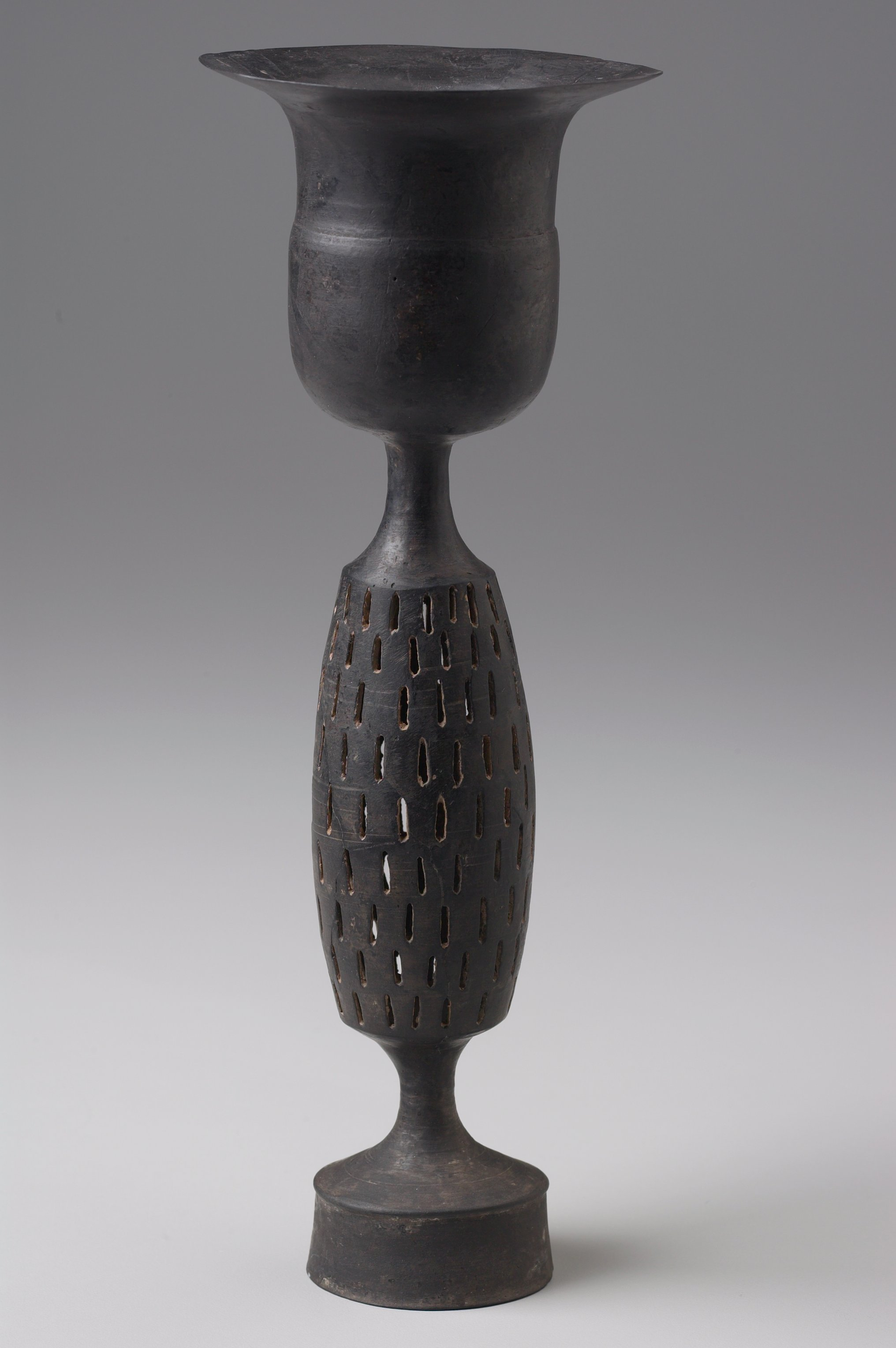
Puchar z czarnej ceramiki. Kultura Longshan, druga połowa III tysiąclecia p.n.e. Minneapolis Institute of Art

W jaskini Xianren w prowincji Jiangxi znaleziono najstarsze znane fragmenty ceramiki użytkowej, datowane na 18 do 17 tys. lat p.n.e. (zobacz ilustracja). Chiny są zatem jedną z najstarszych kultur ceramicznych świata. W okresie neolitu na ich terenie wytwarzano wiele różnych rodzajów ceramiki o czerepie porowatym. Najstarszą tradycję reprezentuje czerwona ceramika kultury Yangshao (ok. 5000–3000 p.n.e.), wytwarzana na terenie dzisiejszego Henanu i Shaanxi, o bardzo charakterystycznym kolorze ochry. Typowa dla ceramiki Yangshao jest dekoracja bardzo oszczędnie korzystająca z elementów antropomorficznych (i jeszcze rzadziej animalistycznych), przy przewadze motywów geometrycznych, co miało pozostać cechą charakterystyczną chińskiej ceramiki. Ta tradycja ceramiczna była później kontynuowana w zachodnich Chinach, w ramach kultur takich jak Majiayao (3300–2100 p.n.e) i Qijia (2000–1600 p.n.e.). Stanowiska kultury Majiayao przeplatają się z położoną nieco bardziej na zachód kulturą Banshan (2800–2300 p.n.e.), która swoją nazwę wzięła od cmentarzyska w prowincji Gansu. Urny pogrzebowe z Banshan są najbardziej rozpoznawalną na Zachodzie neolityczną ceramiką z Chin, co zawdzięczają charakterystycznemu kształtowi, z wąską podstawą nad którą rozszerza się naczynie, oraz dekoracji z okrągłymi motywami geometrycznymi, wykonanej w czerwieni lub fioletowej czerni (zobacz ilustracja).
Odrębna od Yangshao tradycja ceramiczna ukształtowała się na wschodnim wybrzeżu Chin, w prowincjach takich jak Szantung, Jiangsu i Zhejiang, gdzie rozwijały się takie kultury neolityczne jak Hemudu (5200–3300 p.n.e.), Dawenkou (4300–2400 p.n.e.) i Longshan (2500–2000 p.n.e.). Na początku III tysiąclecia p.n.e. w kulturze Dawenkou pojawiło się koło garncarskie i to na wschodnim wybrzeżu powstała najbardziej wyrafinowana pod względem technicznym ceramika neolitycznych Chin. Najwcześniejsza ceramika kultury Dawenkou jest wykonana z czerwonej gliny gorzej przygotowanej niż ta stosowana w ramach tradycji Yangshao, ale już wówczas kształty naczyń są wyraźnie zaznaczone i pojawia się wśród nich trójnożny ding, znany również z późniejszych brązów rytualnych (w środkowym okresie Dawenkou dołącza do niego naczynie typu gui – zobacz ilustracja). Wschodnie wybrzeże jest najbardziej znane ze swojej ceramiki czarnej, kojarzonej zwłaszcza z kulturą Longshan. Charakterystyczne dla niej są czarne, pozbawione dekoracji malarskiej naczynia, o wyrafinowanych kształtach, bardzo gładkiej powierzchni, niezwykle cienkich ściankach, czasami zaś również dekoracji ażurowej (zobacz ilustracja). Na początku II tysiąclecia p.n.e. ceramika czarna została wyparta przez ceramikę szarą, w swoich kształtach antycypującą wiele późniejszych brązów rytualnych, wśród której pojawiają się również pierwsze przykłady białej ceramiki, dalekiego przodka późniejszej białej porcelany.

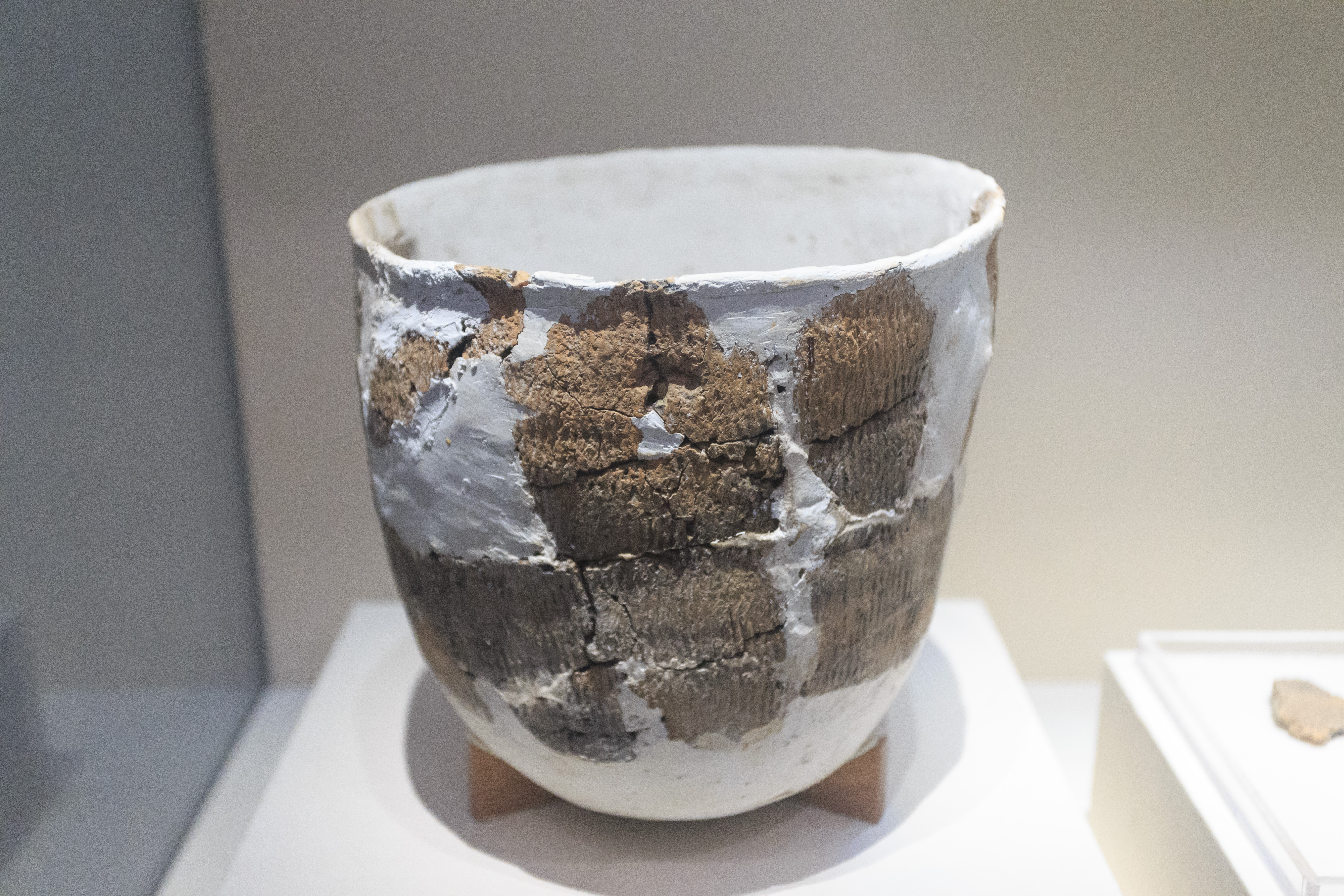
Naczynie (poddane rekonstrukcji) z jaskini Xianren(inne języki) w prowincji Jiangxi, skąd pochodzą najstarsze znane fragmenty ceramiki użytkowej, datowane na 18 do 17 tys. lat p.n.e.[9] Chińskie Muzeum Narodowe
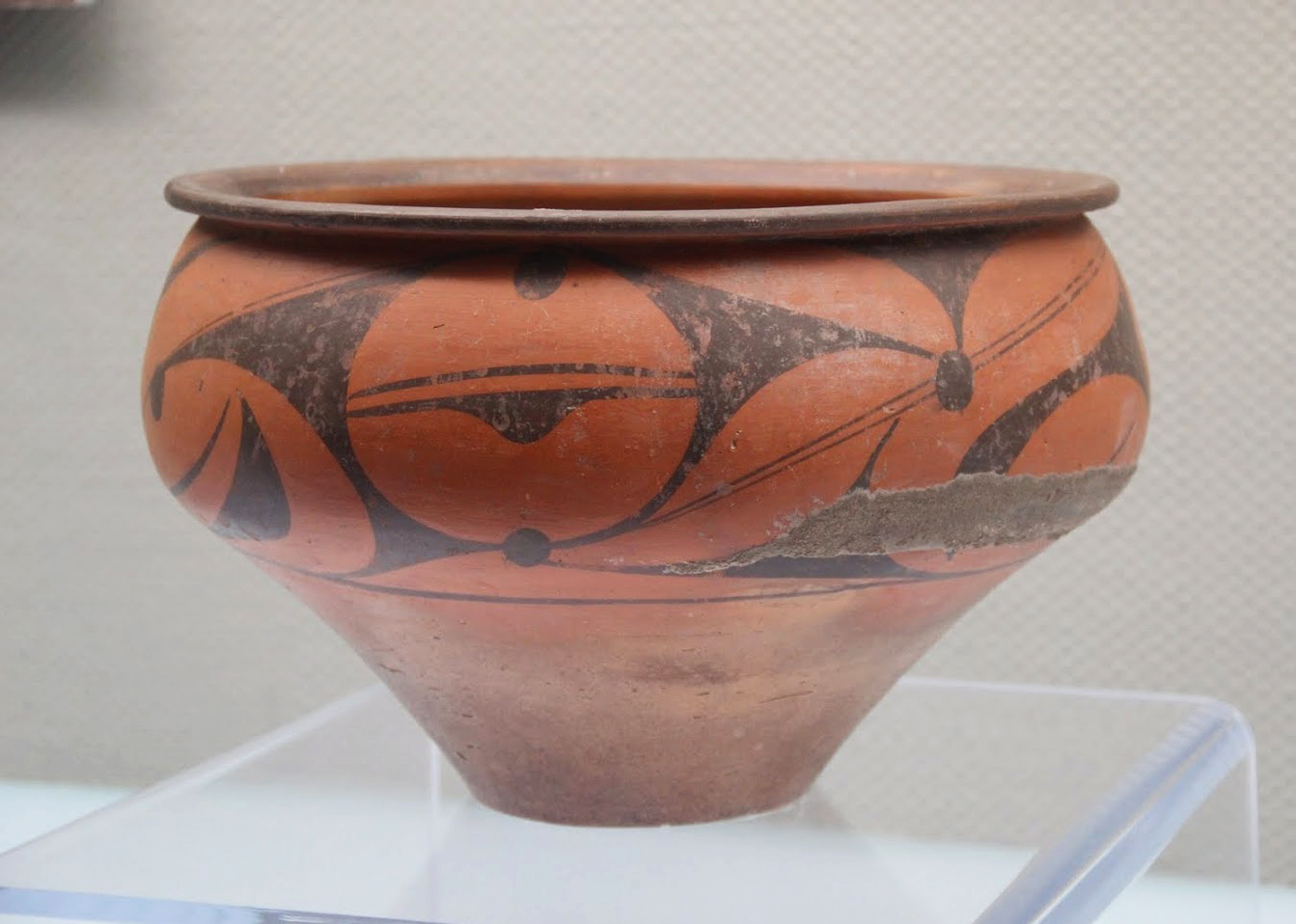
Naczynie ze stanowiska Miaodigou(inne języki). Kultura Yangshao, ok. 4000 p.n.e. Muzeum Shanxi
Misa. Kultura Majiayao, III tysiaclecie p.n.e. Muzeum Makau w Lizbonie
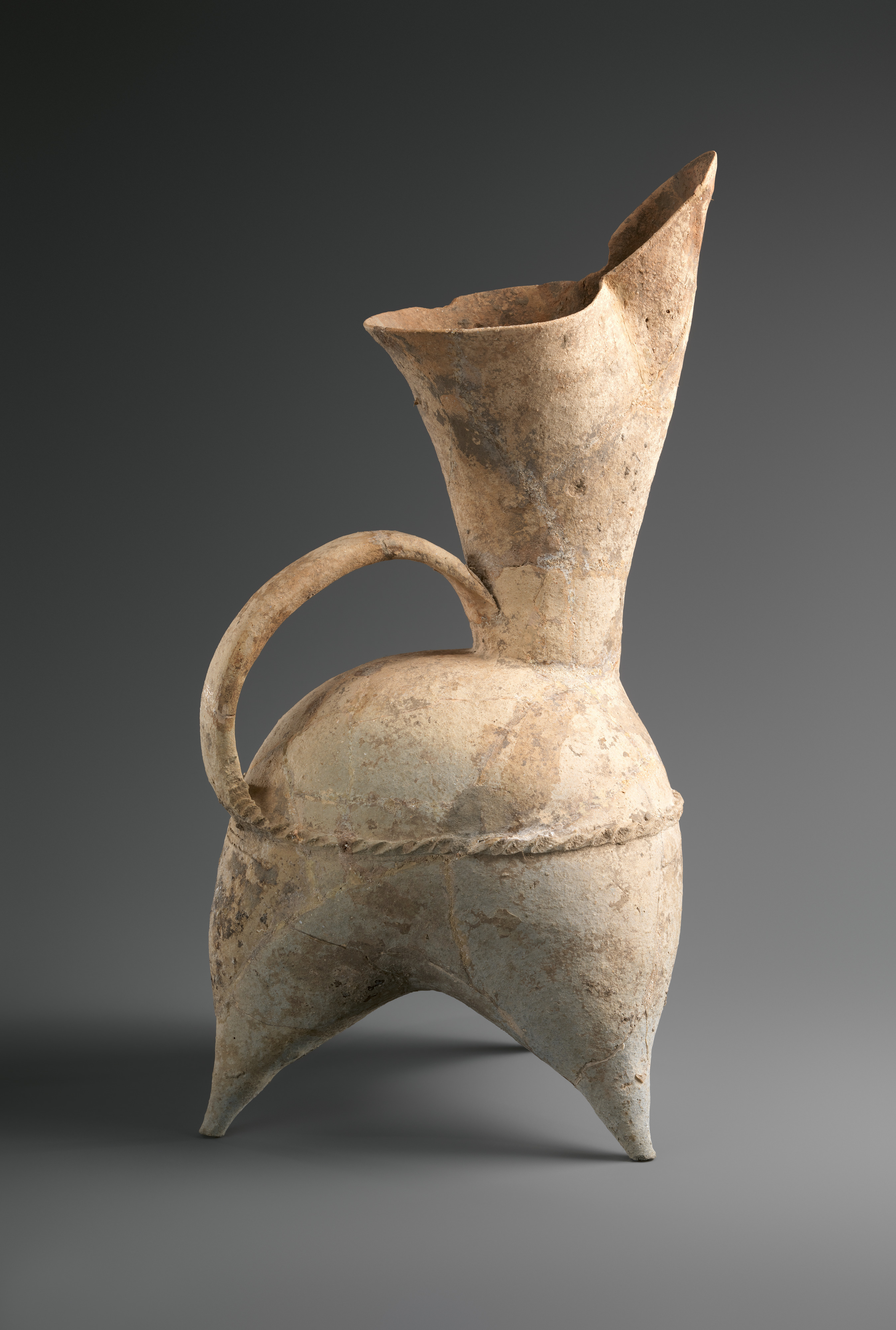
Trójnóg typu gui. Kultura Dawenkou, ok. 2500 p.n.e. Metropolitan Museum of Art

### Epoka brązu

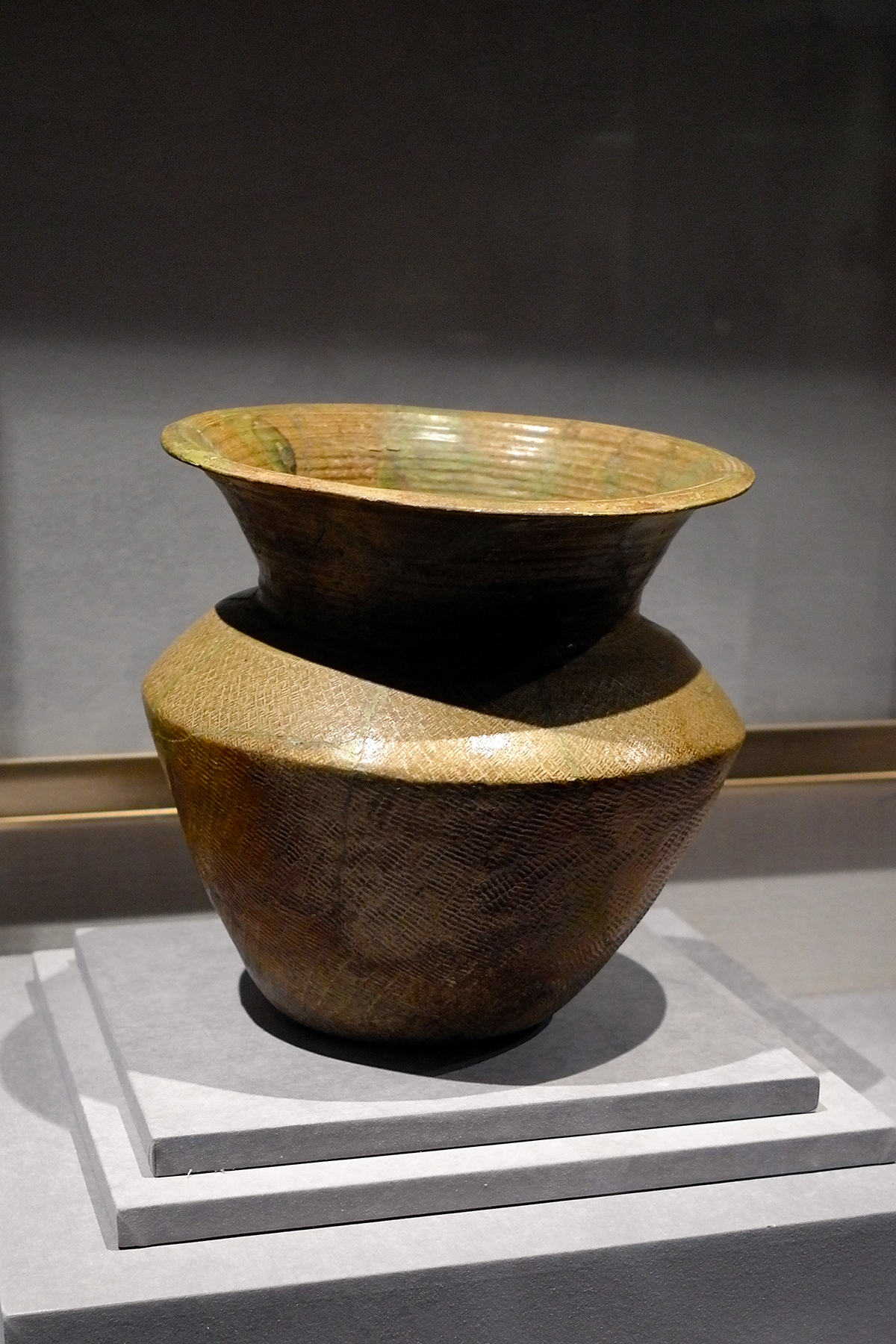
Protoporcelanowe naczynie typu zun z oliwkową glazurą. Dynastia Shang (ok. 1500–ok. 1045 p.n.e.). Muzeum Henanu

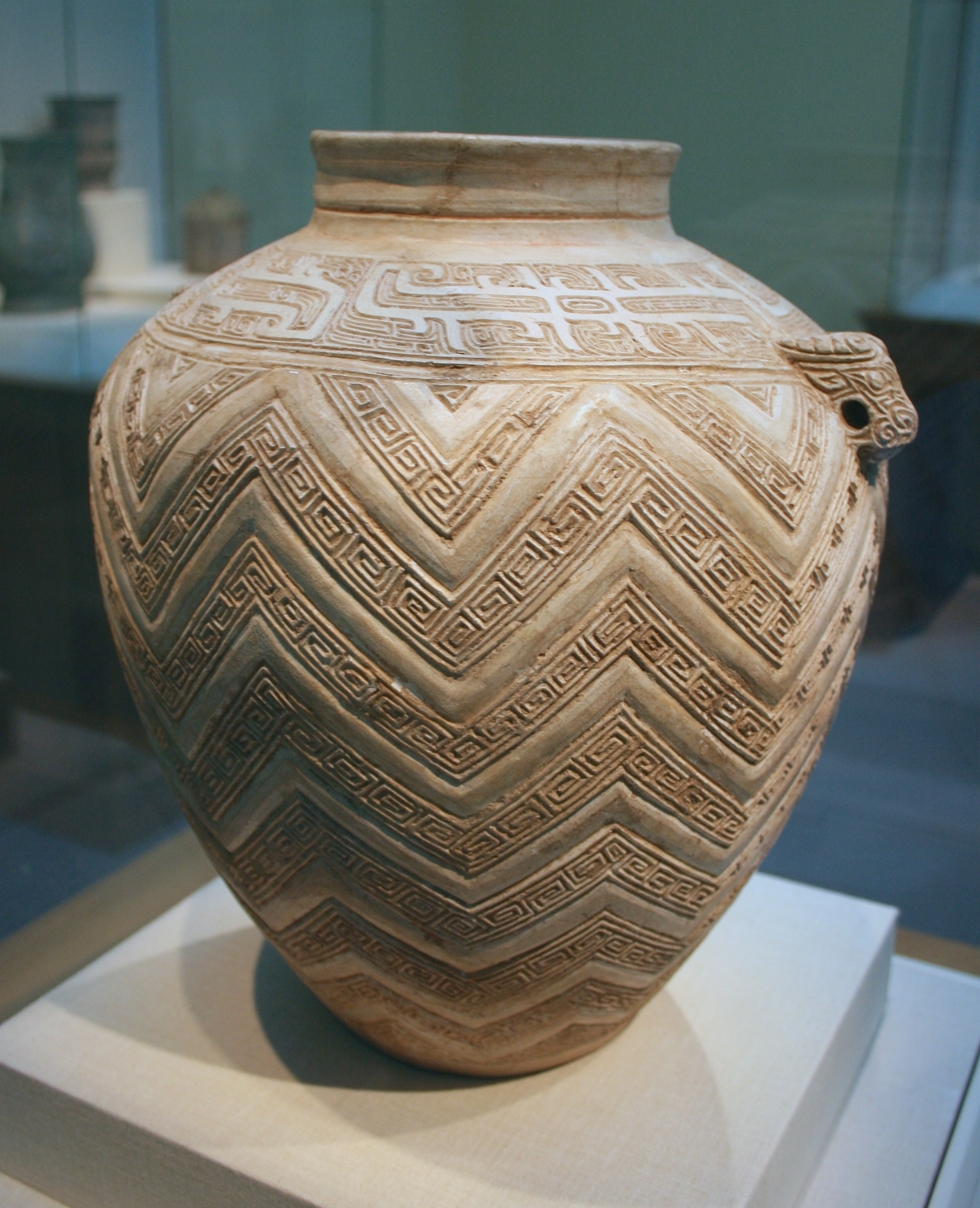
Lei z białej ceramiki (poddany rekonstrukcji). Yinxu, ok. 1200 p.n.e. Freer and Sackler Galleries

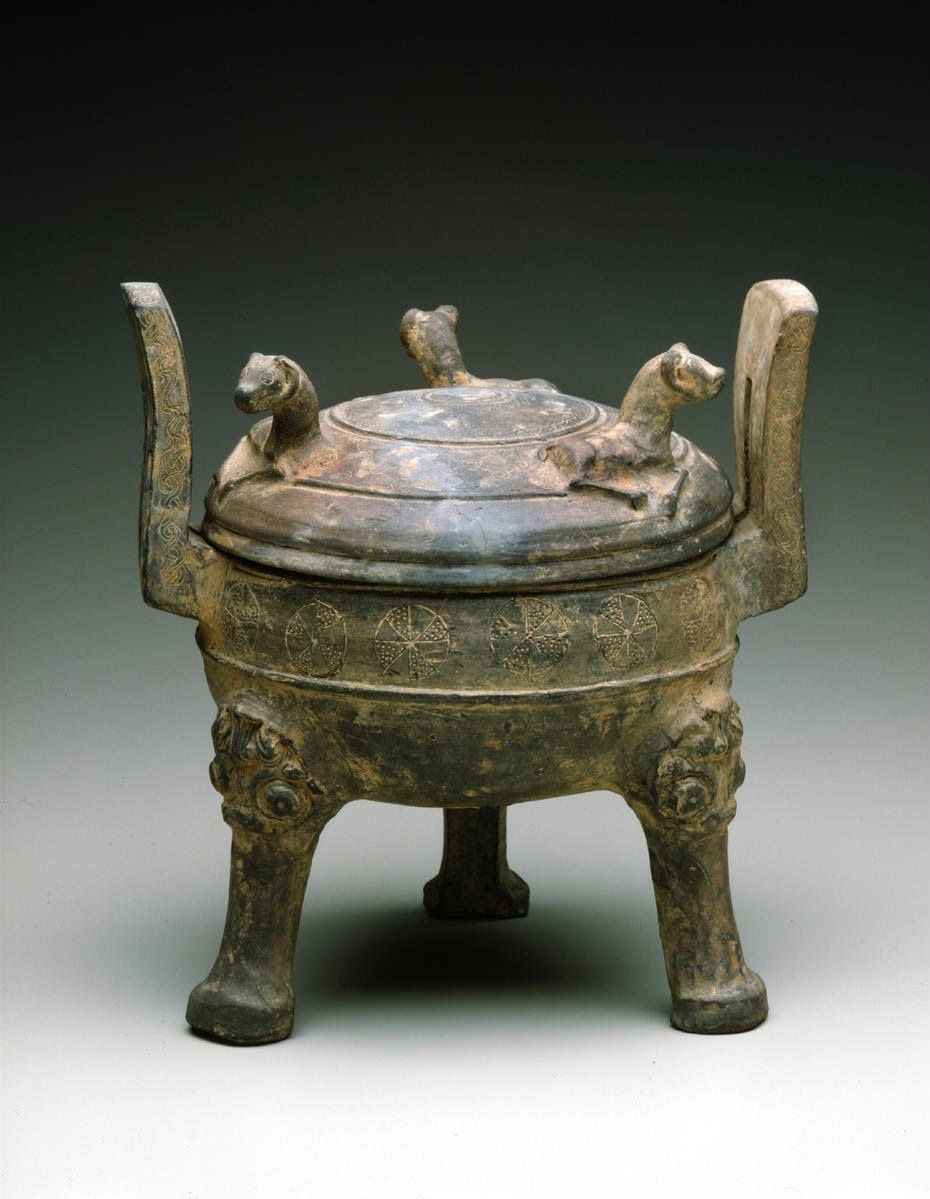
Ceramiczne naczynie imitujące brąz ding. Okres Walczących Królestw (470–221 p.n.e.) Asian Art Museum

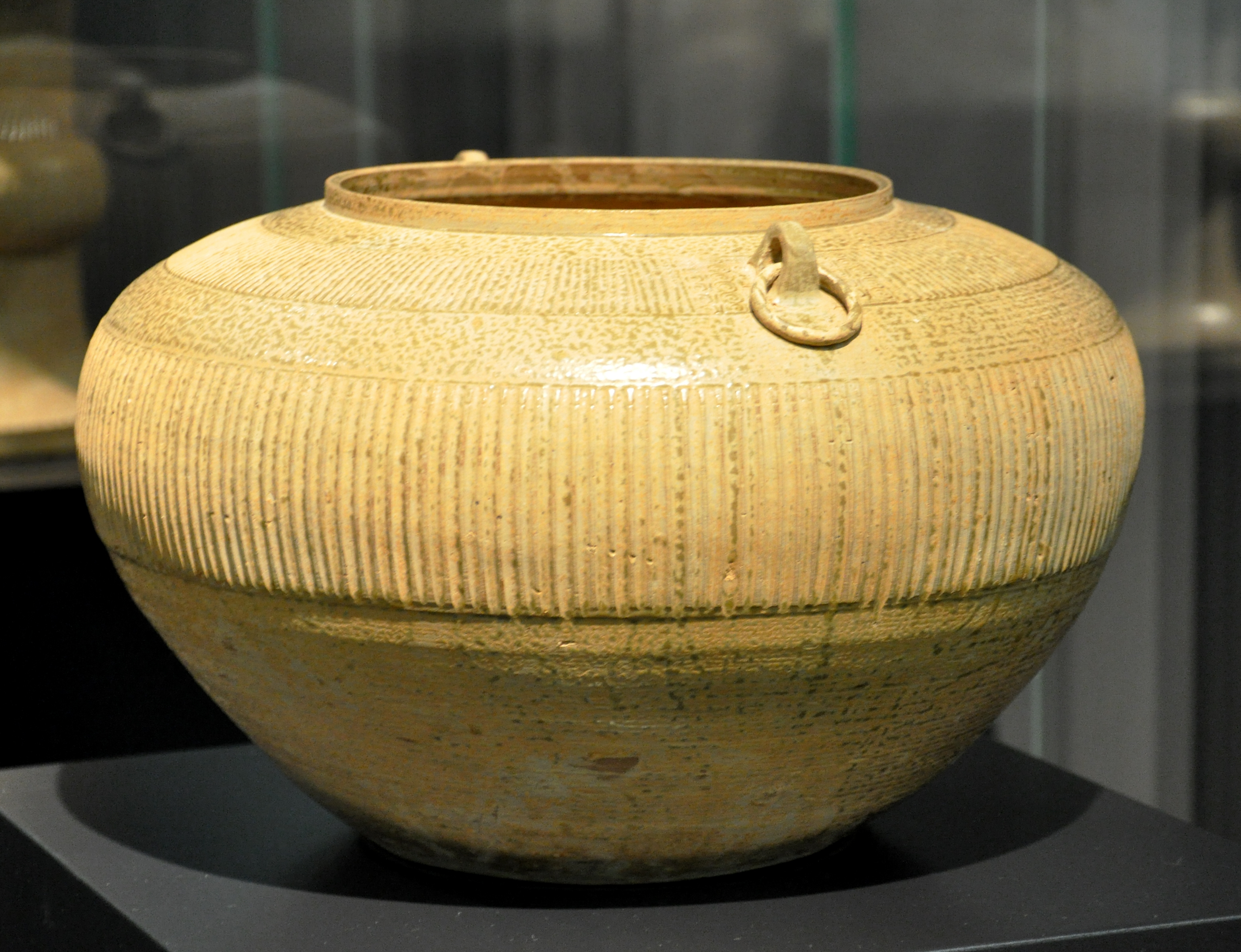
Protoporcelanowy dzban z nakładaną i odciskaną dekoracją. Zhejiang, IV-III w. p.n.e. Kolekcja Meiyintang

Wczesna epoka brązu charakteryzowała się rosnącymi umiejętnościami w zakresie wypalania i dekoracji ceramiki oraz technologicznymi ulepszeniami, rozprzestrzenianie się sztuki odlewania brązu zachęcało bowiem do dalszych postępów w dziedzinie kontroli gliny i pieców. Ponadto użycie koła garncarskiego stało się powszechne w epoce Shang (ok. 1500–ok. 1045 p.n.e.) i wczesnej epoce Zhou (ok. 1045–256 p.n.e.). W sumie doprowadziło to do powstania w XIII w. p.n.e. pierwszej ceramiki wypalanej w wysokiej temperaturze (cí), w postaci kamionki. Był to „całkowicie nowy typ ceramiki, która nie była znana nigdzie indziej na świecie”. Przemysłowe piece potrzebne do wypalania kamionki nie mogły być umieszczane na terenie obszarów mieszkalnych, co zapoczątkowało praktykę ustanawiania większych obszarów zajmujących się wytwarzaniem ceramiki blisko naturalnych surowców, takich jak glina, paliwo i woda.
Technologia produkcji ceramiki wypalanej w wysokiej temperaturze po raz pierwszy rozwinęła się na Południu. Tutejsi ceramicy osiągnęli temperaturę wypalania 1200℃ i dzięki temu gdzieś na terenach dzisiejszych prowincji Zhejiang/Jiangsu powstała pierwsza w historii kamionka. Jednocześnie ceramikom Południa brakowało umiejętności w zakresie formowania naczyń o różnych kształtach i używania różnych glin, ponadto nie stosowali oni żadnej prawdziwej glazury. Chronologia pojawienia się ceramiki wypalanej w wysokiej temperaturze na Północy jest inna, prawdopodobnie ze względu na ustanowienie silnego politycznie i ekonomicznie centrum przez dynastię Shang. Wytwarzano tam wiele różnych odmian ceramiki wypalanej w niskiej temperaturze, przy czym jej glina nie nadawała się do wypalania kamionki. Bardzo czysta biała glina, z pewną domieszką kaolinu, była używana do produkcji białej ceramiki. Niska zawartość żelaza w kaolinie powodowała, iż ta ceramika nie zmieniała koloru podczas wypalania na skutek zmian w pierwiastku żelaza i pozostawała biała. Temperatura wypalania zazwyczaj oscylowała wokół 1,000 °C, była zatem zbyt niska by doszło do pełnej witryfikacji i powstała porcelana, był to jednak niewątpliwie krok w tym kierunku. Biała ceramika, znana już w epoce neolitu, osiągnęła szczyt rozwoju w epoce Shang, ale stała się rzadka w trakcie panowania Zachodniej Dynastii Zhou (ok. 1045–770 p.n.e.), być może z powodu zwiększonej produkcji twardej ceramiki z odciskaną dekoracją i protoporcelany.
Twarda ceramika, z dekoracją w postaci geometrycznych wzorów odciśniętych na powierzchni była wyższej jakości i twardsza niż zwykła ceramika. Jej temperatura wypalania osiągała 1,100 °C, docierając niemal do poziomu potrzebnego do pełnej witryfikacji, i część twardej ceramiki posiadała pewien połysk przypominający cienką warstwę szkliwa. Kolejną ceramiczną innowacją epoki Shang była protoporcelana, którą wyróżniały trzy szczególne cechy. Po pierwsze potrzebowała wyższej temperatury wypalania, pomiędzy 1,100 do 1,200 °C albo więcej; po drugie posiadała glazurę na powierzchni, i po trzecie zawierała kaolin. Najwcześniejsze glazury powstały niejako w sposób naturalny podczas wypalania w wysokiej temperaturze, kiedy powierzchnia ceramicznego ciała łączyła się z obecnymi w ceramicznym piecu pozostałościami procesu spalania, takimi jak popiół drzewny, który odgrywał rolę topnika. To mogło podsunąć ceramikom ideę wymieszania popiołu drzewnego z rozcieńczonym kaolinowym osadem, który następnie był nakładany na powierzchnię naczyń. Taka glazura, która zawierała popiół drzewny i domieszkę żelaza, przybierała kolor żółty lub brązowy, jeśli była wypalana w atmosferze utleniającej, albo niebieski lub niebiesko–zielony jeśli była wypalana w atmosferze redukującej. Była to pierwsza forma glazury celadonowej w historii chińskiej ceramiki.
Bardzo rzadka w epoce Shang protoporcelana była dalej rozwijana w epoce Zhou, wspólnie z twardą ceramiką. Te dwa rodzaje ceramiki, wypalane w podobnych temperaturach i znajdowane przez archeologów w tych samych miejscach, używały w zasadzie takiej samej dekoracji. Bardzo szybko zauważono, że można uzyskać jeszcze gładszą powierzchnię protoporcelany jeśli zostanie ona pokryta mieszaniną gliny i wapna. Stopniowo nauczono się również jak uzyskiwać różne efekty kolorystyczne poprzez różnicowanie ilości tlenku żelaza w szkliwie. Na Południu przez długi czas wytwarzano różne rodzaje nieglazurowanej kamionki, ale za panowania Wschodniej Dynastii Zhou (770–256 p.n.e.) teren dzisiejszych prowincji Jiangsu, Zhejiang i Jiangxi stopniowo stał się najważniejszym centrum produkcji protoporcelany.
W Okresie Wiosen i Jesieni popularne stało się zastępowanie grzebanych dawniej wraz ze zmarłymi brązów rytualnych ich ceramicznymi odpowiednikami o tym samym kształcie. Okres Walczących Królestw był z kolei epoką szczytu popularności ceramiki z obrazami, która była malowana po wypaleniu, bez kolejnego wypalenia dekoracji, co powodowało, iż łatwo odpadała ona od naczynia. Była to zatem ceramika o charakterze czysto pogrzebowym, nie nadająca się do codziennego użytku. Zachowane naczynia wykazują wielką inwencję dekoratorów, chociaż ze względu na technikę wykonania z reguły zachowały się w bardzo złym stanie.

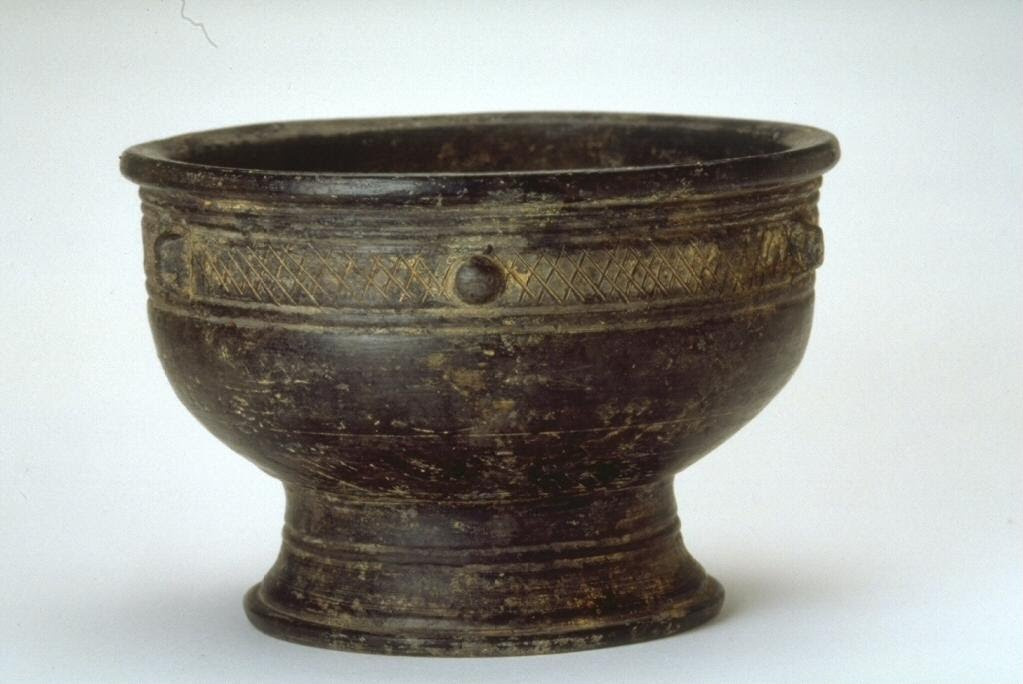
Naczynie typu gui z szarej ceramiki. Epoka Shang, ok. 1300-1050 p.n.e. Asian Art Museum
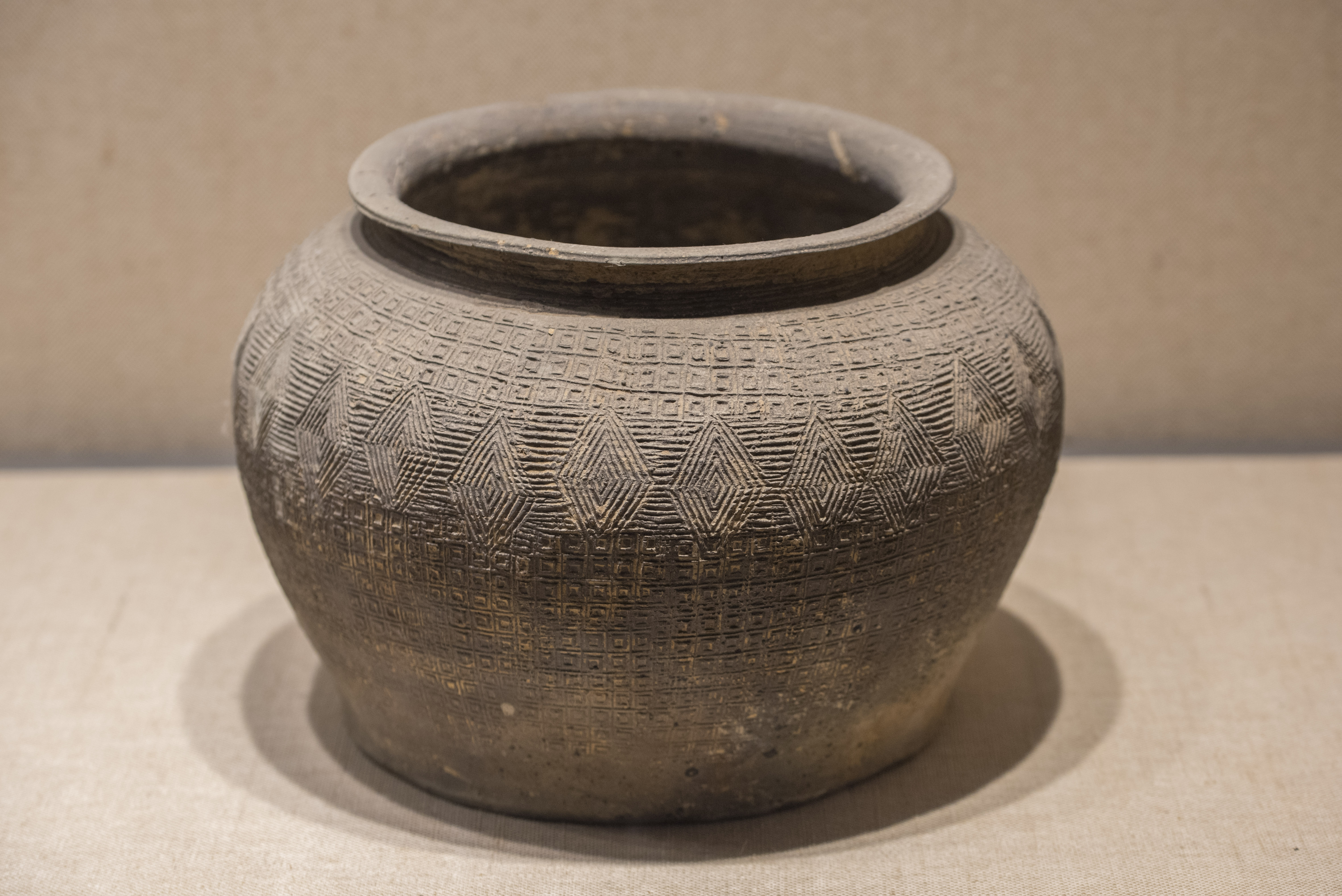
Dzban z twardej ceramiki z odciśniętą dekoracją. Zachodnia Dynastia Zhou (ok. 1045–770 p.n.e.). Muzeum Prowincji Zhejiang
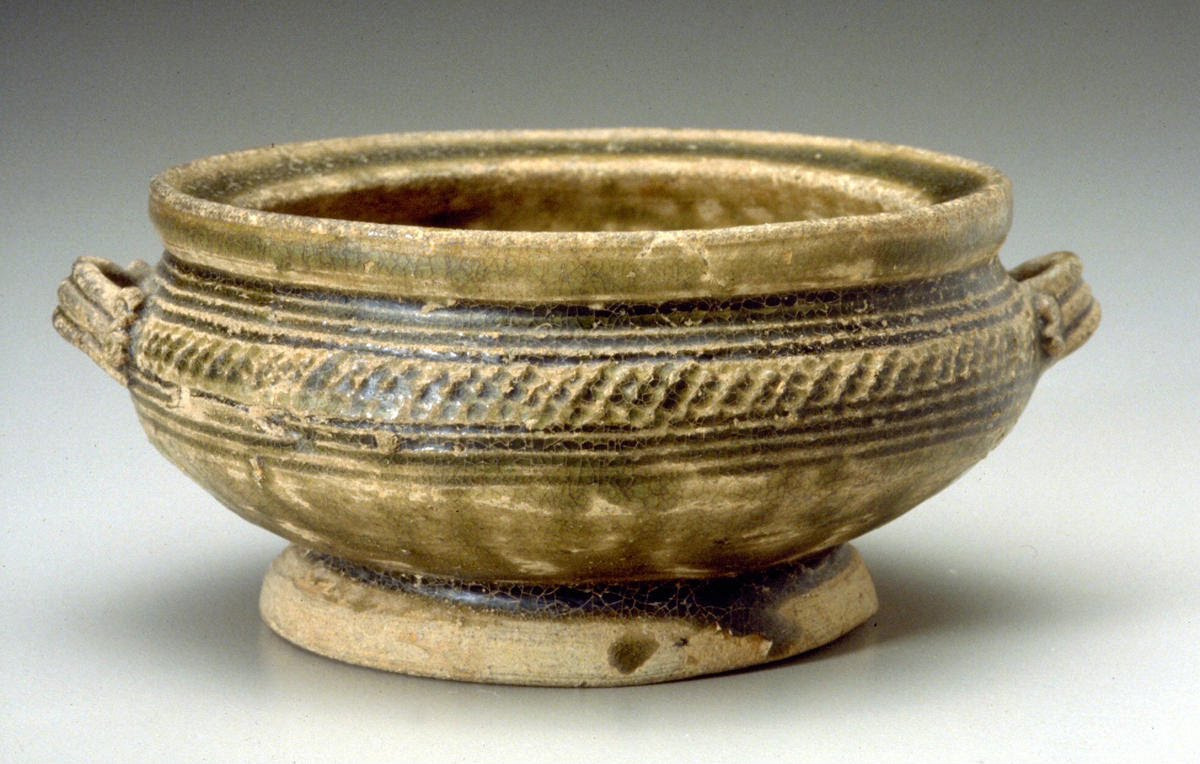
Naczynie z dwoma uchytami. Kamionka z glazurą z popiołu drzewnego. Wuzhou, Zhejiang, Zachodnia Dynastia Zhou. Asian Art Museum
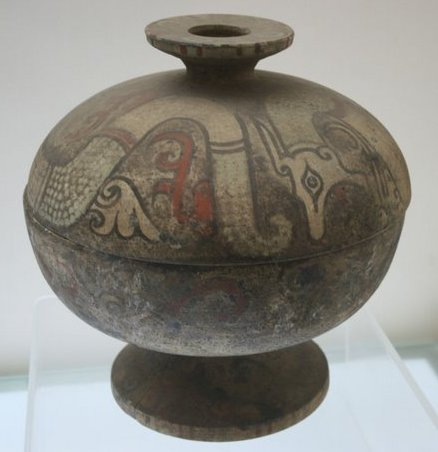
Ceramiczne naczynie imitujące brąz dou pomalowane we wzory z motywem smoka Kui longa. Okres Walczących Królestw. Muzeum Luoyangu

### Dynastia Han

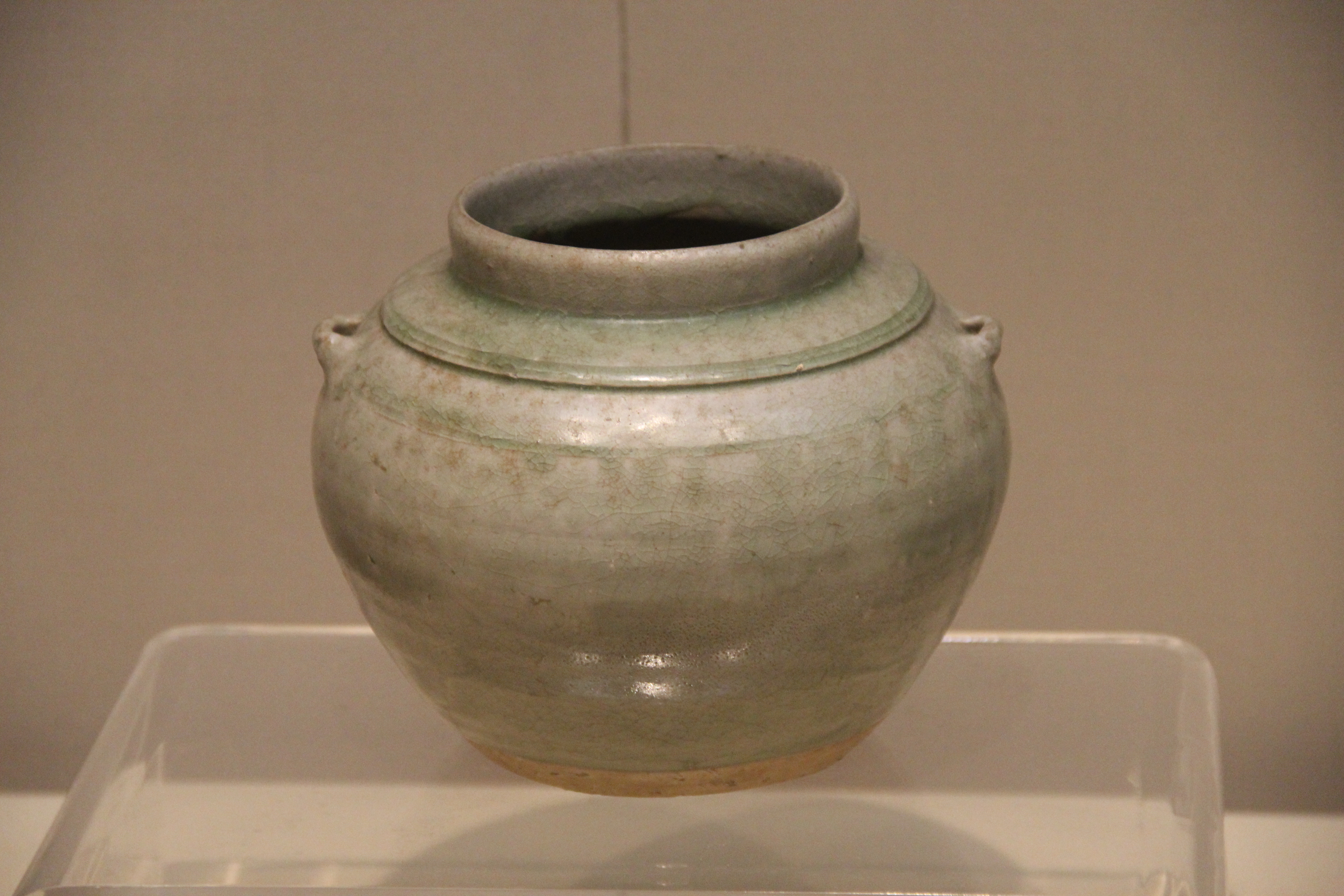
Waza z Yue z celadonową glazurą. Późniejsza dynastia Han (25–220). Muzeum Prowincji Zhejiang

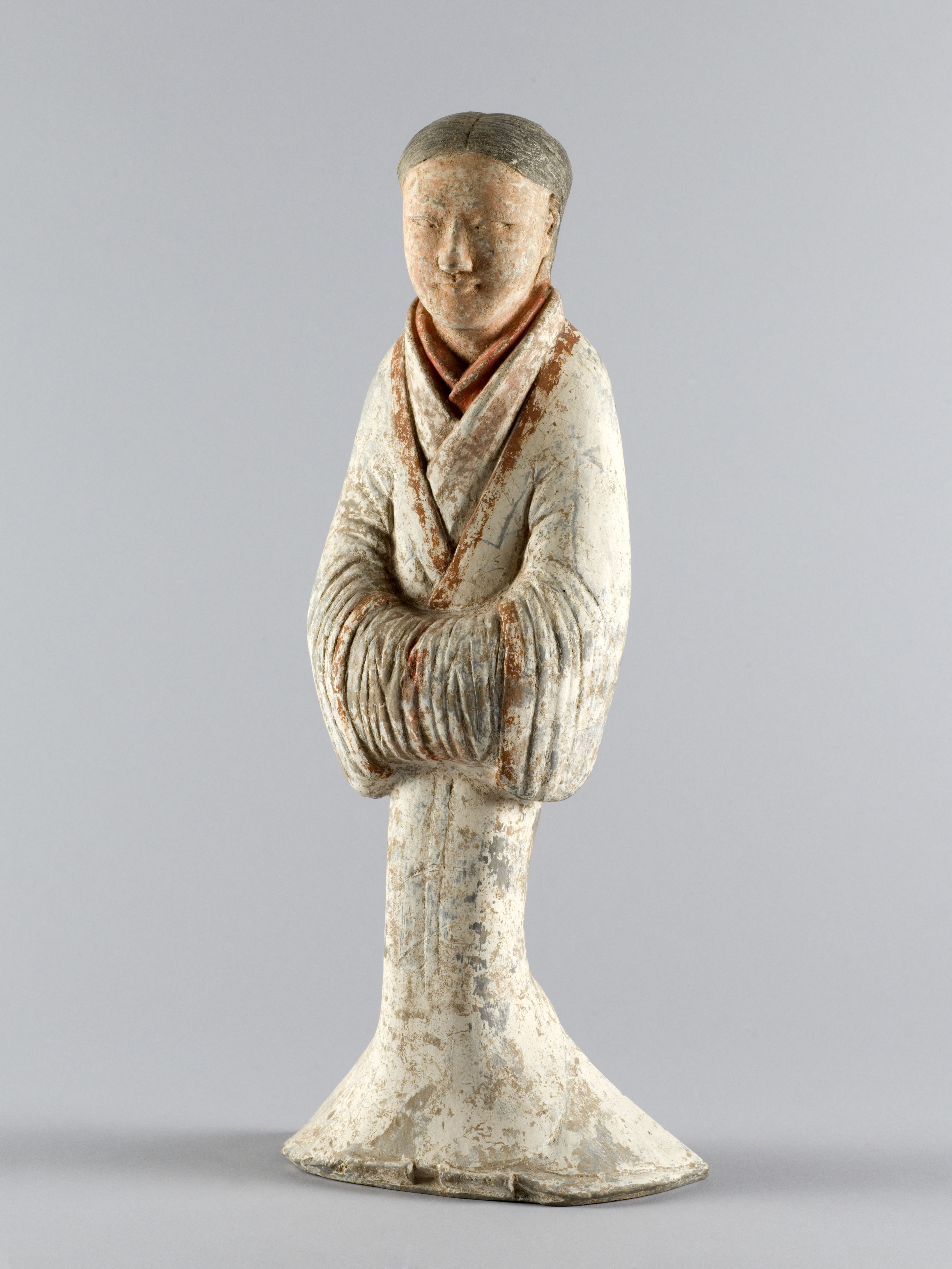
Figurka grobowa damy. Wcześniejsza dynastia Han (206 p.n.e. – 9 n.e.). Musée Cernuschi

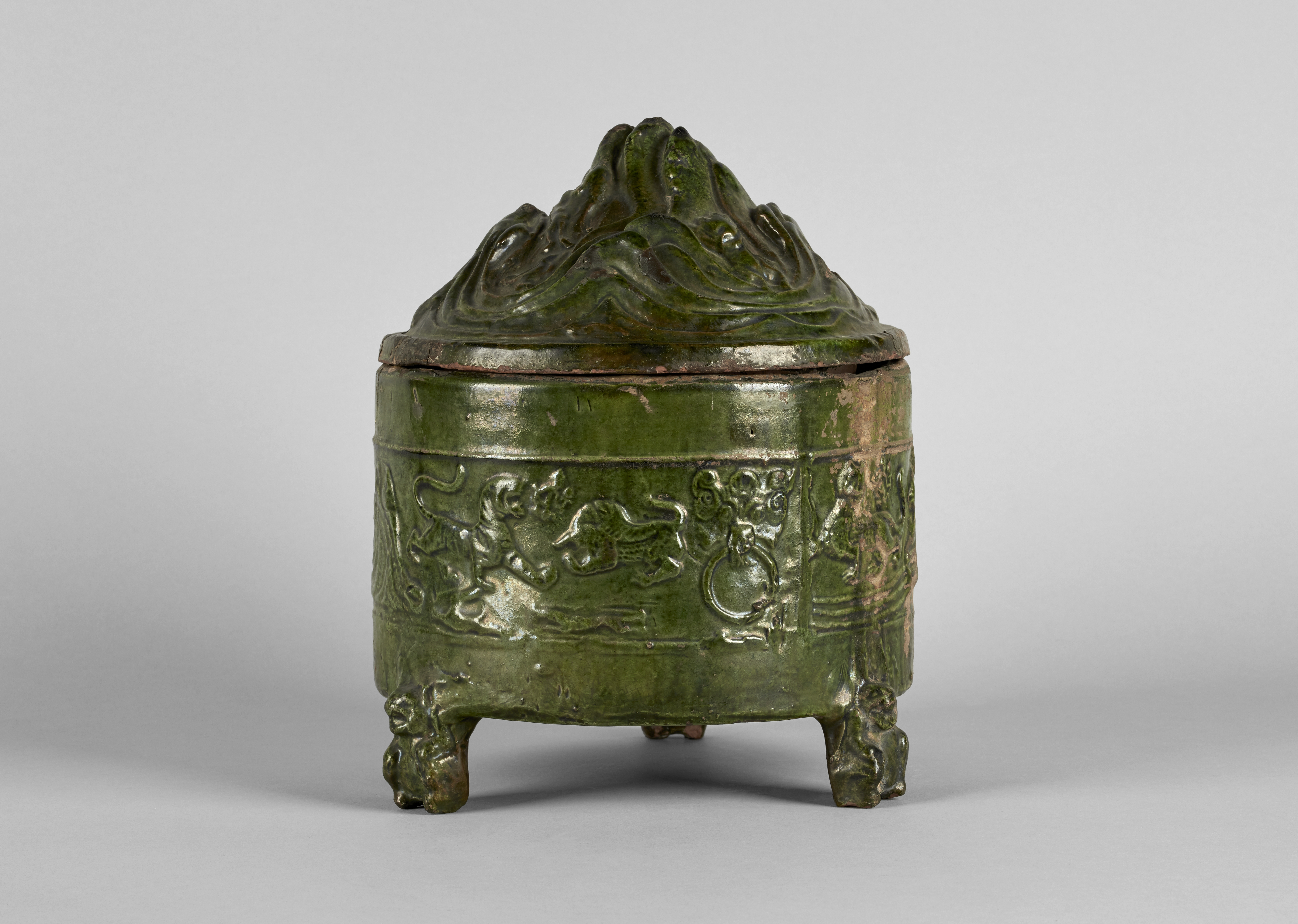
Naczynie typu zun z mitycznymi górami i zwierzętami, pokryta szkliwem ołowiowym. Koniec Wcześniejszej Dynastii Han lub Dynastia Xin (ok. 50 p.n.e. – 9 n.e.). Musée Cernuschi

Podobnie jak ceramiczne naczynia w epoce Zhou zastąpiły brązy tak samo ceramiczne figurki grobowe zastąpiły ofiary z ludzi składane w epoce Shang. Ich liczba znacznie wzrosła w epoce Qin (221–207 p.n.e.), zaś najbardziej spektakularnym przykładem tego rodzaju ceramiki jest tzw. Terakotowa Armia Pierwszego Cesarza (221–210 p.n.e.), który został pochowany z tysiącami żołnierzy naturalnej wielkości. Zazwyczaj terakotowe figury osób mających służyć chowanym arystokratom były jednak mniejsze i zwłaszcza w epoce Han (206 p.n.e. – 220 n.e.) obserwujemy ich postępującą miniaturyzację. Osiągnięto przy tym znaczny stopień realizmu i indywidualizacji rysów twarzy, a w przypadku figurek zwierząt, takich jak konie, potrafiono oddać ich wigor i siłę. Jak zaznacza Mieczysław Jerzy Künstler, miniaturyzacja przyczyniła się do znacznego poszerzenia zakresu obiektów składanych w grobie, zaś akcent przesunął się na drobiazgowy realizm sceny pojmowanej jako całość, i „z czasem rozwinęła się masowa produkcja wiernych modeli niemal wszystkiego, co za życia otaczało człowieka: domów i zabudowań gospodarskich, sprzętów, narzędzi i zwierząt” (zobacz ilustracja wieży strażniczej).
Za czasów dynastii Han pojawiły się również naczynia z glazurą ołowiową. Chińczycy zdawali sobie sprawę, że ołów jest trujący, stąd tego rodzaju szkliwo było używane jedynie do ceramiki grobowej. Kształty naczyń naśladowały rytualne brązy albo miały postać dzbanów z wielkimi brzuścami, ale część z nich posiadała również wykonywaną za pomocą formy dekorację przedstawiającą sceny polowania lub nieśmiertelnych wędrujących w górach lub posród chmur (zobacz ilustracja). Glazura ołowiowa była stosowana do ceramiki wypalanej w niskiej temperaturze, nie wymagała bowiem wysokiej temperatury. Wypalanie w atmosferze utleniającej dawało kolor brązowy, albo zielony, jeśli dodano tlenek miedzi. Ten drugi kolor był bardzo popularny w okresie Późniejszej dynastii Han (25–220). Oprócz naczyń, w późniejszym okresie glazurą ołowiową zaczęto pokrywać również figurki.
Za czasów Późniejszej dynastii Han stopniowa ewolucja protoporcelany doprowadziła natomiast do powstania pierwszej pełnowartościowej porcelany w chińskim rozumieniu tego słowa, która była wypalana w temperaturze do 1310 ℃, a tym samym całkowicie zeszkliwiona, posiadała twarde ciało i wydawała rezonujący dźwięk przy uderzeniu. Tego rodzaju ceramika, pokryta zazwyczaj celadonowym szkliwem w kolorze szarawym (które wykazuje wiele cech eksperymentu, ze względu na swoje niejednolite zabarwienie i jakość) rozwinęła się w południowych prowincjach Zhejiang i Jiangsu, które w starożytności zajmowało państwo Yue, stąd nazywano ją ceramiką z Yue (zobacz ilustracja). Najwcześniejsze naczynia kształami przypominają brązy rytualne, które były ich prototypami, wskazując na to że pełniły wobec nich rolę zastępczą.
Szczególnym rodzajem ceramiki architektonicznej, znanym z epoki Han, są cegły zdobione, używane do wystroju komnat grobowych. Miały one formę płaskorzeźb lub powstawały za pomocą rylca używanego na jeszcze mokrej cegle. Czasami dekorowano je za pomocą prostych wzorów geometrycznych, ale wiele z nich przedstawia rozbudowane sceny z życia codziennego, takie jak żniwa, wydobywanie soli czy polowanie (zobacz ilustracja).

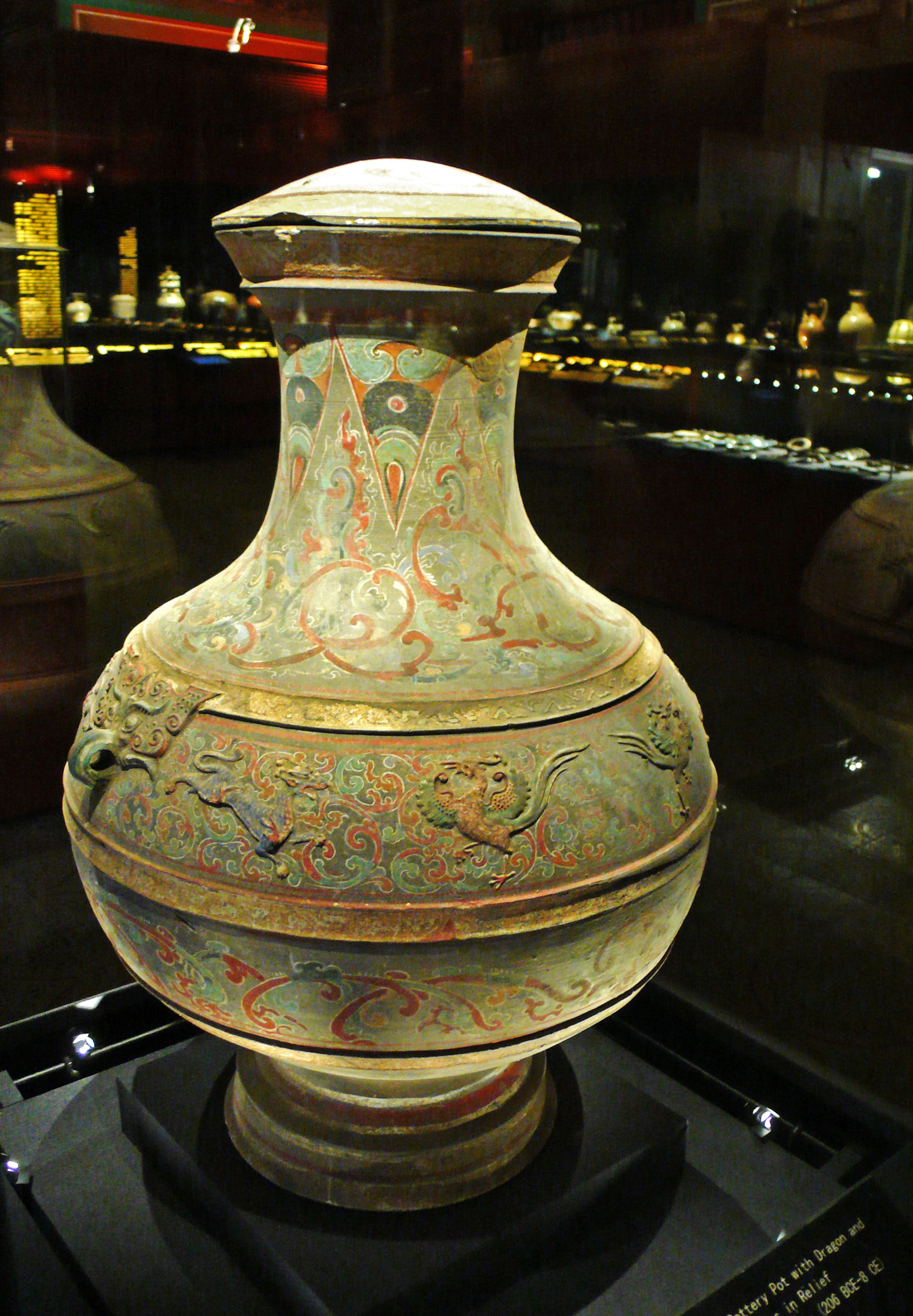
Malowany dzban z dekoracją reliefową w formie feniksa i smoka. Wcześniejsza dynastia Han. Muzeum Pałacowe
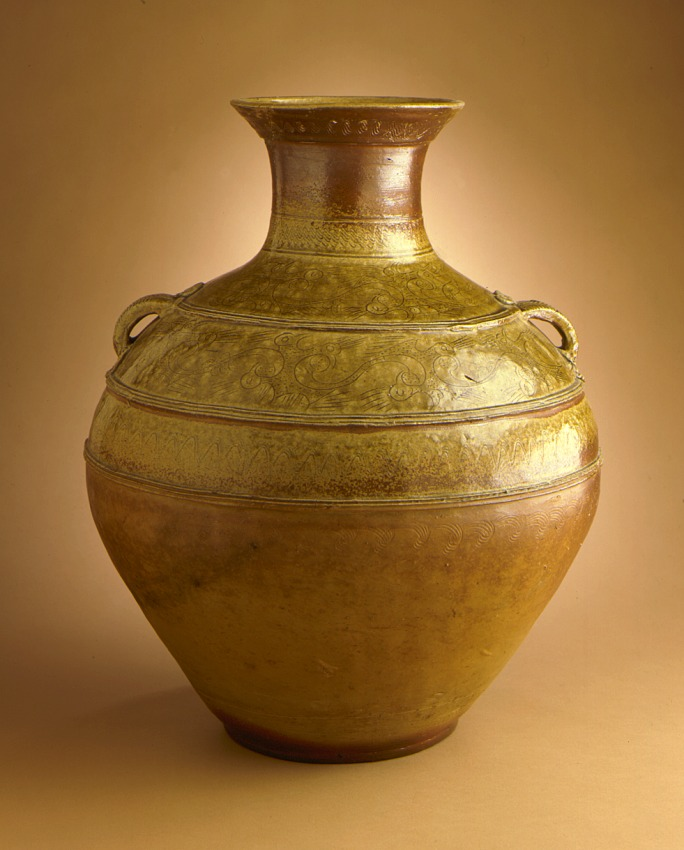
Dzban typu Hu z nakładaną i rytą dekoracją, pokryty niejednolitym szkliwem celadonowym. Wczesna ceramika z Yue, ok. 100 p.n.e. – 100 n.e. Los Angeles County Museum of Art
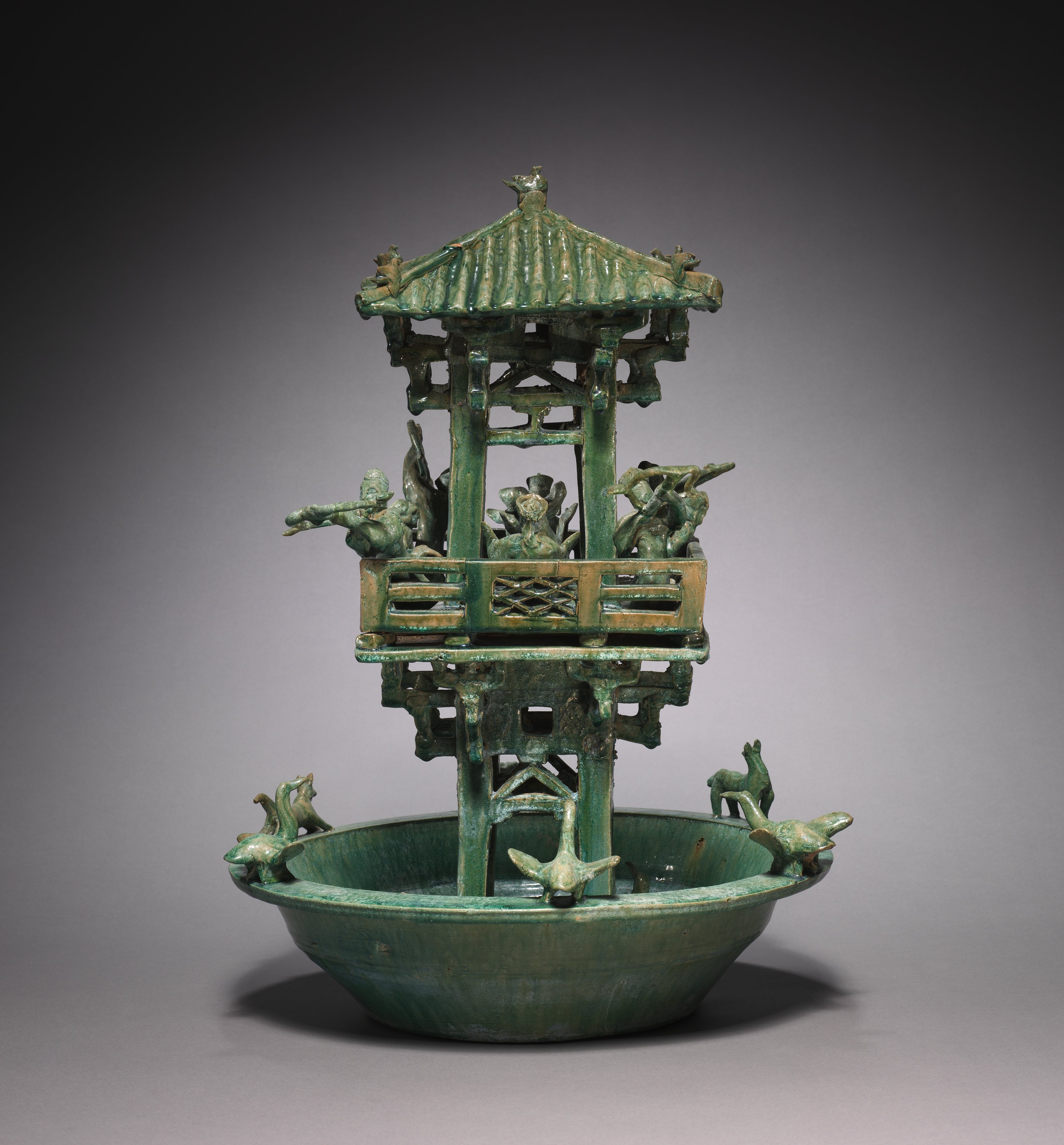
Model wieży strażniczej pokryty szkliwem ołowiowym. Późniejsza dynastia Han. Cleveland Museum of Art
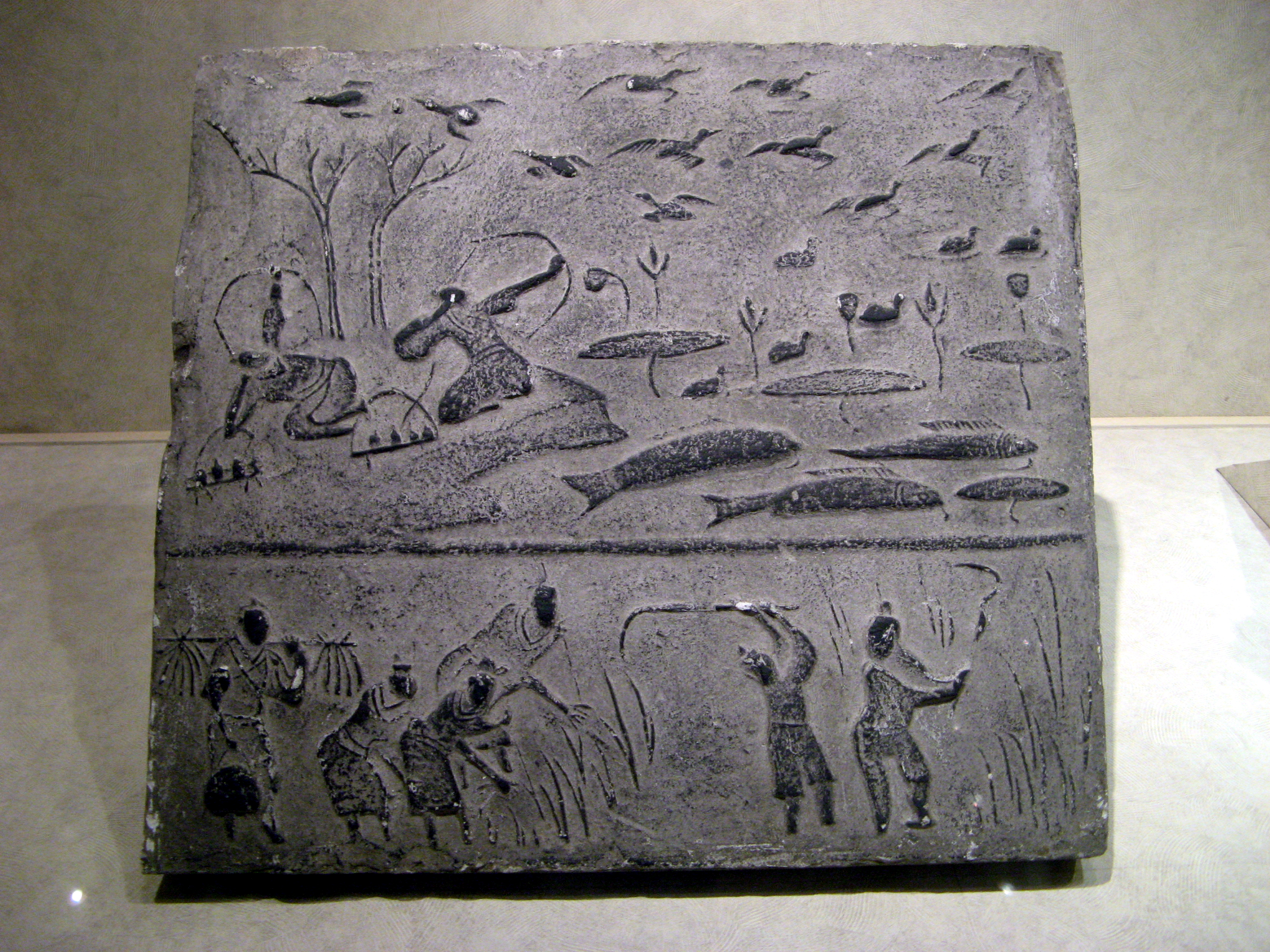
Cegła grobowa ze scenami polowania na ptaki i żniw. Późniejsza dynastia Han. Muzeum Prowincji Syczuan

### Okres Rozbicia

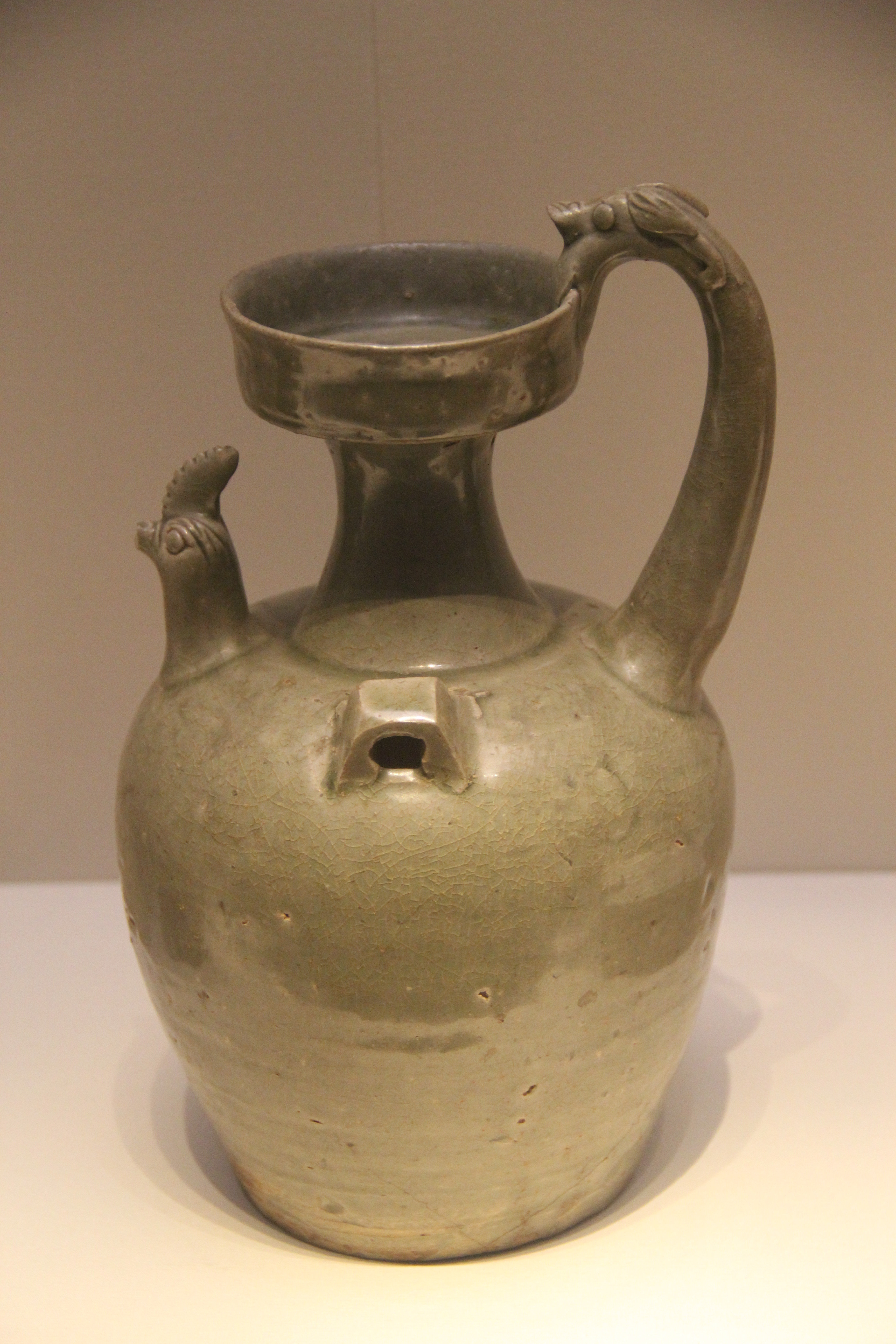
Dzban „kurczęci”. Ceramika Yue, Dynastie Południowe, 420–589. Chińskie Muzeum Narodowe

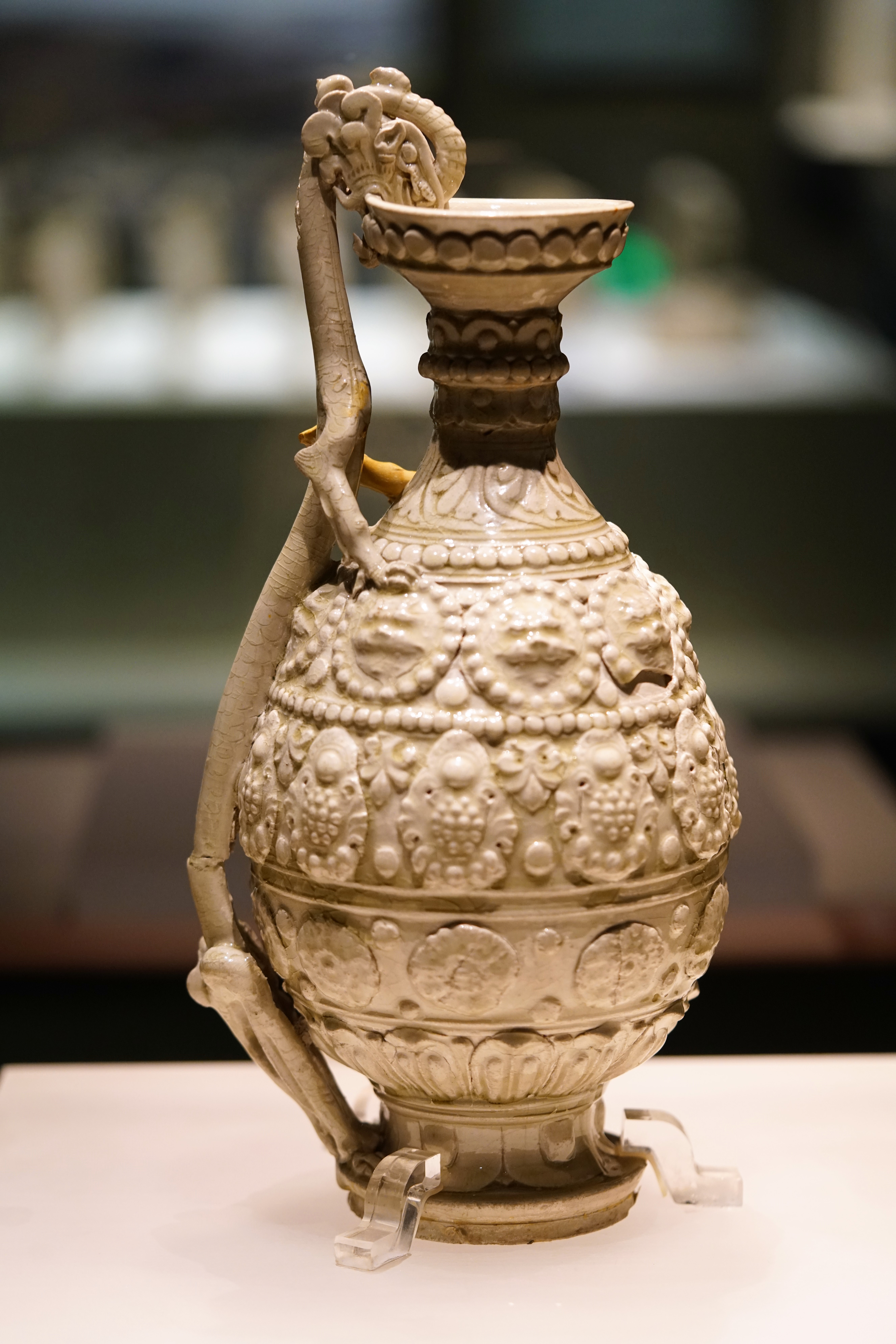
Dzban z uchwytem w kształcie smoka pokryty celadonowym szkliwem. Dynastie Północne, 420–589. Muzeum Cangzhou

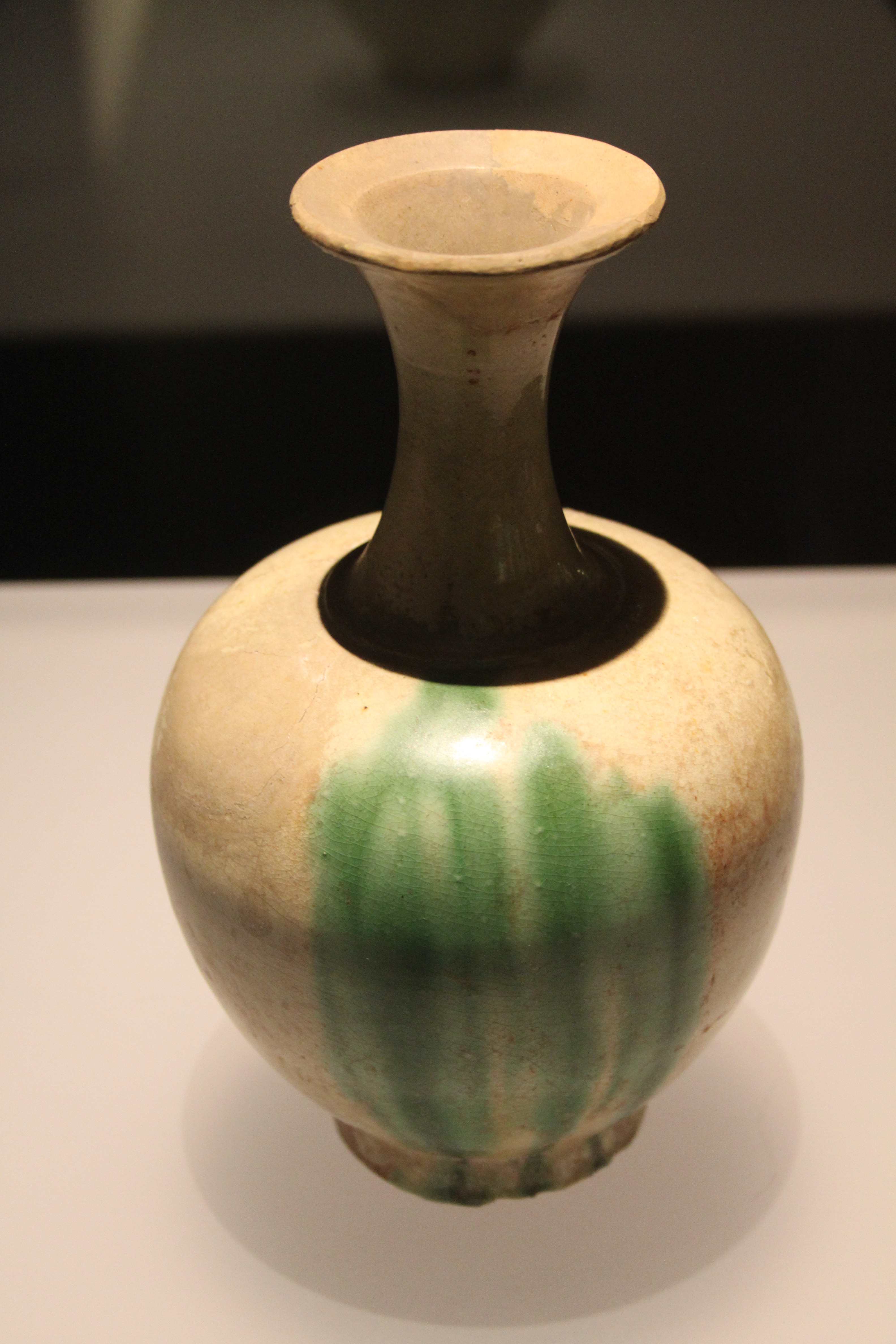
Waza z białej porcelany ze smugą zielonej dekoracji. Północna dynastia Qi, 575. Muzeum Henanu

Okres w którym Chiny były podzielone pomiędzy państwa Północy i Południa uwypuklił i utrwalił różnice pomiędzy ich tradycjami ceramicznymi. Chociaż naczynia z Północy i Południa czasami wzajemnie się naśladowały, to ich ciała i sposób wytwarzania bardzo różniły się od siebie (zobacz uwagi na ten temat we Wstępie). Przemysł ceramiczny Północy powoli podnosił się z chaosu, w jakim region znalazł się w IV stuleciu (zobacz Szesnaście Królestw). W istocie wielkie piece Północy zostały zbudowane dopiero za panowania dynastii Sui (581–618). Południe znajdowało się w lepszym położeniu. Na początku tego okresu północna część prowincji Zhejiang, z której pochodziła ceramika Yue, była jedynym regionem Chin w którym wytwarzano ceramikę wypalaną w wysokiej temperaturze. Pod koniec epoki Tang (618–907) istniało wiele centrów produkujących tego rodzaju ceramikę i pojawiły się znane piece wytwarzające ceramikę szlachetną (stołową), które stopniowo budowały swoją reputację.
Ciało ceramiki Yue charakteryzowało się niską zawartością glinu, zaś jako topnika używano wapnia, co przy szkliwie o podobnym składzie, które tak samo jak ciało było żelaziste, dzięki tradycyjnemu wypaleniu redukcyjnemu skutkowało szarawym ciałem oraz niebieskawo–zieloną (celadonową) glazurą. Wraz z pojawieniem się buddyzmu oprócz dawnych przeplatanych wzorów oraz motywu taotie ceramika Yue zaczęła być dekorowana również motywami buddyjskimi w formie apliki (zobacz ilustracja urny pogrzebowej hunping). W ramach ceramiki Yue „w ciągu kolejnych trzech stuleci doszło do zarówno technicznych, jak i stylistycznych zmian, które doprowadziły do jej przekształcenia z ładnej, solidnej, praktycznej zastawy w wytwór znakomitego rzemiosła”. W stopniowo rodzących się wyrazistych nowych kształtach tych naczyń można dostrzec „ostateczne wyzwolenie się chińskiego garncarza z wcześniejszego przywiązania do estetyki metalurga”. W Deqing (obecnie część prefektury Huzhou), które obok Shaoxing było głównym centrum produkcji ceramiki Yue, wytwarzano również naczynia o błyszczącej, czarnej glazurze.
Podczas gdy ceramika Yue była jednorodna zarówno jeśli chodzi o styl, jak i materiały oraz technikę, to centra produkcji na Północy z reguły wytwarzały cały wachlarz różnych typów ceramiki. Dla przykładu w regionie Gongxian (obecnie część prefektury Zhengzhou), gdzie produkowano ceramikę, której znaczenie na Północy można porównać do ceramiki Yue, wytwarzano zarówno kamionkę o szkliwie zielonym, białym i czarnym, jak i ceramikę o czerepie porowatym pokrytą szkliwem ołowiowym, na którą składała się ceramika grobowa i ceramika architektoniczna w postaci kafli i dekoracji dachów. Podczas gdy większość ceramiki Yue zadowalała się raczej prostą dekoracją, to „północny celadon” wytwarzany w Hebei i w Henanie w VI wieku charakteryzował się egzotycznym stylem, odzwierciedlającym gusta tureckich władców i kulturalne kontakty z Azją Zachodnią. Ciężkie grobowe dzbany są przyozdobione akantami i liścmi lotosu, zaś kwiaty i okrągłe plakiety są formowane i przyczepiane do powierzchni w sposób imitujący sasanidzkie repusowane wyroby z metalu (zobacz ilustracja dzbana z uchwytem w kształcie smoka).
Zachodnie wpływy można dostrzec również w nadal masowo produkowanych figurkach grobowych, wśród których w odróżnieniu od epoki Han modele domów i sprzętów są jednak bardzo rzadkie. Pojawiają się przedstawienia zachodnich kupców, zaś figurki koni ze swoimi frędzlami zdobiącymi różne części uprzęży wykazują wpływy sasanidzkie (zobacz ilustracja). Z zachodu pochodzą również kształty niektórych północnych naczyń, takich jak butle pielgrzyma dekorowane reliefowymi przedstawieniami środkowoazjatyckich tancerek i muzyków. Nadal kontynuowana jest tradycja produkowania zdobionych cegieł, których styl dekoracji staje się bardziej płynny i malarski. Na Południu na przełomie IV i V wieku szereg cegieł zaczyna być zestawianych ze sobą w celu utworzenia większego obrazu w eleganckim, płynnym i linearnym stylu, który prawdopodobnie naśladował ówczesne obrazy na jedwabiu (zobacz ilustracja reliefu przedstawiającego Siedmiu Mędrców z Bambusowego Gaju).
Północna ceramika wypalana w wysokiej temperaturze pochodząca z Gongxian, Xing i Cizhou, ze swoim białym ciałem i niemal bezbarwnym szkliwem, opierała się na kamionkowej masie z wysoką zawartością glinu oraz dodatkiem magnezu. To z niej w VI wieku rozwinęła się biała porcelana, która zazwyczaj była jednak nie całkowicie wypalona i nieprzeświecająca. Z kolei piece regionu Yaozhou w Hangbao zhen i Tongchuan w Shaanxi wytwarzały w tym okresie kamionkę pokrytą zielonym, czarnym i białym szkliwem, tak samo jak piece prowincji Henan, Hebei i Szantungu. Piece Yaozhou stopniowo rozwinęły jednak wysokiej jakości ceramikę o zielonkawym szkliwie, która przejęła wiele cech ceramiki Yue, w tym dodawanie tlenku żelaza w celu uzyskania ciemniejszego szarawego ciała.

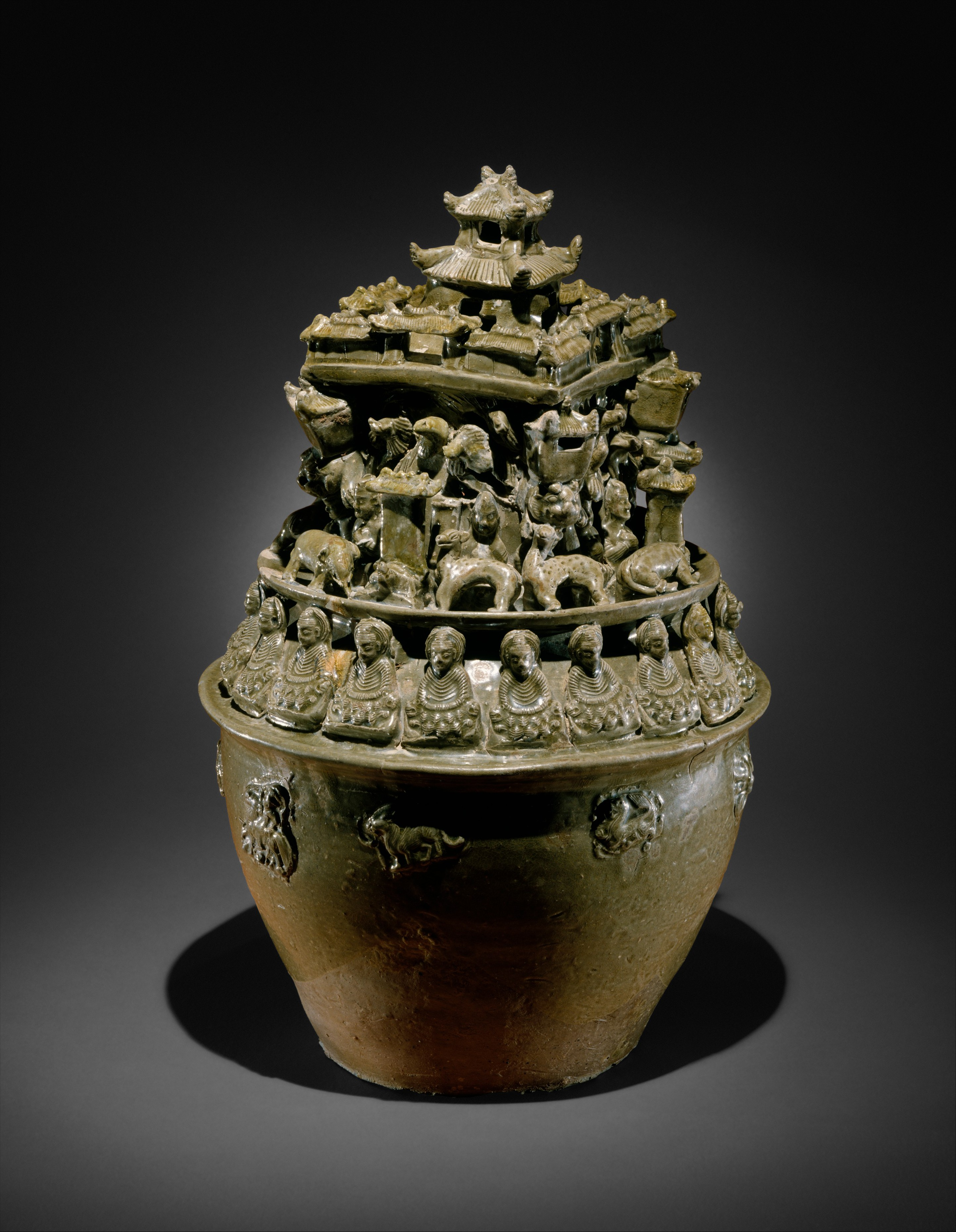
Ceramiczna urna pogrzebowa (hunping) w której dekoracji taoistyczna wizja raju łączy się z szeregiem Buddów pogrążonych w medytacji[24]. Ceramika Yue, Zachodnia Dynastia Jin (265–316). Metropolitan Museum of Art
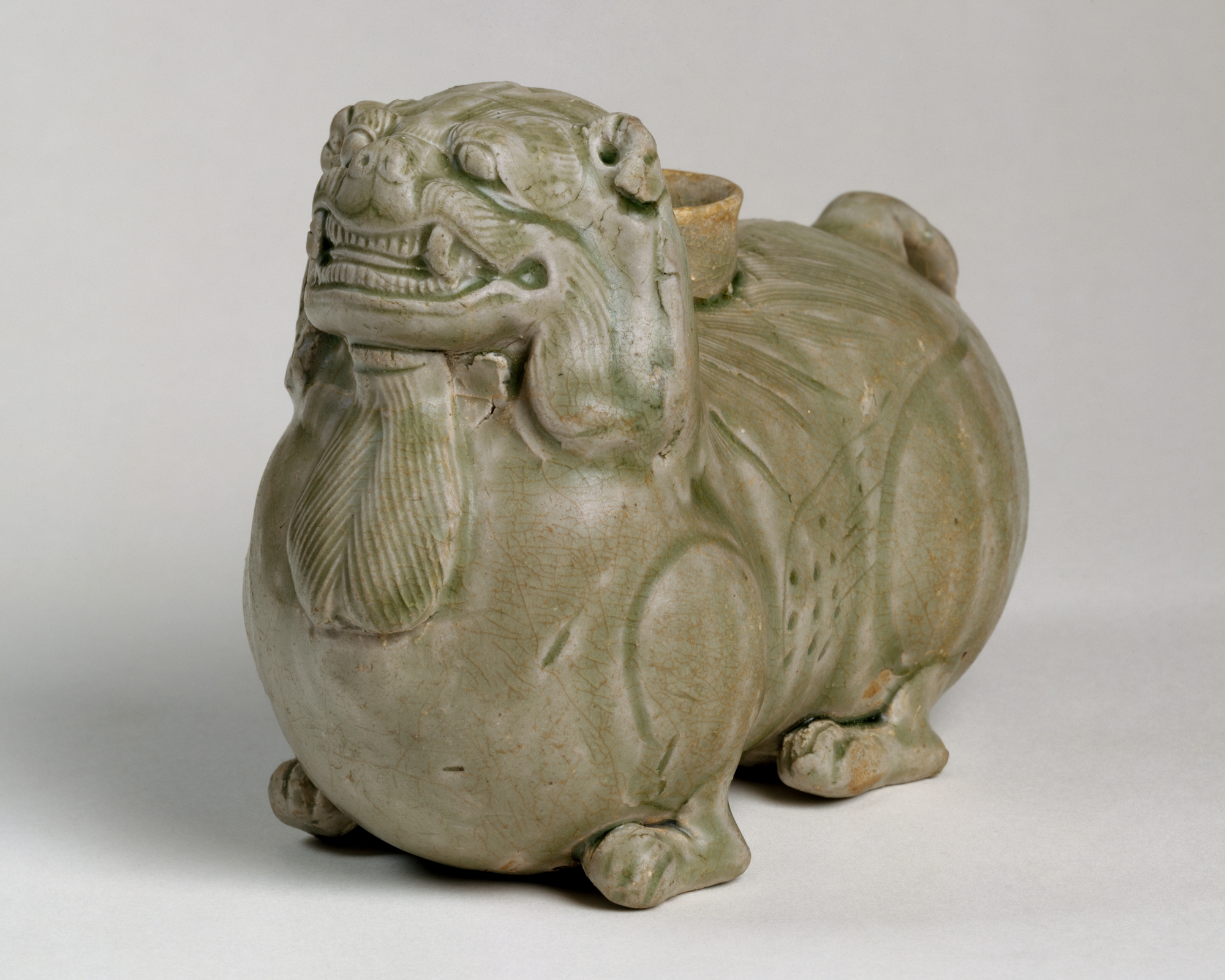
Świecznik w formie mitycznego zwierzęcia. Ceramika Yue, Zachodnia Dynastia Jin (265–316). Metropolitan Museum of Art
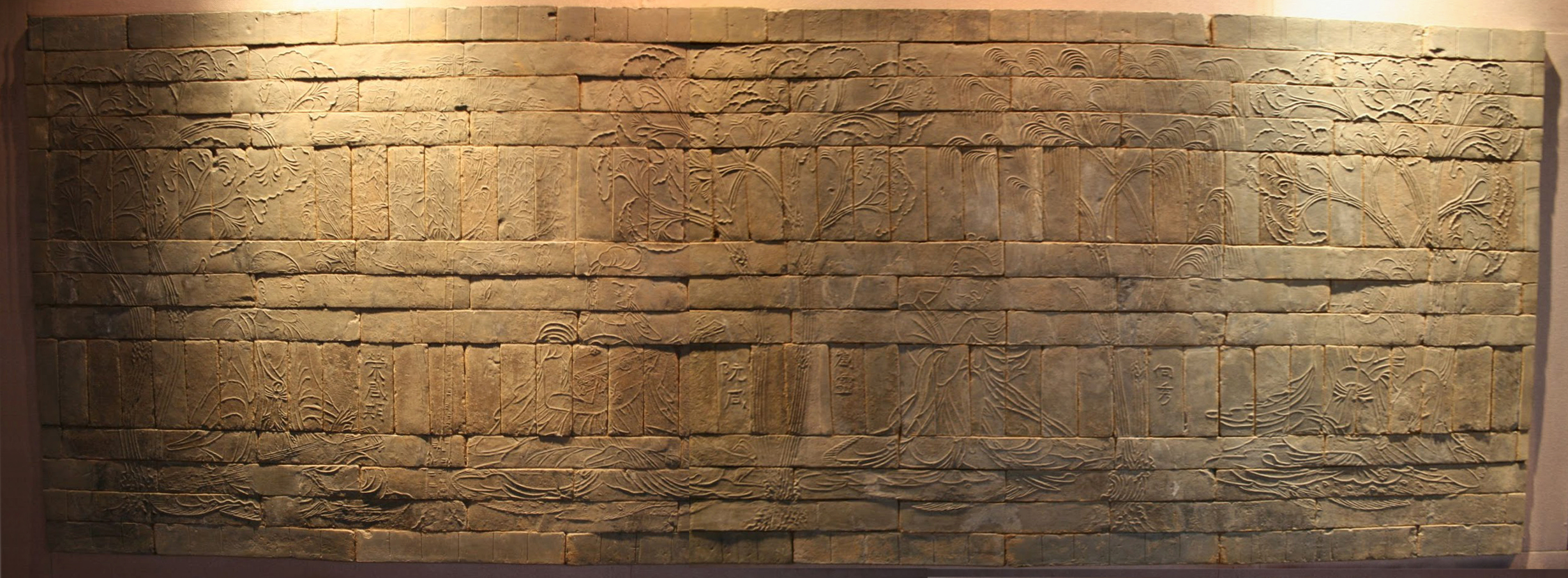
Część reliefu z zestawionych ze sobą cegieł ozdobnych przedstawiającego Siedmiu Mędrców z Bambusowego Gaju. Dynastie Południowe (420–589). Muzeum Nankińskie
Figurka grobowa konia. Północna dynastia Wei, ok. 525. Cleveland Museum of Art
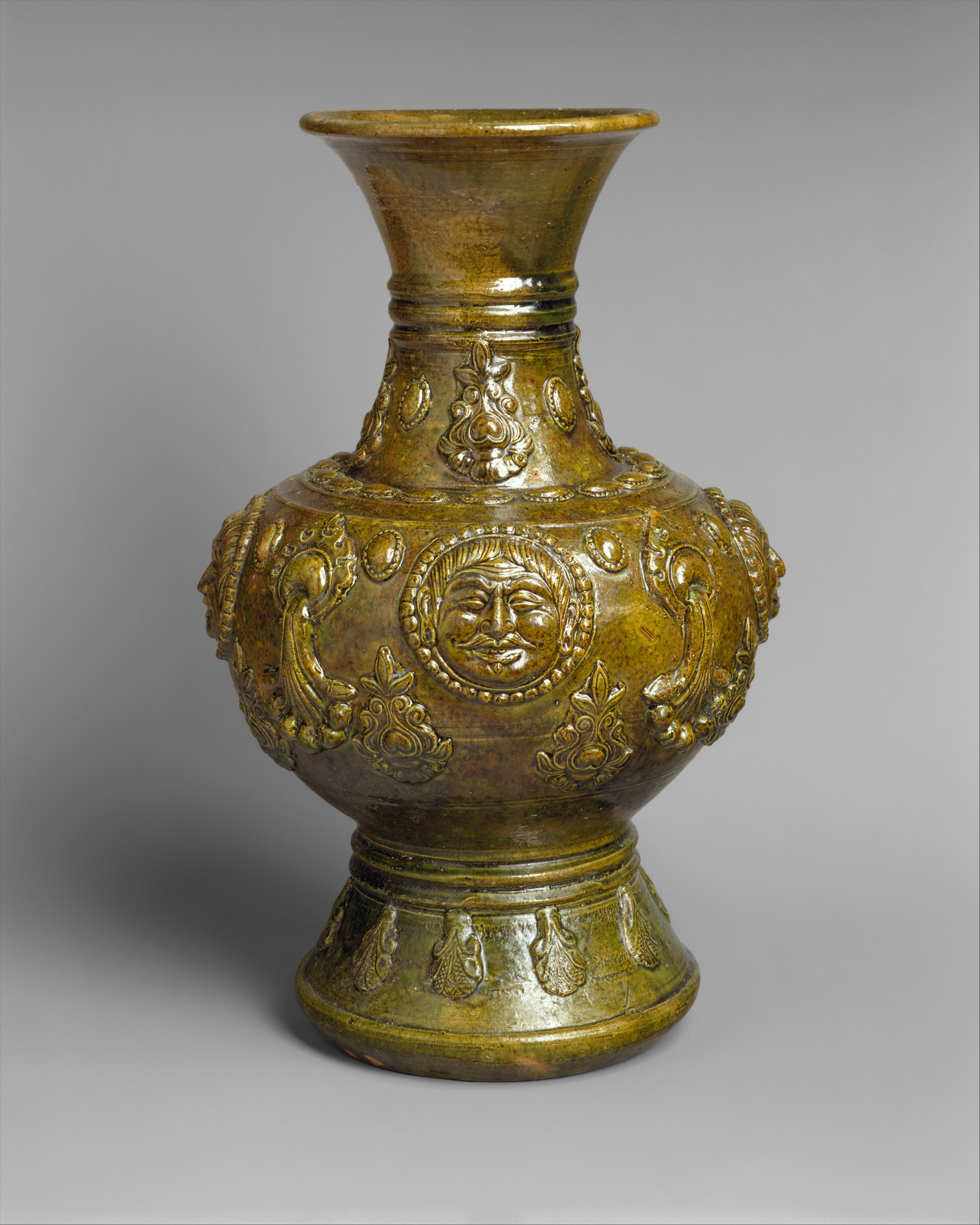
Dzban z twarzą środkowoazjatyckiego mężczyzny po jego czterech stronach. Ceramika wypalana w niskiej temperaturze. Północna dynastia Qi (550–577). Metropolitan Museum of Art

### Dynastie Sui i Tang

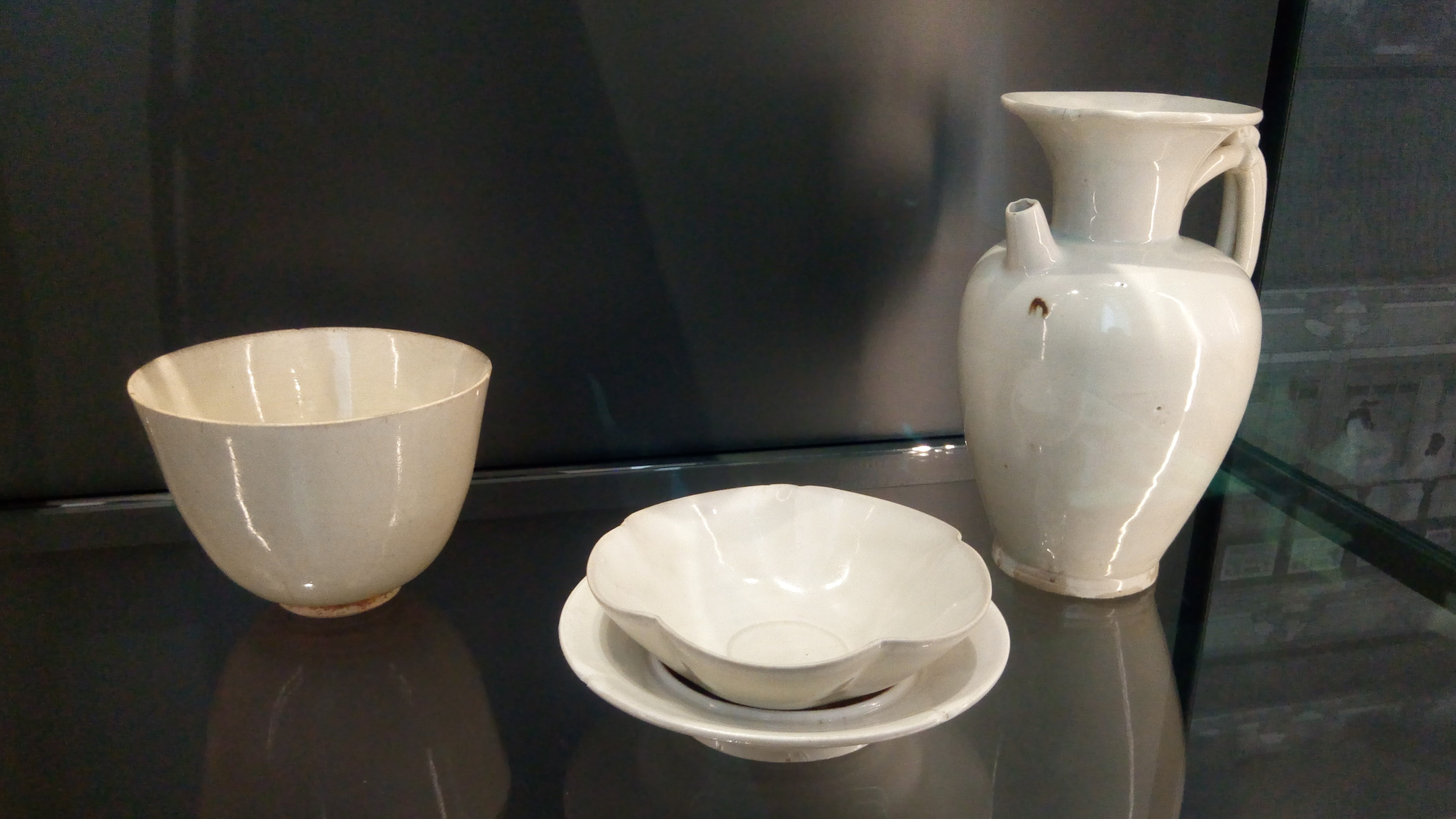
Pierwsze naczynia z białej porcelany – filiżanka datowana na epokę Sui (581–618) oraz miseczka ze spodkiem i dzbanek na herbatę datowane na IX–X w. Muzeum Brytyjskie

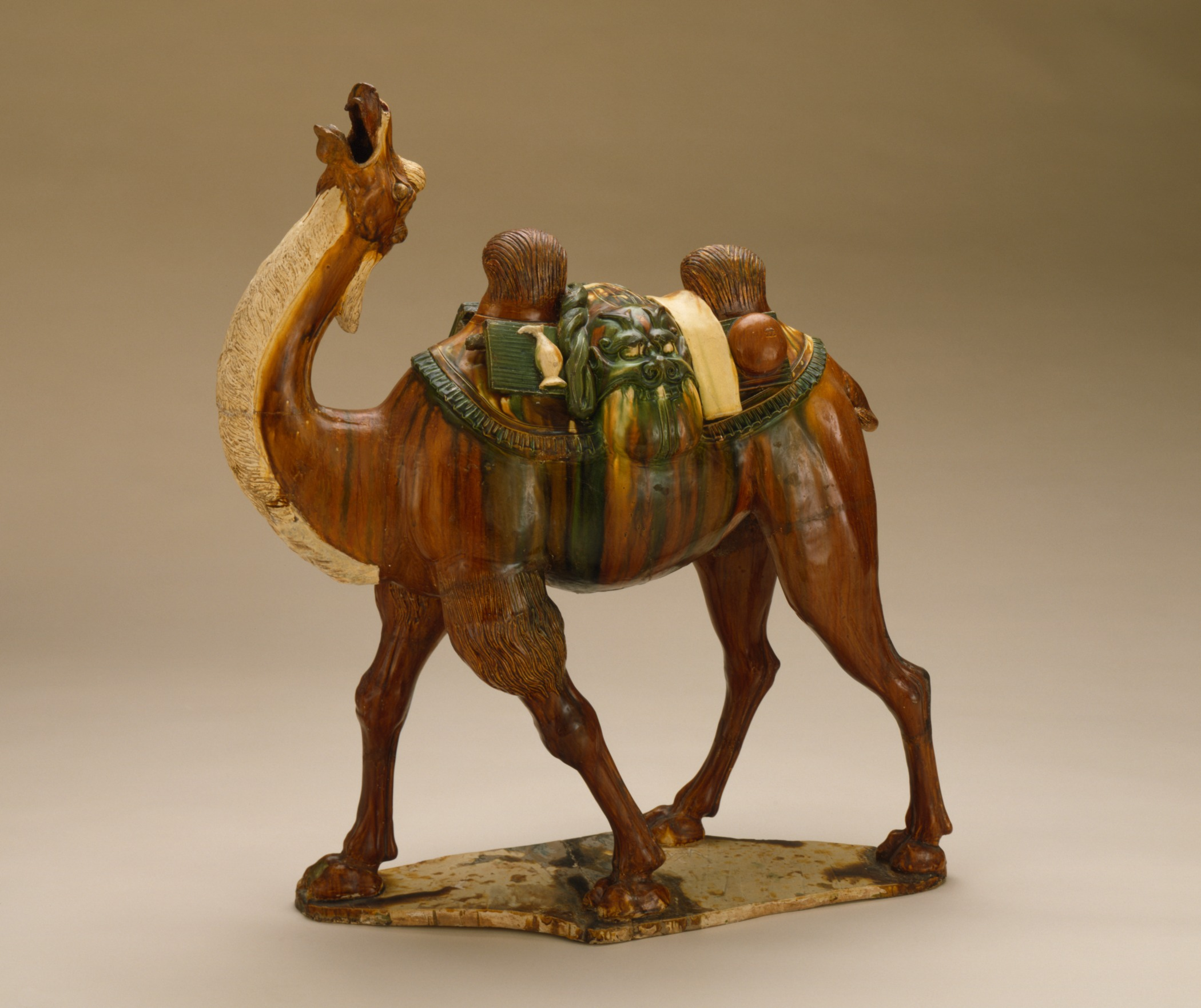
Figurka grobowa wielbłąda w barwach sancai, VIII w. Los Angeles County Museum of Art

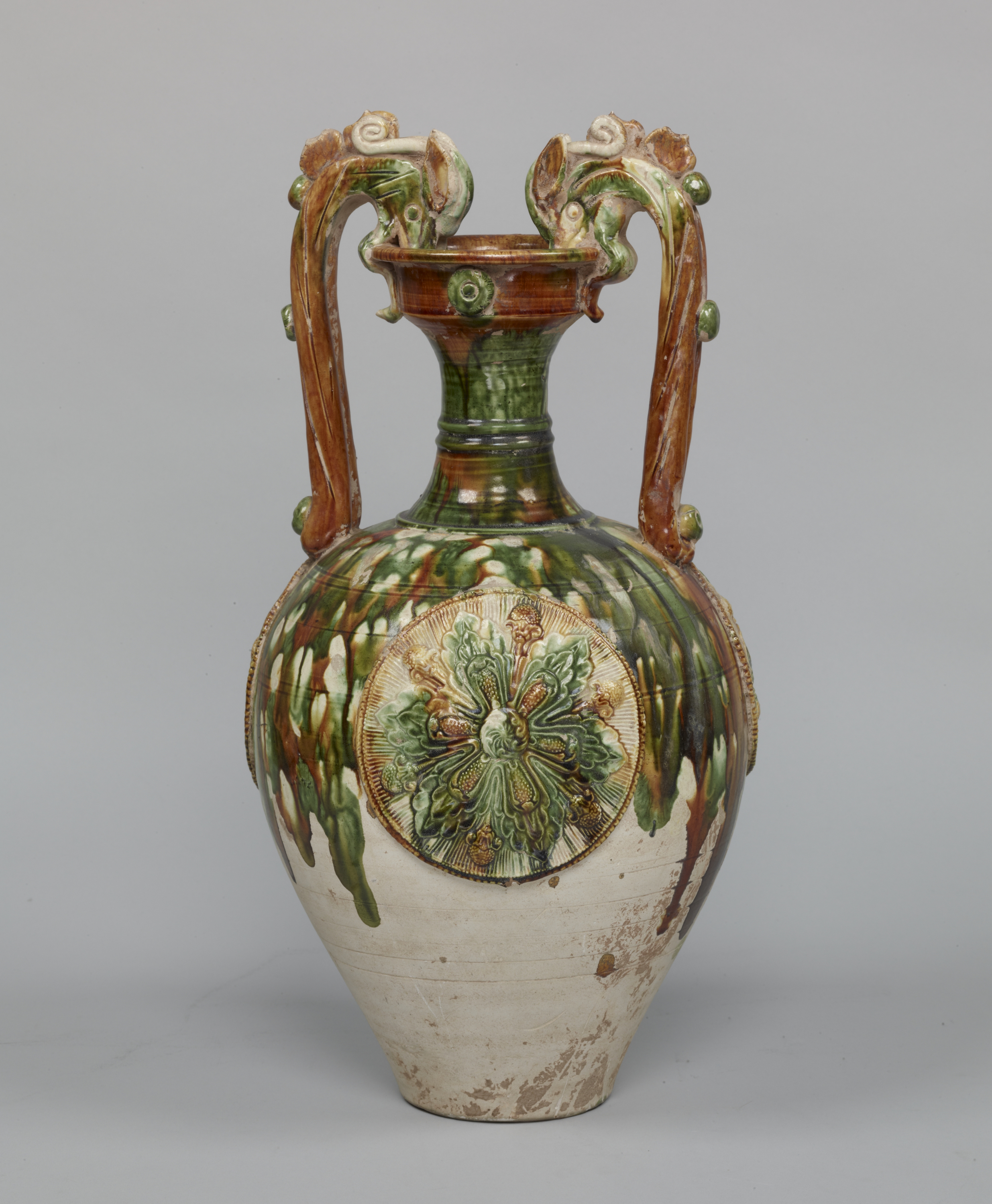
Amfora z uchwytami w kształcie smoków z dekoracją w formie apliki i spływającym szkliwem sancai, VIII w. Muzeum Narodowe w Tokio

Prawdopodobnie to w okresie panowania dynastii Sui (581–618) ostatecznie opanowano sztukę wypalania białej i przeświecającej porcelany, która wiele stuleci później została przez Europejczyków utożsamiona z porcelaną jako taką. Ta biała porcelana jest często kojarzona z tzw. ceramiką z Xing, gdzie znajdowały się najsłynniejsze wypalające ją piece (w dzis. powiecie Lincheng w prefekturze Xingtai), jednak w epoce Tang (618–907) jej produkcja rozprzestrzeniła się na wiele innych ośrodków. Najważniejsze piece produkujące białą porcelanę w epoce Tang znajdowały się w dzisiejszych prowincjach Hebei i Henan, zaś najsłynniejsze z nich to obok wspomnianych już Xing również Ding i Cizhou w Hebei oraz Gongxian i Mixian w Henanie. Powstanie białej porcelany było ważnym wydarzeniem w historii chińskiej ceramiki, ponieważ bez niej nie byłoby możliwe pojawienie się późniejszej porcelany polichromowanej – niebiesko–białej, wucai czy famille rose.
Być może najważniejszą innowacją epoki Tang był jednak rozwój kolorowych glazur, w tym słynnej „trójkolorowej” (sancai), która była masowo używana zarówno w przypadku figurek, jak i naczyń. Monochromatyczne glazury nakładane na całe naczynie lub przybierające formę plam lub cętek obejmowały takie kolory jak niebieski, ciemnoniebieski, zielony, żółty, pomarańczowy, płowy żółty i brązowy. Glazury często przybierały formę polewy nie docierającej do spodu naczynia, tak że pozbawiona ich powierzchnia obejmowała od jednej trzeciej do dwóch trzecich przedmiotu. Szkliwo sancai powstało na bazie glazury ołowiowej, która w epoce Tang była spieczona, co sprawiało iż była mniej trująca oraz jasna i przezroczysta. Sancai zostało rozwinięte w Tongchuan, gdzie wykorzystano tlenki miedzi i żelaza do wytworzenia kolorów zielonego, brązowego i białego, do których w VIII wieku dodano pochodzący z tlenku kobaltu niebieski. Produkcja naczyń pokrytych sancai była skoncentrowana w stołecznych regionach Chang’anu i Luoyangu. Ustała ona po rebelii An Lushana w 756 i najeździe Tybetańczyków w 763, który spowodował również upadek produkcji figurek grobowych, zarówno jeśli chodzi o ich ilość, jak i jakość. Wcześniej tego rodzaju figurki, z reguły wytwarzane z form odlewniczych i często przedstawiające zwierzęta i ludzi z Zachodu, były produkowane w takich ilościach, że próbowano ograniczyć ich powstawanie za pomocą prawnych zakazów. Charakteryzowały się całkowitym realizmem jeśli chodzi o kształt ludzi lub zwierząt i tym samym dostarczają cennych informacji do studiów nad epoką. Tradycja wytwarzania figurek grobowych zanikła na początku dynastii Song (960–1279) i pojawiła się na krótko z powrotem w epoce Ming (1368–1644), kiedy wpływ Tangów był wyraźnie zauważalny. Z kolei szkliwa ołowiowe na Północy przetrwały głównie jako pokrycie dachówek, ale pojawiły się ponownie w ceramice dynastii Liao (907–1125) w XI wieku (zobacz poniżej).
Wpływy Azji Zachodniej można odnaleźć również w kształtach wysokich i smukłych naczyń wytwarzanych na Północy, często adaptowanych z wyrobów ze srebra lub szklanych. Odnajdujemy wśród nich m.in. amfory, dzbany z ptasimi głowami i rytony. Ceramicy Południa w tym okresie pozostali wierni bardziej tradycyjnym kształtom, wywodzącym się jeszcze z brązów rytualnych. Pomiędzy VIII a X wiekiem powstało wiele ceramiki Yue odzwierciedlającej ówczesne zamiłowanie do wyrobów ze srebra. Szczególną formą ceramiki Yue z tego okresu była tzw. „porcelana w sekretnym kolorze” produkowana w Cixi, która w IX wieku była dostarczana na dwór cesarski w formie trybutu, później zaś wytwarzana na potrzeby królestwa Wuyue (907–978). Charakteryzowała się ona wysokim poziomem witryfikacji oraz przypominającym żad lśniącym szkliwem o wyjątkowo bladym kolorze oliwkowym (zobacz ilustracja) Wzrost liczby ludności Południa w epoce Tang sprzyjał powstawaniu nowych pieców, takich jak Changsha w Hunanie, gdzie wytwarzano celadony, oraz Jizhou i Jingdezhen w Jiangxi, gdzie produkowano zarówno celadony, jak i białą ceramikę. Celadony z Yue odnaleziono zarówno w Al-Fustacie, jak i Samarra, co świadczy o eksporcie chińskiej ceramiki do kalifatu Abbasydów. Ceramika z epoki Tang, przede wszystkim celadony, została odnaleziona również w Indonezji i na Filipinach, co w sumie wskazuje na początek szerokiego eksportu chińskiej ceramiki, który odtąd rozwijał się niemal nieprzerwanie aż do czasów współczesnych.

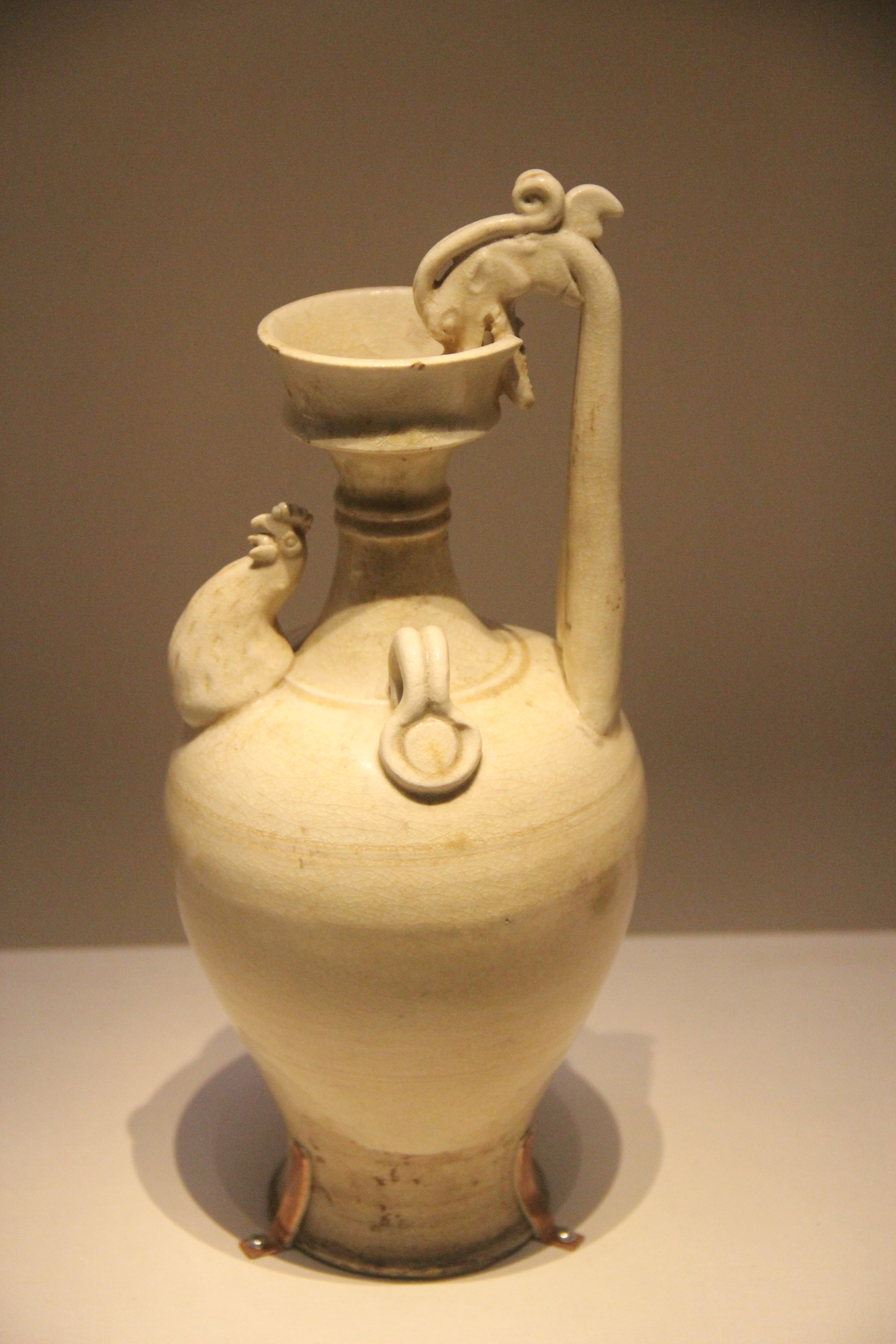
Dzban z białej porcelany z grobowca księżniczki Li Jingxun (600–608). Chińskie Muzeum Narodowe
Naczynie zasobowe z białej porcelany. Dynastia Tang. Narodowe Muzeum Pałacowe
Naczynie typu fu pokryte czarną glazurą. Dynastia Tang. Narodowe Muzeum Pałacowe
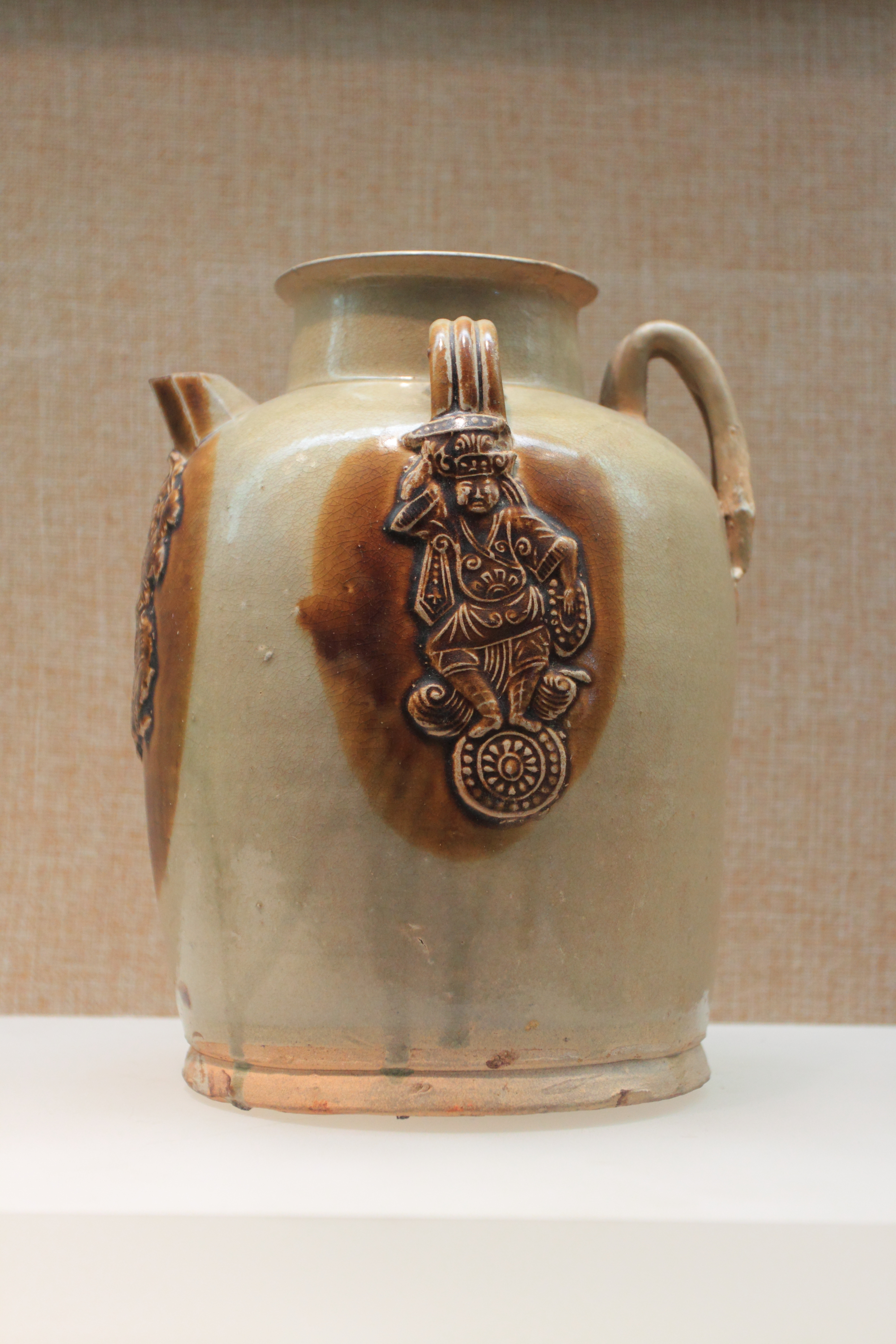
Dzban z odciśniętą dekoracją reliefową. Ceramika Changsha, Dynastia Tang. Muzeum Prowincji Guangdong
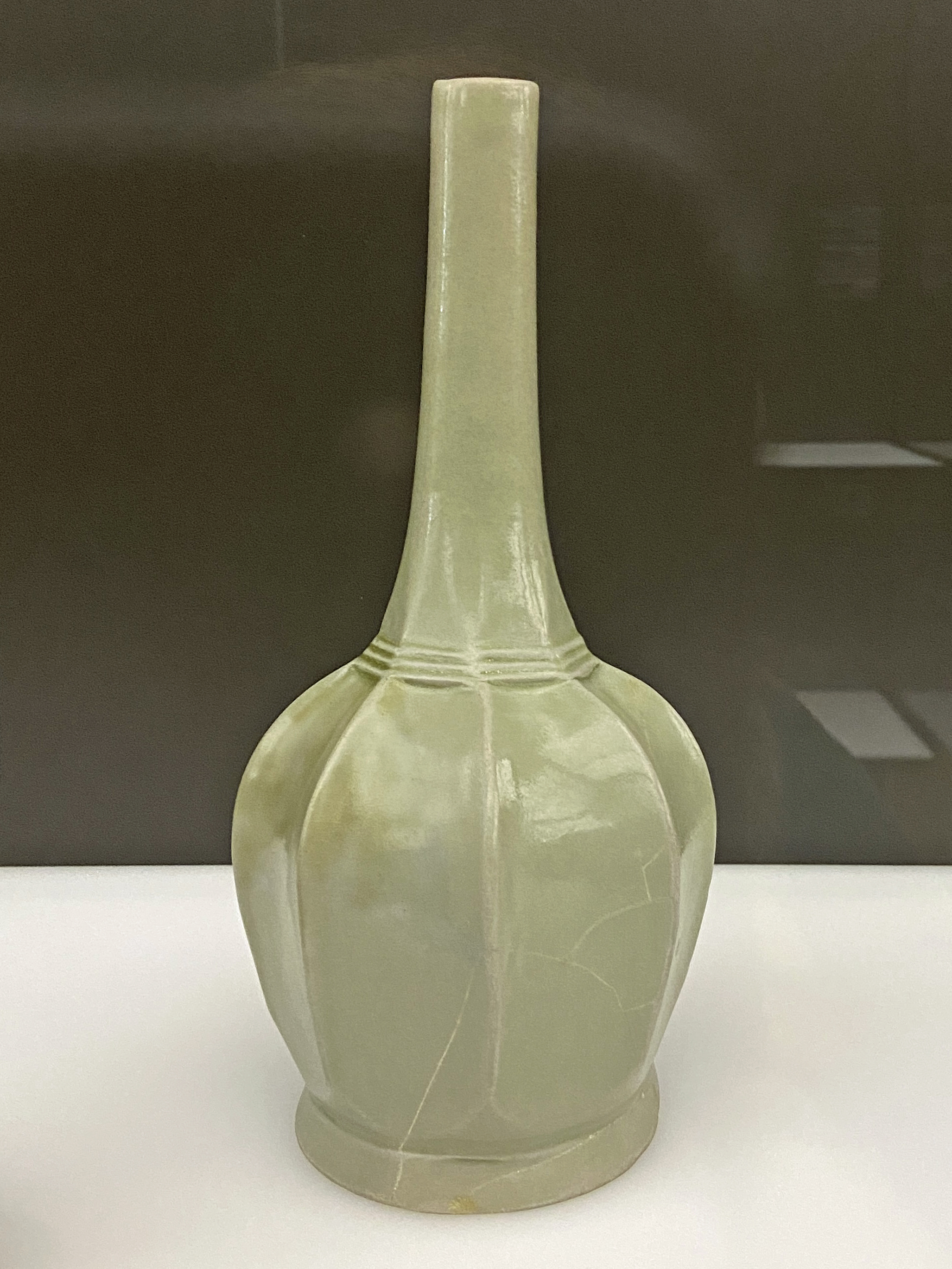
Butla pokryta szkliwem „sekretnego koloru”. Ceramika Yue, IX wiek. Kolekcja Meiyintang

### Dynastia Liao

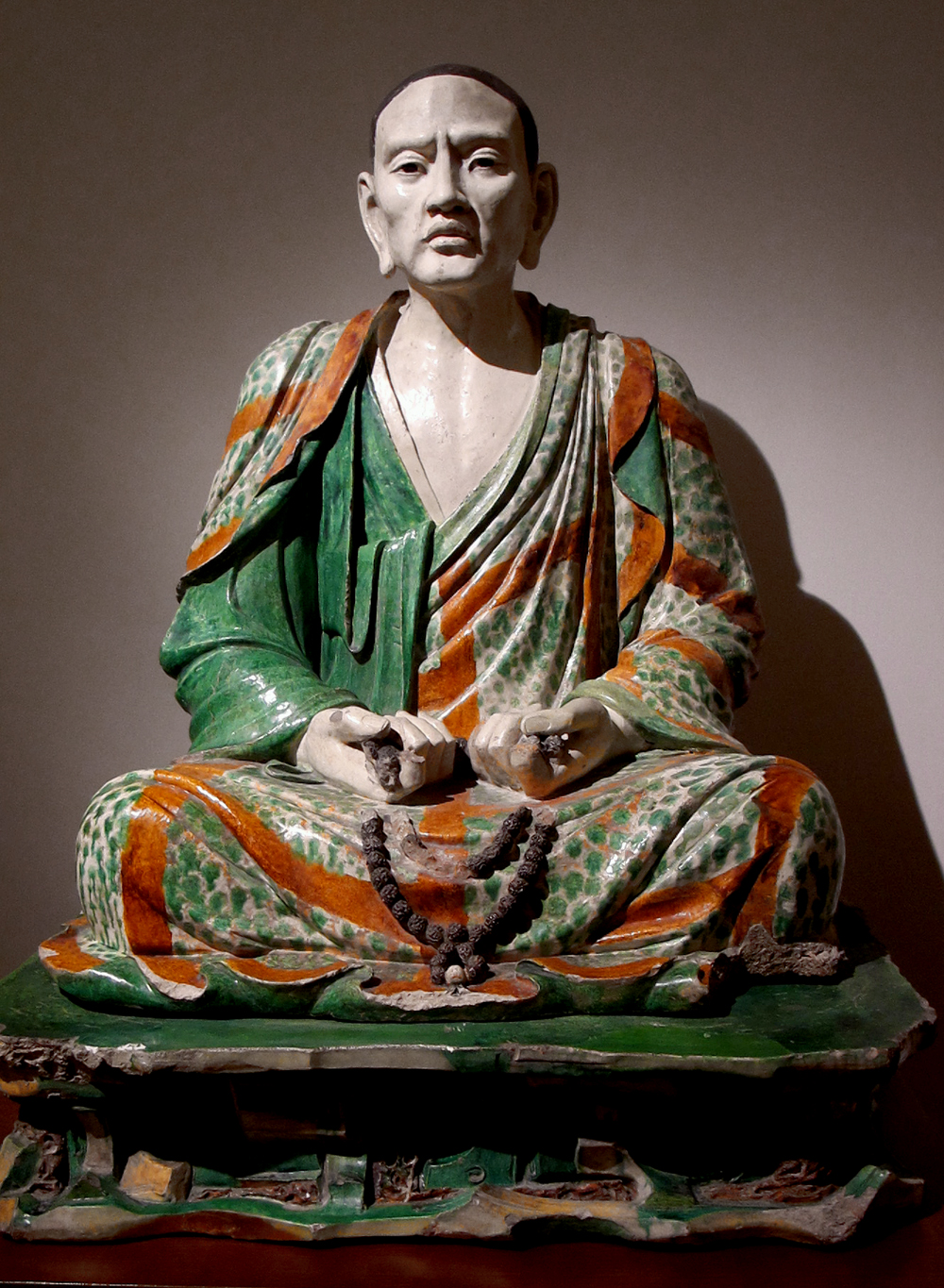
Posąg arhata Tharmabhadry pokryty glazurą sancai. XI lub XII w. Musée Guimet

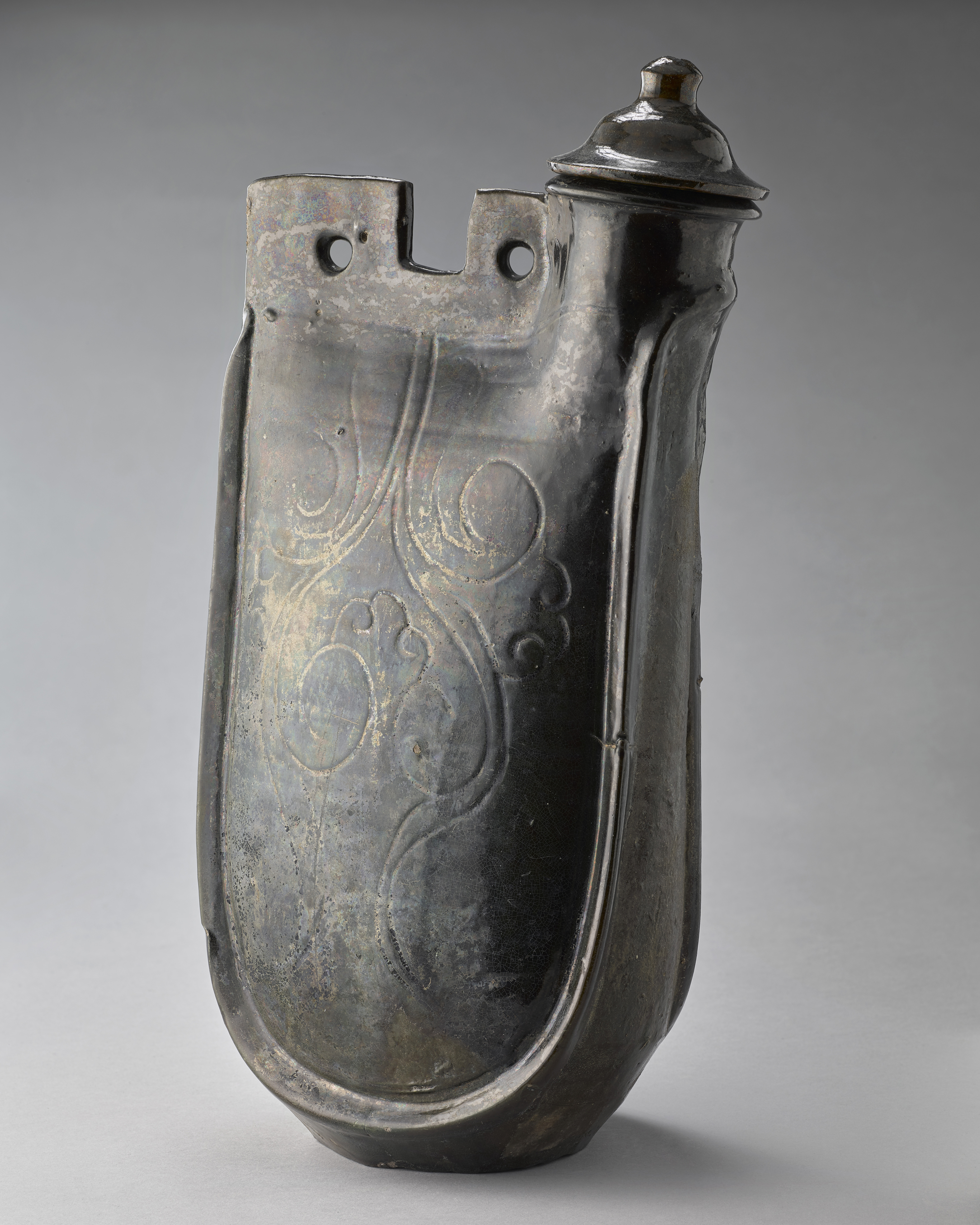
Butla z grzebieniem koguta. Ceramika wypalana w niskiej temperaturze pokryta szkliwem ołowiowym. Dynastia Liao. Musée Cernuschi

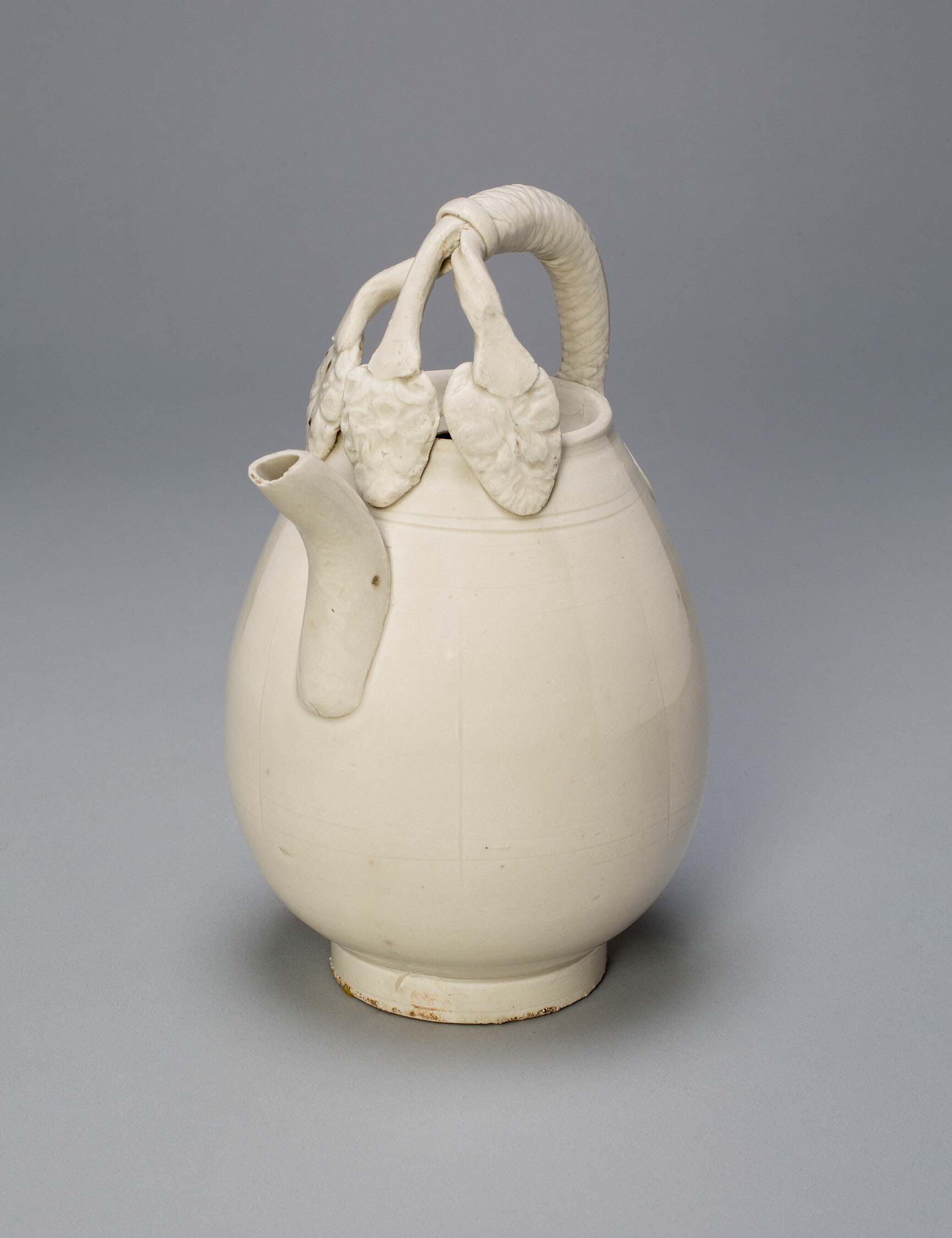
Dzban w kształcie melona z potrójnym uchwytem i kwiatowym ornamentem. Dynastia Liao, XI wiek. Art Institute of Chicago

Ceramika produkowana pod rządami kitańskiej dynastii Liao (907–1125) kontynuowała tradycję białej i trójkolorowej ceramiki dynastii Tang, absorbując jednocześnie pewne wpływy pieców Ding i Cizhou (zobacz poniżej) działających za czasów Północnej Dynastii Song (960–1127). Pokrywana szkliwem ołowiowym ceramika wypalana w niskiej tempreraturze miała glazurę kremowo-białą, bursztynową lub zieloną, albo też złożoną z kombinacji tych kolorów w formie typowego Tangowskiego sancai. Kamionka była zazwyczaj szkliwona na biało. Ceramikę Liao wyróżniają oryginalne kształty, w sposób oczywisty odzwierciedlający specyficzne gusta i zwyczaje koczowników. Najbardziej charakterystyczną formą wytwarzanych naczyń jest butla pielgrzyma, której kształt jest wzorowany na skórzanym bukłaku na wino. Te naczynia zazwyczaj nazywane są „butlami z grzebieniem koguta”, ponieważ na górze posiadają zakrętkę, czasami kształtem przypominającą koguci grzebień (zobacz ilustracja). Wazy często posiadają ekstrawaganckie proporcje, z wysokimi, wyciągniętymi ciałami. Butle czasem mają parę zapętlonych uchwytów z każdej strony by trzymać się skórzanego pasa. Wśród dzbanów występują ekscentryczne formy takie jak okrągłe naczynia z pojedynczym horyzontalnym uchwytem przytwierdzonym do wlewu lub ciałem w formie papugi. Dekoracja jest oparta raczej na abstrakcyjnej, geometrycznej ornamentyce, niż typowych chińskich motywach.
Najbardziej spektakularna ceramika sancai produkowana pod rządami Liao to duże kamienie pisarskie oraz dzbany w formie ludzkich figurek, jak również rybo-smoków oraz ptaków. Bardziej powszechne są jednak tace i misy z dekoracją reliefową, często kształtami naśladujące wyroby metalowe. Odrębny rodzaj ceramiki z glazurą ołowiową, który zaczął być produkowany prawdopodobnie jeszcze za dynastii Tang, to wyroby liuli („szkliwone”), które stanowiły przede wszystkim wyposażenie świątyń i innych budynków. Aż do XX wieku Liuli było używane w charakterze dachówek, ornamentów, kafli, kadzielnic, oraz wolnostojącej rzeźby, takiej jak strażnicy w formie buddyjskich lwów, a czasami również buddyjskich posągów. Jednymi z najstarszych i najbardziej spektakularnych przykładów liuli są datowane na okres dynastii Liao naturalnej wielkości posągi siedzących arhatów (zobacz ilustracja) odkryte w jaskini w Yixian w pobliżu Pekinu. Są one nie tyle portretami indywidualnych mnichów, co ekspresjami różnych stanów duchowych. Ze względu na ich majestatyczność, techniczne zaawansowanie oraz realizm przedstawienia, te posągi są czasem uważane za najświetniejszy przykład ceramicznej rzeźby w historii Chin.

### Pięć Dynastii i Dynastia Song

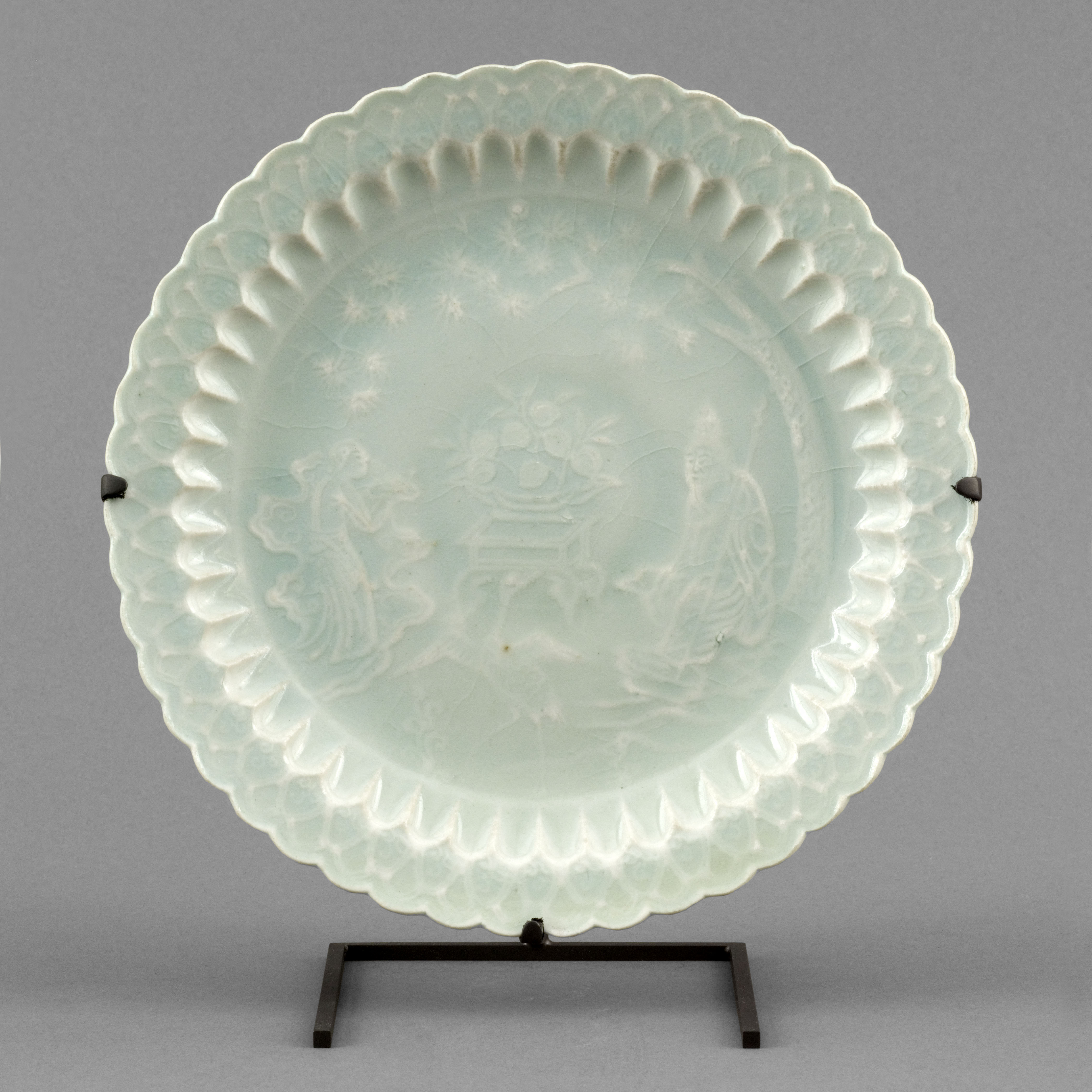
Talerz ze sceną z Nieśmiertelnym nad jeziorem Tai. Ceramika Qingbai. Jingdezhen, Południowa dynastia Song, XIII wiek (przed 1279). Musée Cernuschi

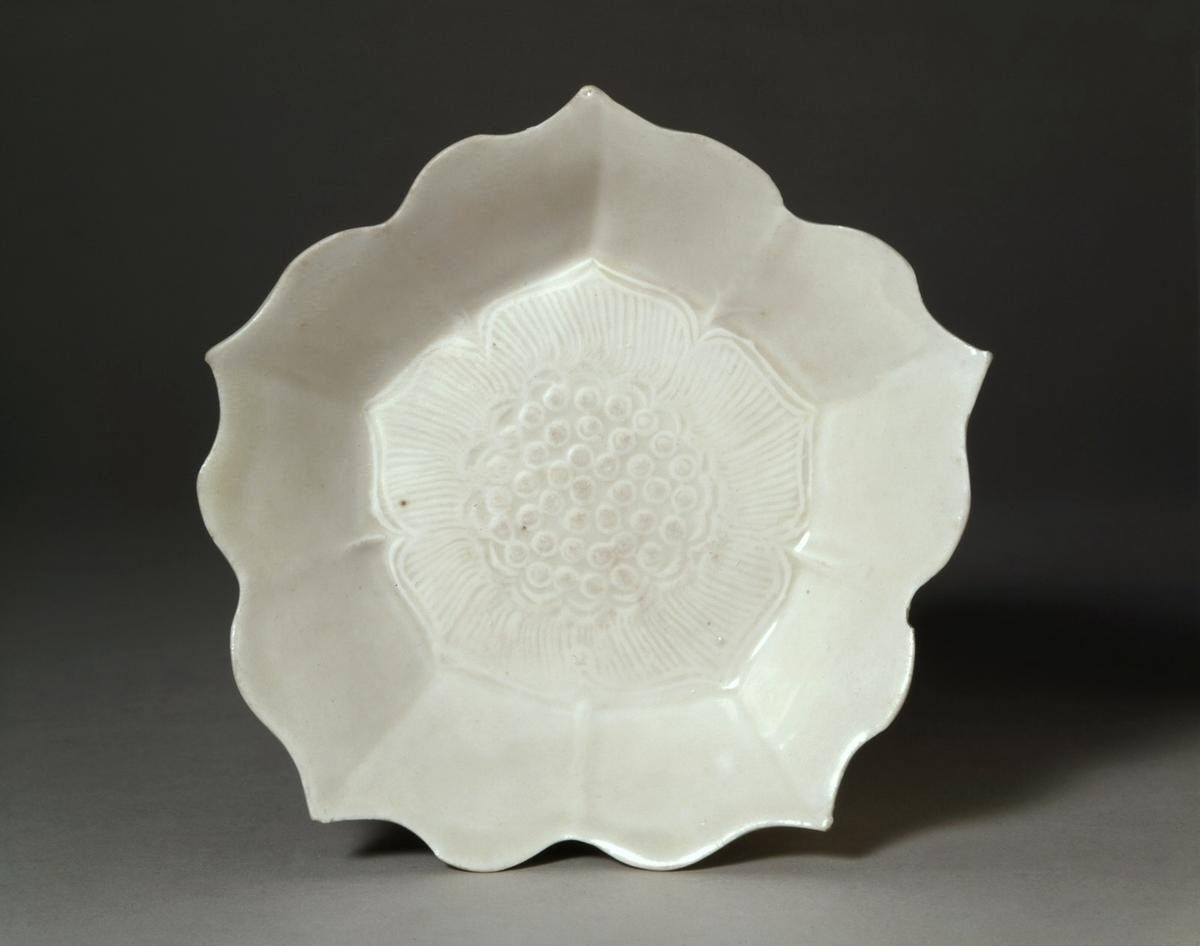
Talerz z białej porcelany z wyrytą dekoracją w formie kwiatu lotosu. Hebei, X wiek. Asian Art Museum

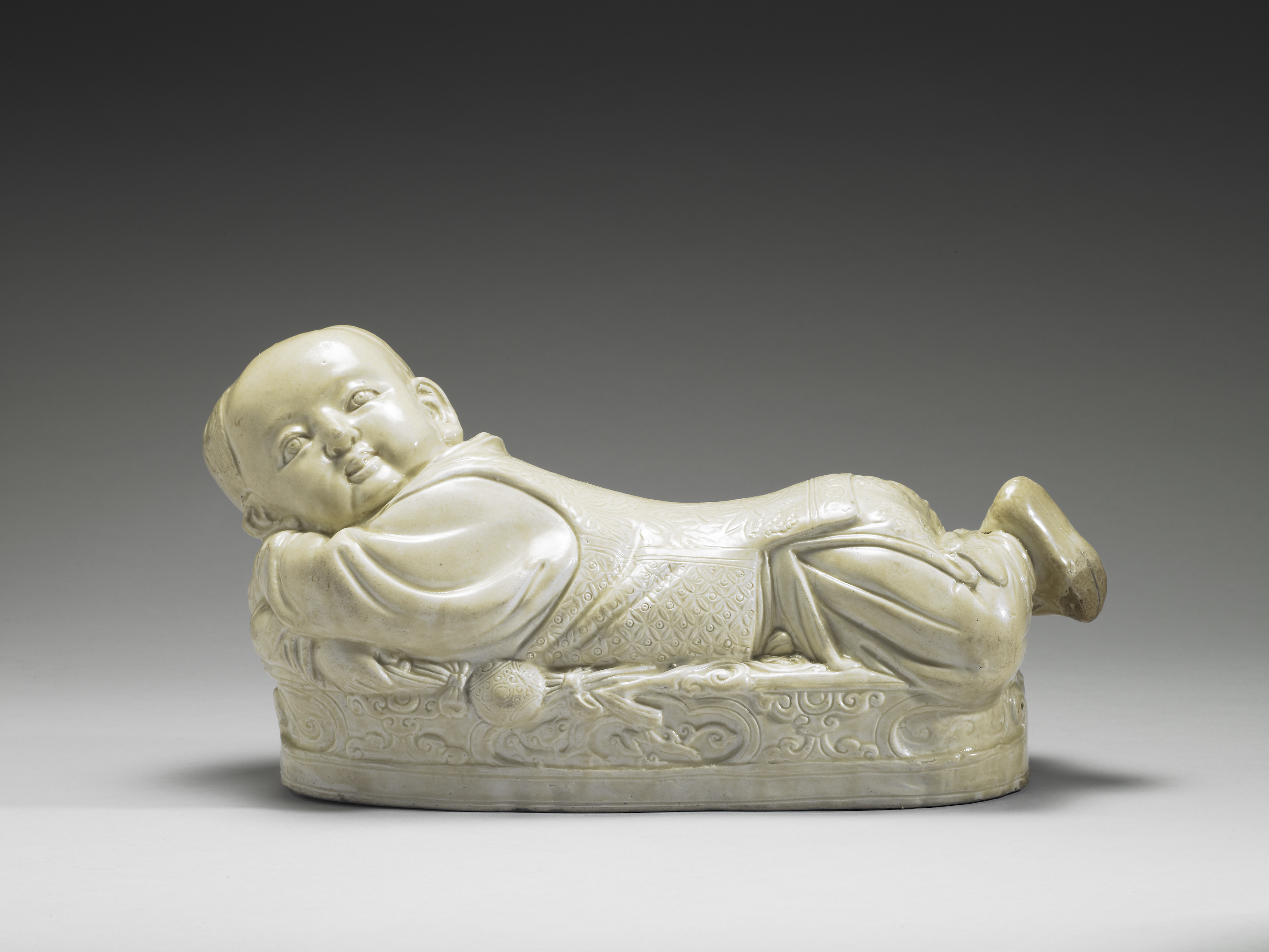
Ceramiczna poduszka w kształcie leżącego niemowlęcia. Ceramika Ding, XII wiek. Skarb Narodowy Republiki Chińskiej. Narodowe Muzeum Pałacowe

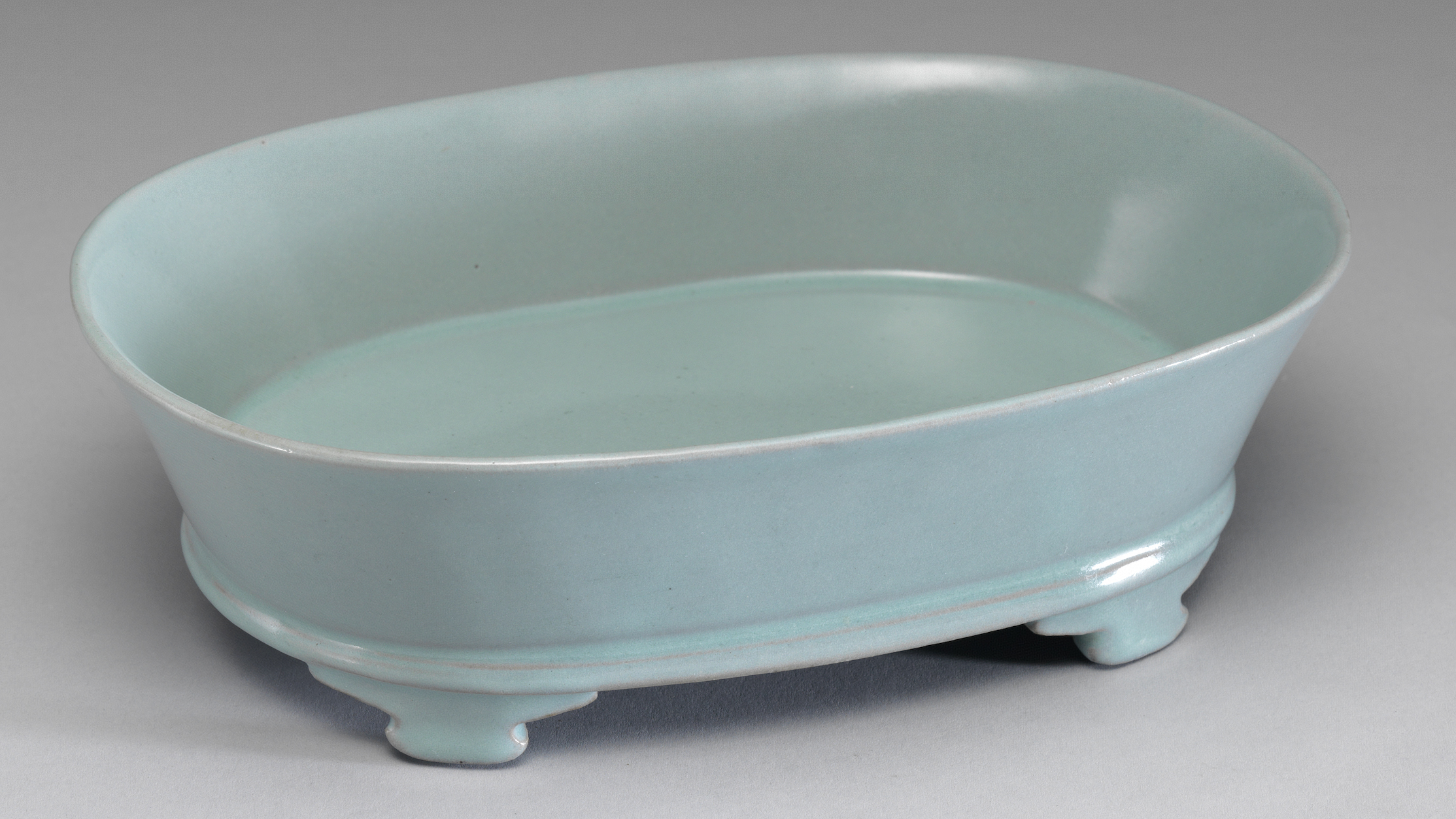
Delikatnie niebieska misa na narcyzy cesarza Huizonga (1101–1126). Ceramika Ru. Skarb Narodowy Republiki Chińskiej. Narodowe Muzeum Pałacowe

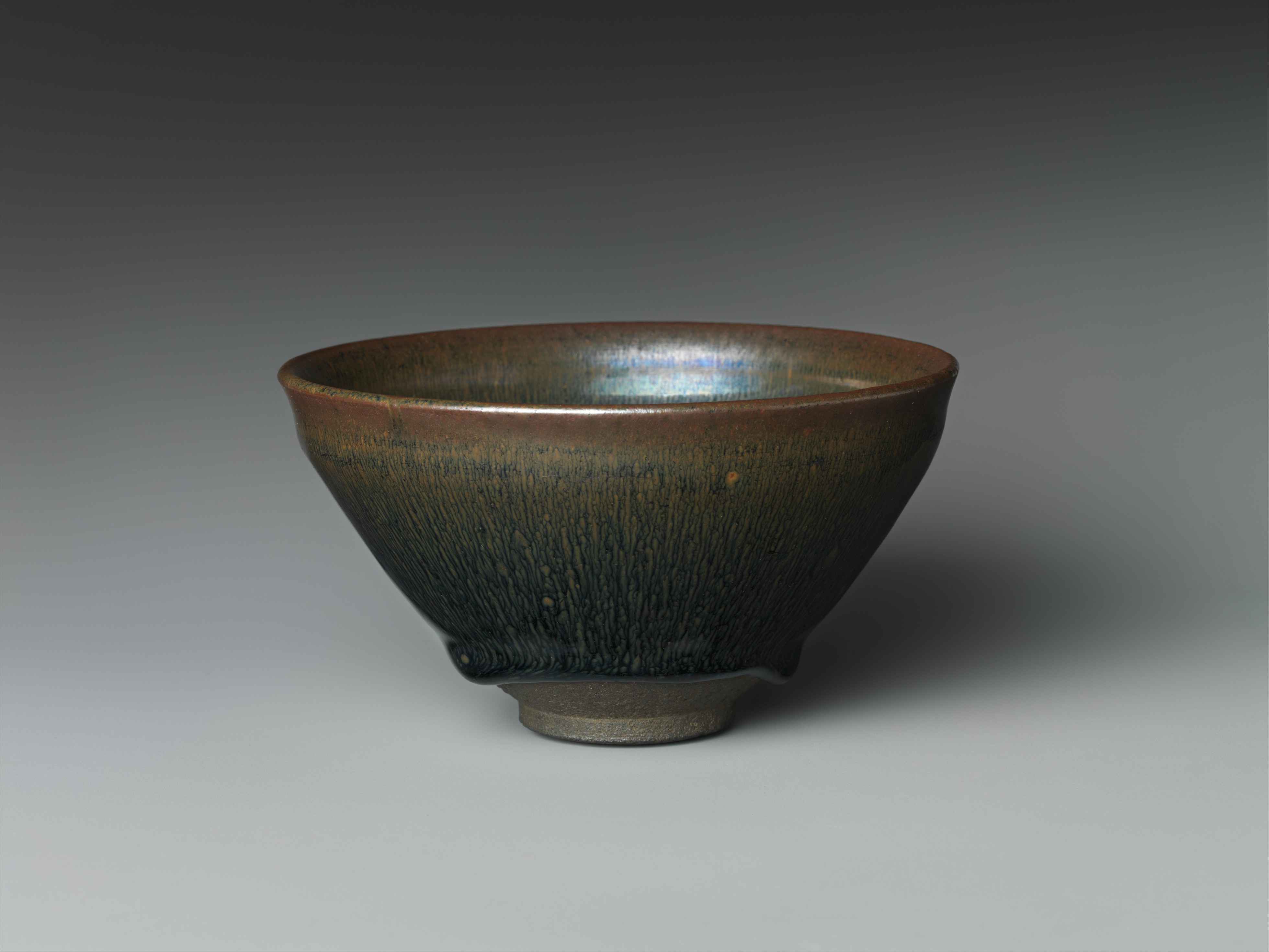
Czarka z glazurą w typie „zajęcze futro”. Ceramika Jian, Południowa Dynastia Song, XII wiek. Metropolitan Museum of Art

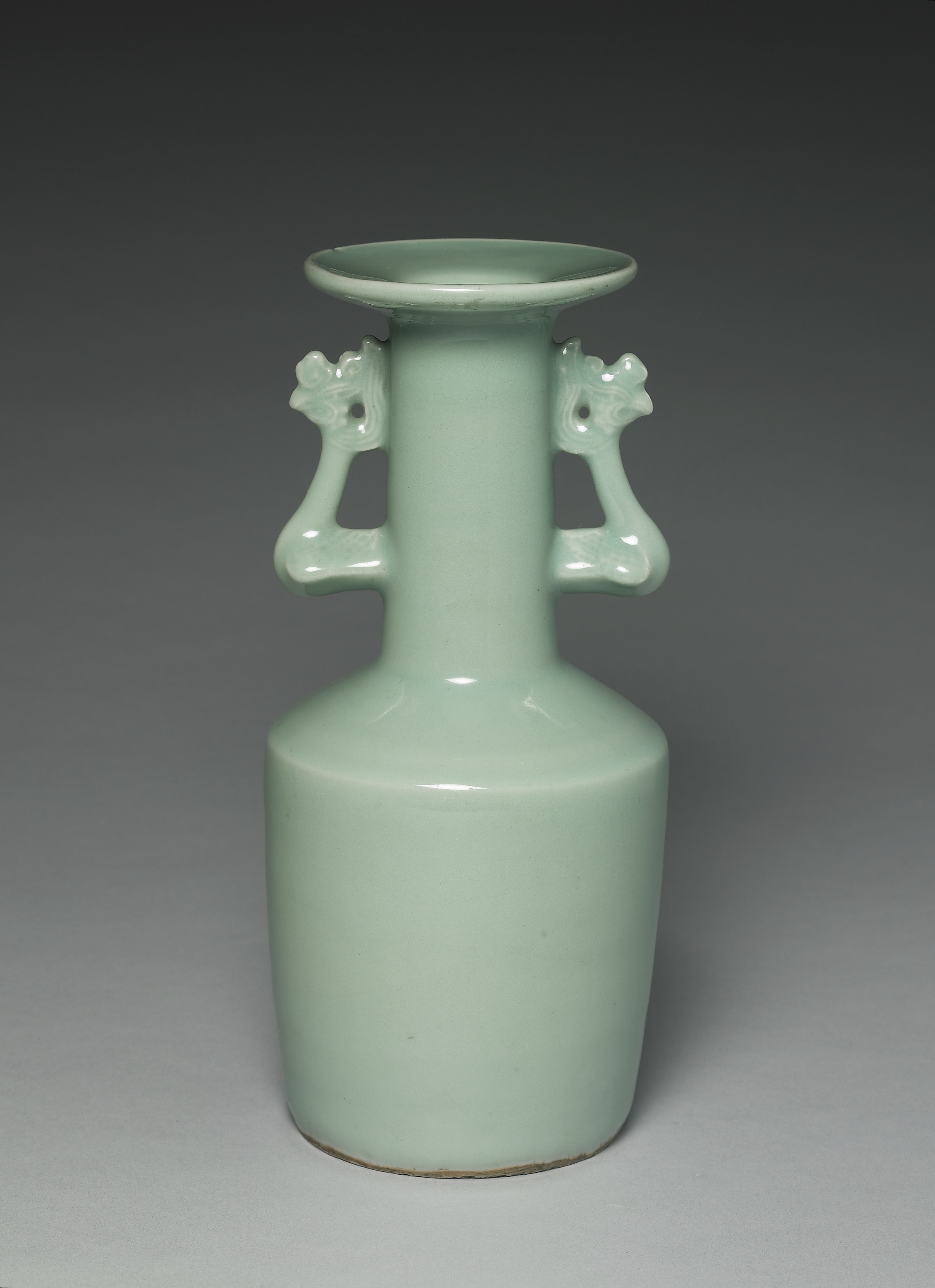
Waza z uchwytami w formie feniksa. Ceramika Longquan, Południowa Dynastia Song (1127–1279). Narodowe Muzeum Pałacowe

Zamęt w jaki popadły północne Chiny w epoce Pięciu Dynastii (907–960) nie sprzyjał rozwojowi przemysłu ceramicznego i to wówczas ostatecznie zaprzestano produkowania niektórych rodzajów wyrobów. Nadal jednak wytwarzano białą porcelanę i pokryte czarną glazurą kamionkowe naczynia. W tym samym czasie przemysł ceramiczny Południa, zasilanego ludnością napływającą z Północy, nadal się rozrastał, co objawiało się choćby w wytwarzaniu wspomnianej już powyżej „porcelany w sekretnym kolorze”. Następująca później epoka Song (960–1279) jest uważana za okres największego rozkwitu chińskiej ceramiki. Doskonałość ówczesnych naczyń opiera się na wysokiej jakości czerepie i wspaniałej glazurze oraz pięknie formy. Ówczesna produkcja osiągnęła niespotykany wcześniej poziom techniczny, co objawiało się w umiejętnym sterowaniu procesem chemicznym przebiegającym w czasie wypalenia w celu osiągnięcia zamierzonego efektu. Uzyskano m.in. zdolność wytwarzania czerepu tak cienkiego, że produkt swą kruchością zaczął przypominać skorupkę jajka. Ówczesnych ceramików fascynowała przede wszystkim glazura, przy czym dążąc do uzyskania coraz doskonalszego szkliwa jednobarwnego o pożądanym kolorze i odcieniu jednocześnie uczono się wykorzystywać powstające w czasie produkcji błędy dla celów artystycznych. W rezultacie chociaż nadal najpowszechniejsze były szkliwa celadonowe to pojawiło się wiele innych rodzajów glazury, którą często urozmaicały świadomie stosowane krakelury, zacieki, nieregularne plamy i zmienne odcienie. Temu rozwojowi ceramiki towarzyszyło podniesienie jej społecznej rangi, co przynajmniej częściowo było efektem świadomej polityki zastrzegającej użycie metali na potrzeby cesarskiego dworu i bicia monety. W rezultacie w przeciwieństwie do arystokracji epoki Tang, która lubowała się w złotych i srebrnych naczyniach i biżuterii, konfucjańska elita dynastii Song oddawała się kolekcjonowaniu schlebiającej wyrafinowanym gustom ceramiki i „przedmioty domowego użytku wykonane z ceramiki zastąpiły większość wyrobów z metalu i laki”.
Spośród mnogości ówczesnej ceramiki ówcześni uczeni-literaci najbardziej cenili wyroby pochodzące z tzw. „Pięciu Wielkich Pieców”: Ding, Ru, Guan, Ge i Jun, które zaopatrywały również dwór cesarski. Ceramika Ding wzięła swoją nazwę od powiatu Ding w Hebei, gdzie wytwarzano białą porcelanę o kremowej glazurze, która czasami w trakcie wypalania zbierała się w krople, na zewnętrznej warstwie naczynia nazywane „łzami”. Wytwarzana już w czasach dynastii Tang, była ona bezpośrednim spadkobiercą ówczesnej białej porcelany. Jej cechą szczególną było wypalanie naczyń wlewem do dołu, tak że miały nie pokryte szkliwem krawędzie wlewów, które następnie oprawiano w taśmę miedzianą lub srebrną (wypalanie wlewem do dołu pozwalało na umieszczenie znacznie większej liczby naczyń w pojemniku do wypalania). Ceramika Ding często była zdobiona podszkliwnie motywami kwiatowymi lub zwierzęcymi, takimi jak kaczki i ryby. Wczesne wyroby były często dekorowane za pomocą rycia w ceramicznej masie jeszcze przed jej wypaleniem, później w celu uzyskania bardziej złożonych form korzystano z gotowych odlewów (zobacz ilustracja ceramicznej poduszki w kształcie leżącego niemowlęcia). Ceramika Ru wytwarzana na potrzeby dworu Północnej Dynastii Song (960–1127) to najrzadsza i najbardziej ceniona odmiana chińskiej porcelany. Produkowana w okolicy miasta Ru (obecnie w prefekturze Pingdingshan) nad rzeką o tej samej nazwie, prawdopodobnie tylko w latach 1086 do 1106, charakteryzuje się czerepem o kolorze kości słoniowej i matowym szkliwem o bardzo delikatnej skali barw, od bladolawendowej do błękitu, które czasami ma delikatne krakelury.
Po upadku Północnej Dynastii Song ceramikę Ru w jej roli najważniejszej porcelany cesarskiego dworu zastąpiła ceramika Guan (dosłownie „urzędnicza”), wytwarzana w nowej stolicy, Lin’an (dzis. Hangzhou). Jej ciemny czerep jest często cieńszy od matowego szkliwa, które przybiera kolory od lawendowego po szary, czasem zielonkawy lub błękitnawy. Bardzo różnorodne krakelury są najczęstszą formą dekoracji (zobacz ilustracja). Spokrewniona z Guan jest ceramika Ge, której dokładnego miejsca wytwarzania do dzisiaj nie ustalono. Odznacza się ona raczej ciemnym czerepem oraz szkliwem w odcieniach od szarego do kremowego, o dość gęstej siatce spękań, podkreślanych czerwonobrązowym barwnikiem (zobacz ilustracja). Głównymi centrami produkcji ceramiki Jun były Yuzhou i Linru (dzis. Ruzhou) w Henanie. Charakteryzowała się ona szarym kamionkowym czerepem i wapniowo–alkalicznym szkliwem o kolorze niebiesko–zielonym lub błękitnym, wypalanym w atmosferze redukcyjnej w temperaturze 1280 do 1300 °C, co skutkowało niezwykłymi optycznymi efektami, mającymi swoje źródło w separacji bogatego w wapno i bogatego w krzemionkę szkła obecnego w grubej warstwie szkliwa podczas jego powolnego studzenia.
Podczas gdy „Pięć Wielkich Pieców” zaspokajało potrzeby ówczesnej elity, produkcja popularnej ceramiki przeznaczonej dla ogółu ludności odbywała się przede wszystkim w Cizhou (dzis. Cixian w prefekturze Handan) i Yaozhou (w pobliżu Tongchuan) na Północy oraz Jingdezhen i Jizhou (w pobliżu dzisiejszego Ji’an) na Południu. Należy przy tym podkreślić, że czasy dynastii Song były okresem niezwykłego wzrostu produkcji ceramiki, co wiązało się z ogólnym rozwojem życia gospodarczego i rosnącym dobrobytem. Naczynia z kamionki masowo produkowane w Cizhou dały nazwę całej rodzinie ceramiki wytwarzanej również w innych piecach położonych w Hebei, Henanie i Shaanxi. Nie będąc w stanie wytworzyć autentycznie białej ceramiki rzemieślnicy z Cizhou pokrywali żółtawe lub szare ciało białą angobą lub przezroczystym szkliwem, co było praktyką charakterystyczną dla całego okresu. Wyroby z Cizhou albo pozostawiano bez dekoracji, albo dekorowano za pomocą całej gamy różnych technik, takich jak podszkliwne malarstwo, rytownictwo (szczególnie sgrafitto, zobacz ilustracja), odciskanie z formy czy używanie angoby. Charakterystyczne dla wyrobów z Cizhou są wyraziste kształty naczyń oraz żywa czarno–biała dekoracja. Obok wspomnianego już Linru i Baofeng położonych w Henanie Yaozhou było jednym z głównych ośrodków produkcji tzw. północnych celadonów, które po tym jak stolica dynastii Song została ustanowiona w dzisiejszym Kaifengu zastąpiły wyroby z Yue. Ciało tych celadonów miało postać szarej kamionki, zaś cienka warstwa szkliwa była oliwkowo–zielona i przezroczysta. Eleganckim formom początkowo często towarzyszył brak lub oszczędna dekoracja, która stopniowo stawała się jednak bardziej rozbudowana. W późnych latach panowania Północnej dynastii Song wprowadzono dekorację odciskaną z formy, która pozwoliła na bardziej skomplikowane wzornictwo. Celadony z Linru i Baofeng były podobne do tych z Yaozhou, ale gorszej jakości. Głównym produktem Jingdezhen w tym okresie była porcelana Qingbai, która charakteryzowała się bladoniebieskim szkliwem mającym przypominać żad, nadal pozostający ideałem dla ówczesnej chińskiej porcelany. Ceramikę Qingbai wypalano wlewem do dołu, tak samo jak ceramikę Ding, która wpłynęła również na kształty wyrobów z Jingdezhen. Sukces Qingbai sprawił, że jej mniej lub bardziej udane naśladownictwa zaczęto wytwarzać w wielu ceramicznych ośrodkach Południa, chociaż region Jingdezhen pozostał najważniejszym centrum jej wytwarzania.
W Jizhou obok Qingbai wytwarzano wiele innych rodzajów szkliwionej ceramiki, jednak najbardziej charakterystycznym produktem tych pieców była czarna glazurowana ceramika, używana do picia herbaty (zobacz ilustracja). Tego rodzaju czarna kamionka była produkowana również w Cizhou, jednak najsłynniejsze naczynia tego typu pochodziły z Jian (dzis. Jianyang) w Fujian. Szkliwo tych wyrobów jest wyjątkowo gęste i zazwyczaj tworzy wałek blisko podstawy; ma barwę czarną lub prawie czarną, nakrapianą i pokrytą pasami brązu. Spośród różnych efektów, jakimi charakteryzuje się ta glazura, wyróżnia się m.in. „plamy oleju” oraz „zajęcze futro” (zobacz ilustracja), powstające w wyniku zmieszania glazury z różnego rodzaju szkłami podczas wypalania. Japończycy używający czarek z Jian podczas ceremonii picia herbaty nazywali te szkliwa tenmoku, by później zacząć je kopiować. Spośród produkowanych na południu celadonów należy jeszcze wymienić Longquan, wytwarzany w miejscowości o tej nazwie położonej w dzisiejszej prefekturze Lishui. Celadony z Longquan, spokrewnione z wyrobami z Guan i Ge, w zakresie kształtu i dekoracji wiele zawdzięczały ceramice Yue i celadonom z Północy. W okresie Południowej Dynastii Song, gdy Longquan znalazło się blisko stolicy, popyt na wyroby jego pieców wzrósł dramatycznie, zaś miejscowi ceramicy wykształcili własny styl, tworząc najwspanialsze celadony epoki Song. Szarawe ciało ceramiki Longquan, czasami osiągające jakość porcelany, pokrywane było zazwyczaj zielonym i często przeświecającym szkliwem; aplikowane w kilku warstwach, tworzyło ona czasami gładką, lśniącą powierzchnię, przypominającą żad dobrego koloru (zobacz ilustracja).

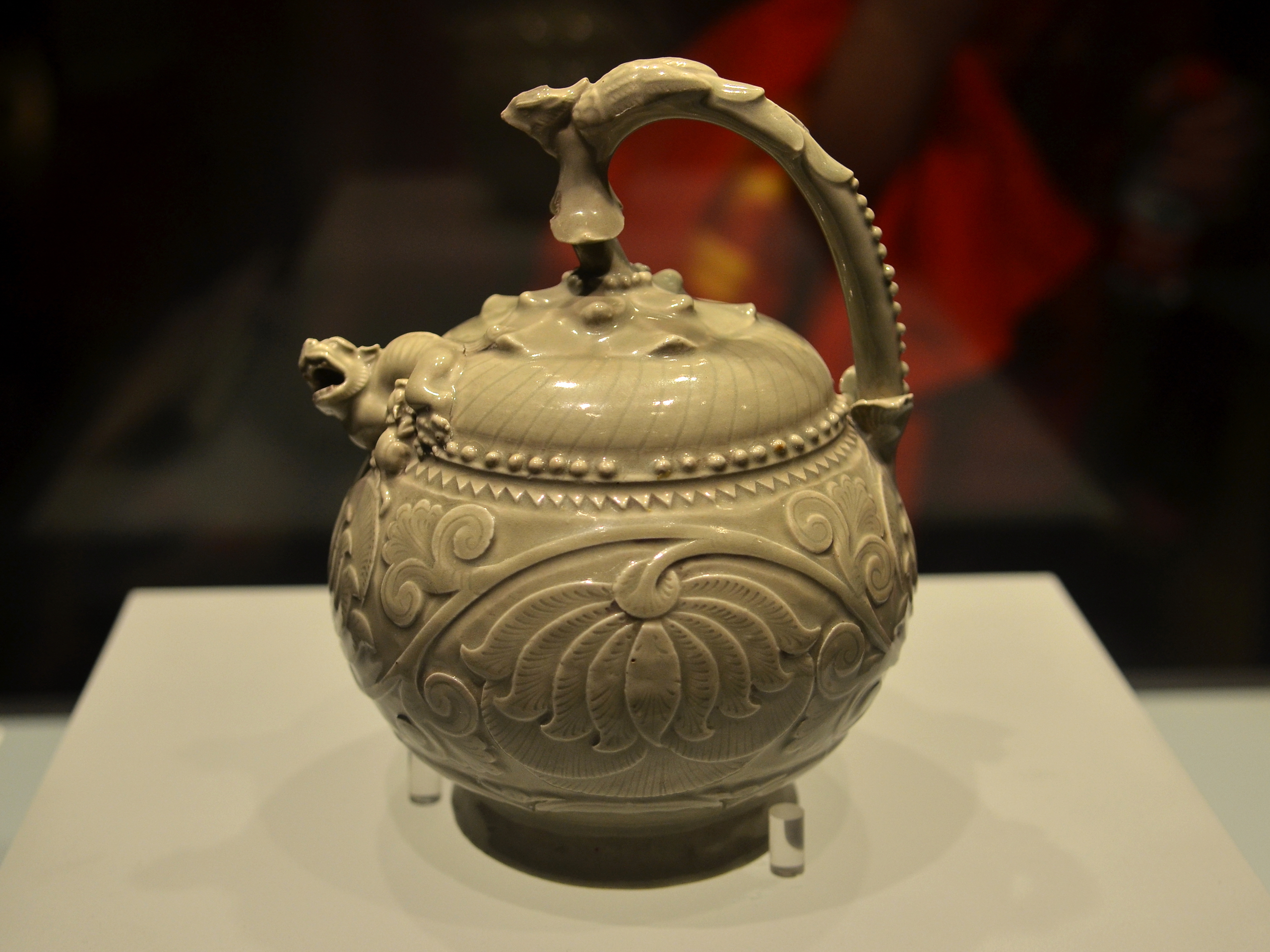
Czajniczek na herbatę. Ceramika Yaozhou. Pięć Dynastii i Dziesięć Królestw (907–960). Muzeum Historyczne Shaanxi
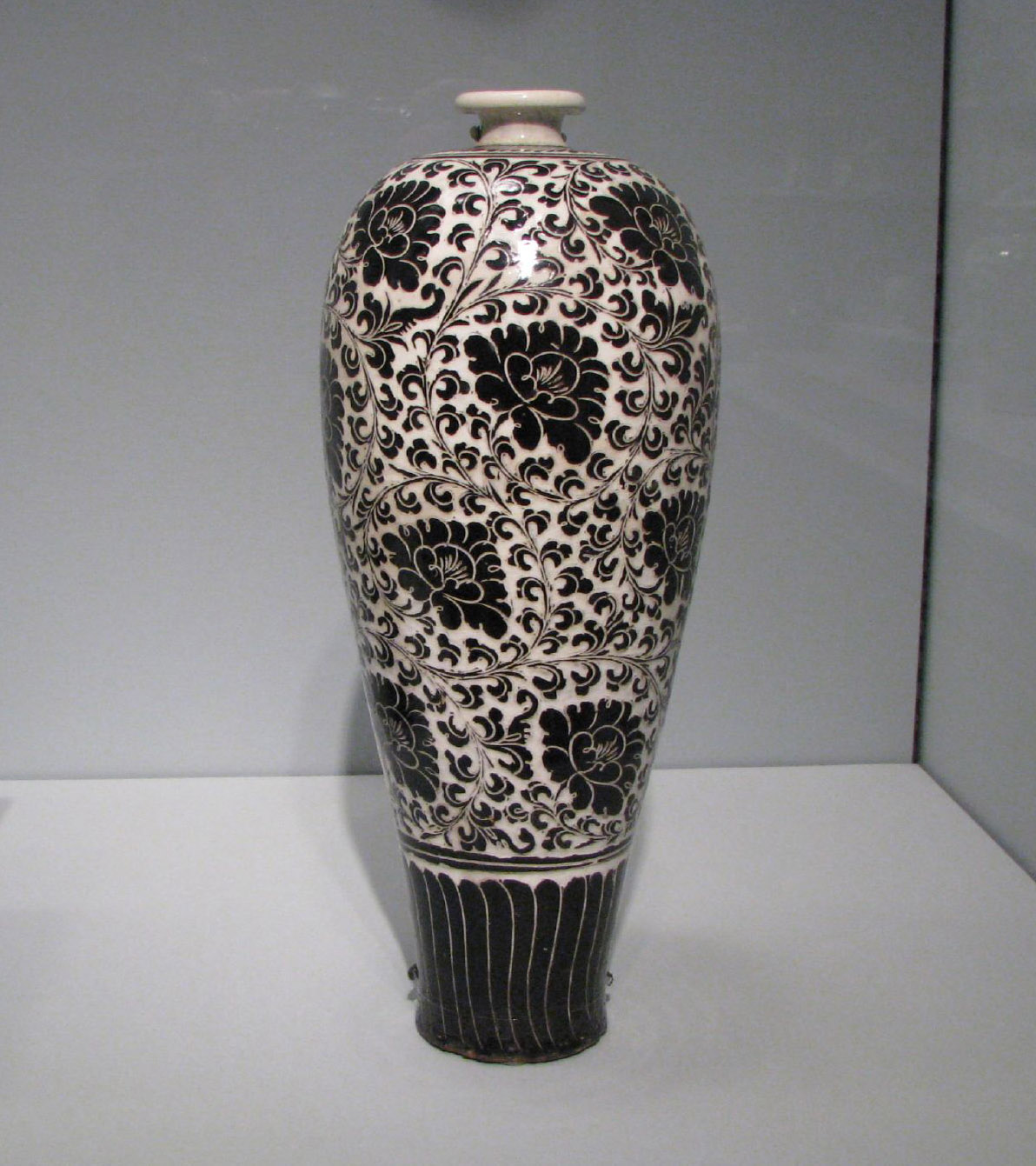
Waza typu meiping z dekoracją wykonaną w technice sgrafitto. Ceramika Cizhou, Północna dynastia Song (960–1127). Asian Art Museum
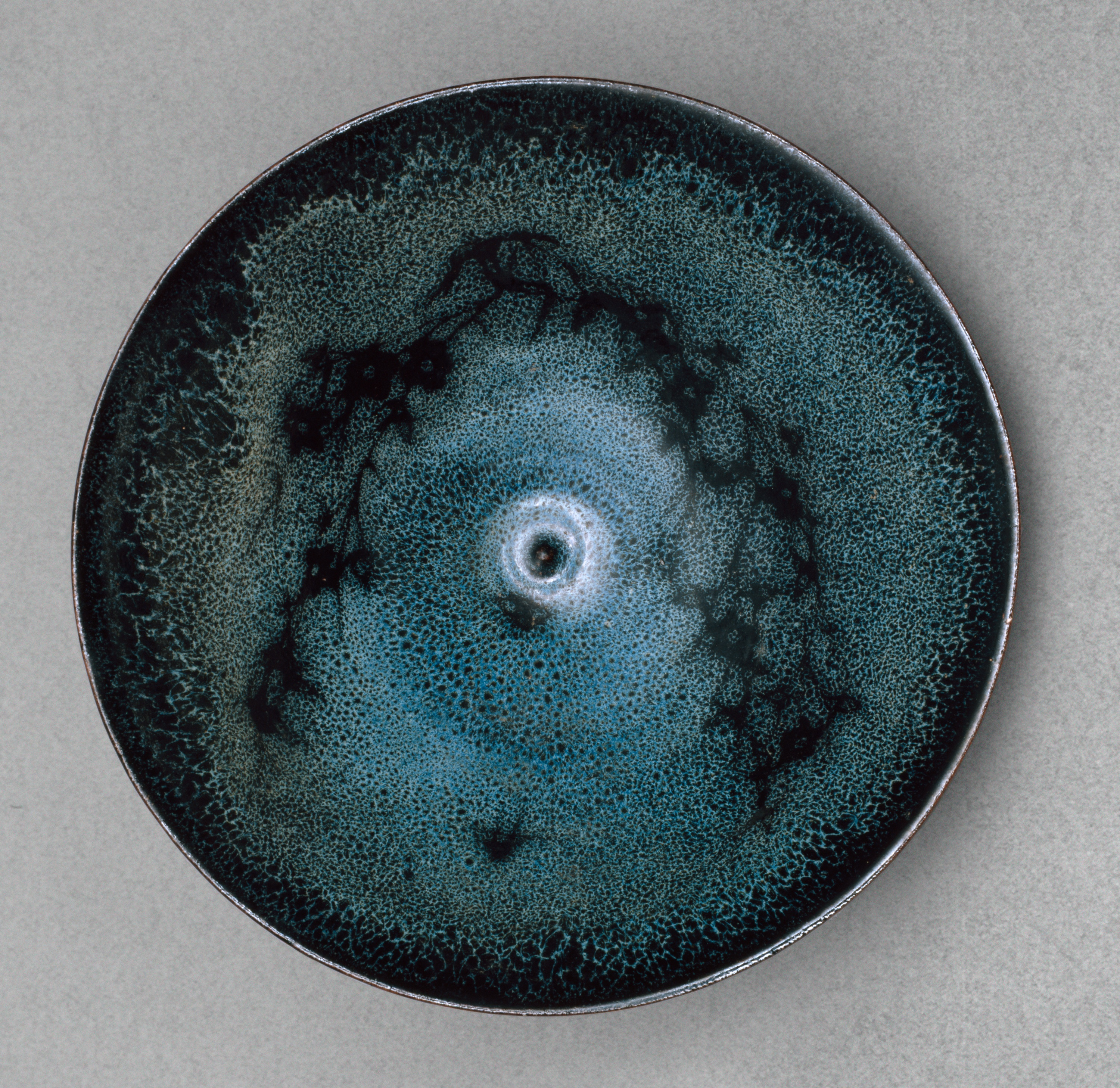
Misa z dekoracją w formie kwitnącej śliwy wykonaną z użyciem papierowej wycinanki. Ceramika Jizhou. Południowa dynastia Song. Art Institute of Chicago
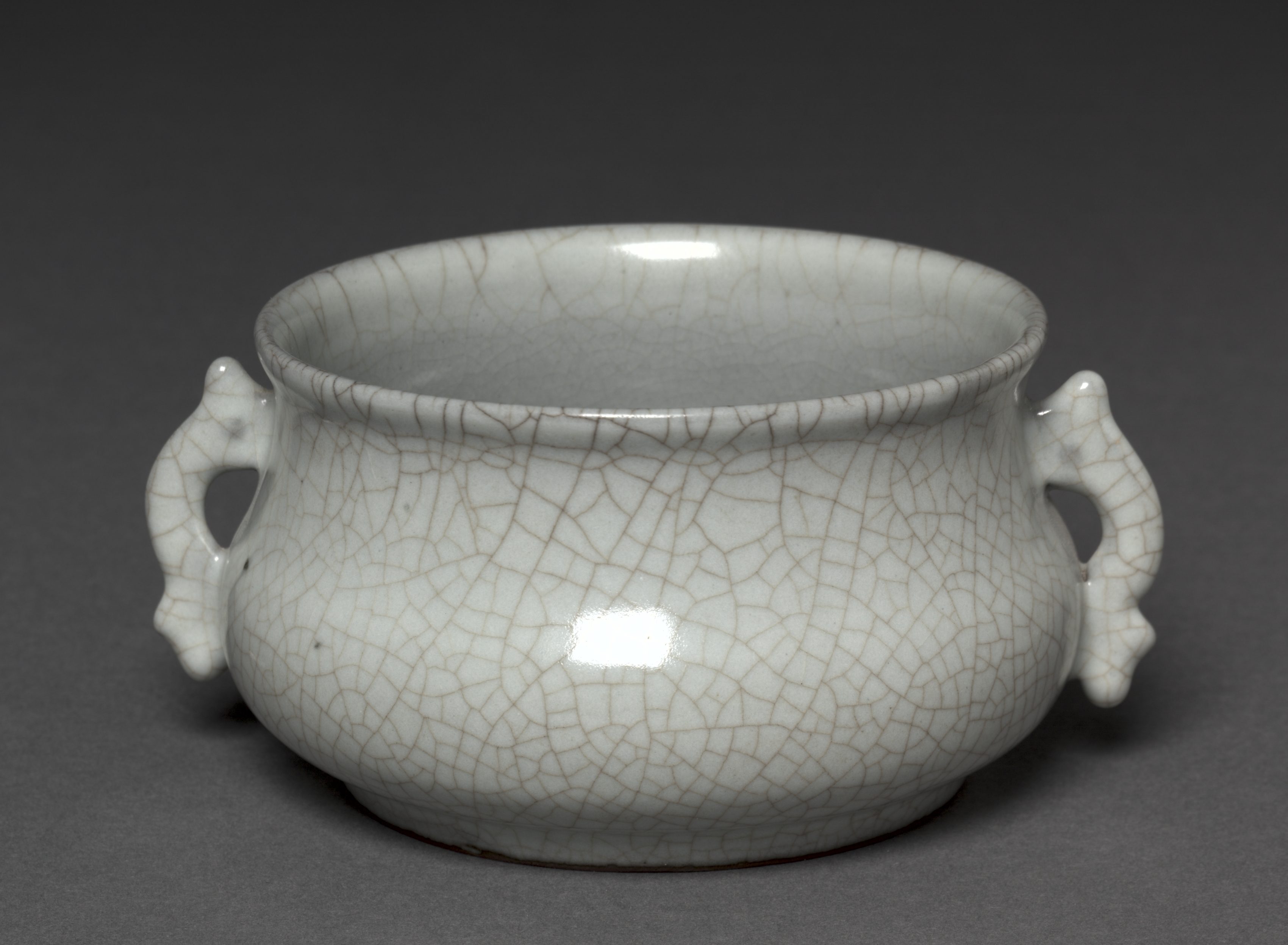
Kadzielnica z dekoracją w formie siatki krakelur. Ceramika Guan, Południowa dynastia Song, XIII wiek. Cleveland Museum of Art

### Dynastia Jin

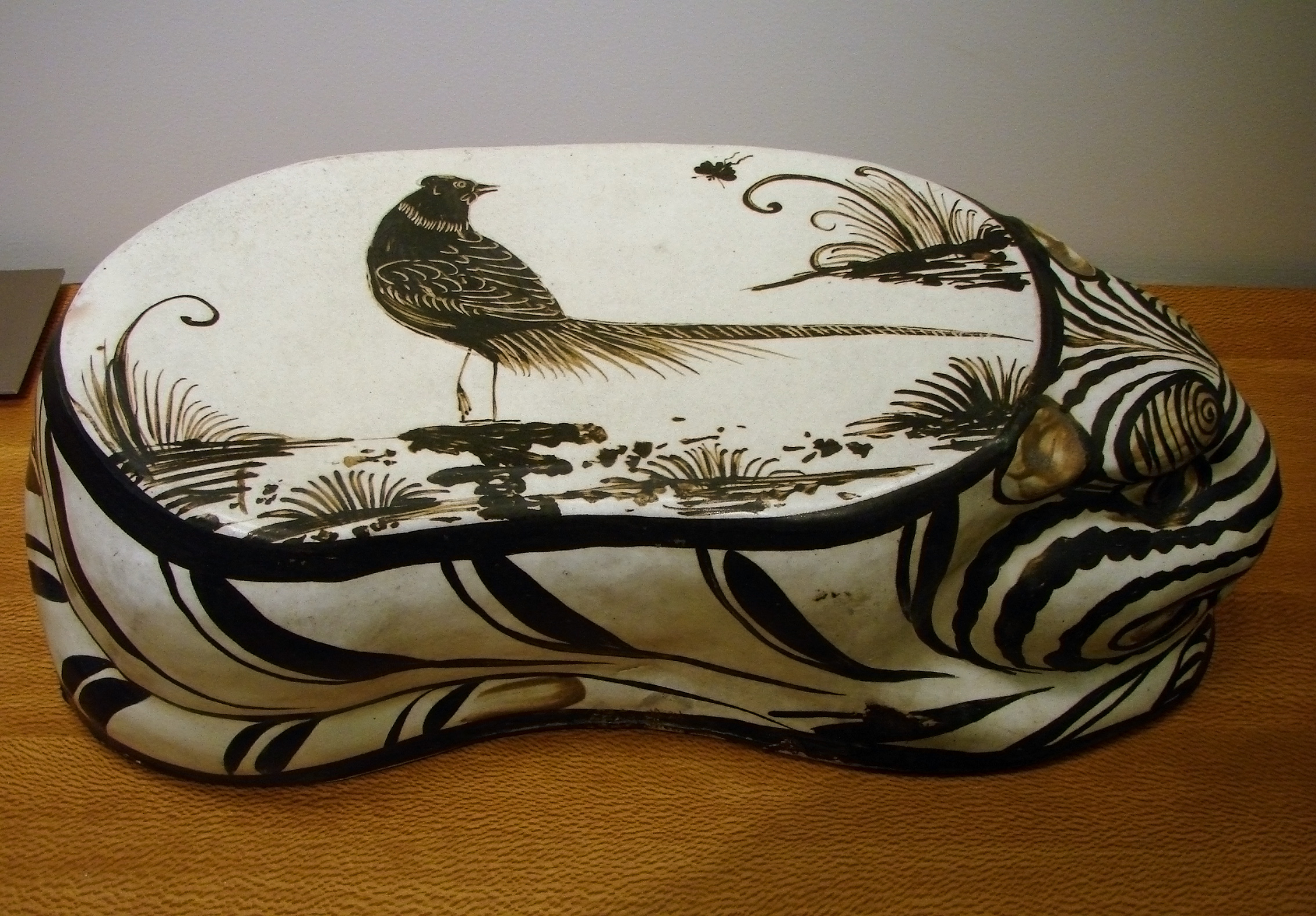
Ceramiczna poduszka w kształcie tygrysa pokryta malunkiem tuszem. Cizhou, koniec XII w. Musée Guimet

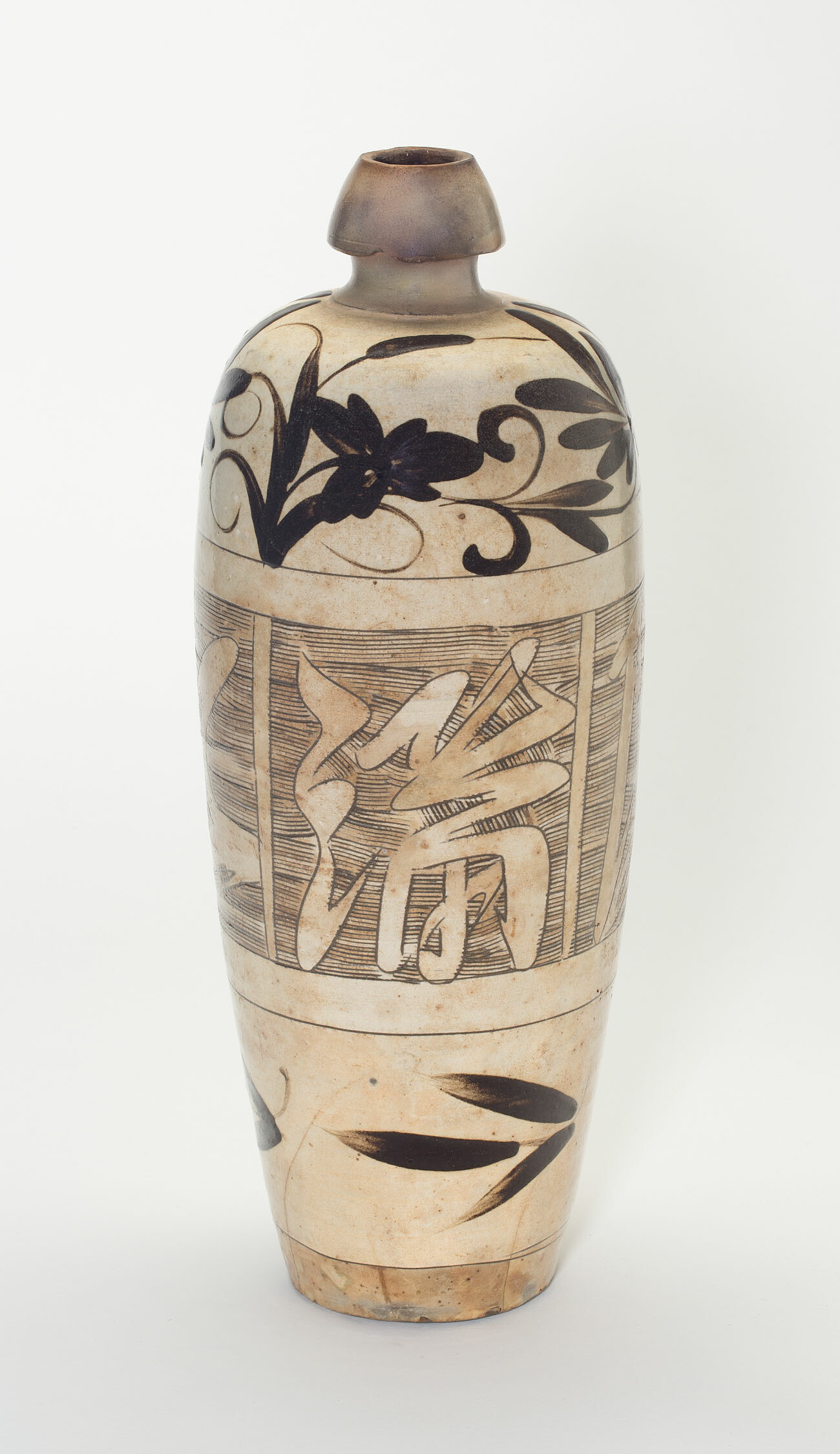
Waza typu meiping z dekoracją w formie stylizowanych kwiatów. Cizhou, 1115–1199. Art Institute of Chicago

W przeciwieństwie do kitańskiej dynastii Liao, która zajmowała jedynie niewielki skrawek północnych Chin, założona przez Dżurdżenów Dynastia Jin (1115–1234) panowała nad całą Północą i tym samym na jej terytorium znalazł się szereg najważniejszych pieców Północnej Dynastii Song, takich jak Cizhou, Yaozhou, Ding i Jun. Pod nowymi rządami nie tylko kontynuowały one swoją produkcję, ale była ona dalej rozwijana i udoskonalana. Ponadto Dżurdżeni odziedziczyli piece dawnej dynastii Liao, gdzie nadal wytwarzano prostą ceramikę przeznaczoną do codziennego użytku.
Tradycyjnie szczytowe osiągnięcia ceramiki Ding kojarzy się z końcowymi latami Północnej Dynastii Song, w szczególności zaś panowaniem cesarza Huizonga. Jednak w rzeczywistości wiele najwspanialszych wyrobów tych pieców pochodzi z czasów dynastii Jin. Mają one świetną białą teksturę, lśniącą glazurę, zgrabną, delikatną konstrukcję i wspaniałą dekorację (zobacz ilustracja). Przy tym stopniowo główną formą dekoracji stał się druk, który rozwijał się już za czasów Północnej dynastii Song (w Chinach druk ceramiczny polegał na odciskaniu obrazu dekoracji w na wpół wysuszonej masie za pomocą przenoszącego wzór narzędzia odlewniczego). Podczas gdy ceramika Jun w czasach Północnej dynastii Song z założenia miała być przeznaczona jedynie dla domu cesarskiego, to w epoce Jin straciła swój ekskluzywny charakter i zaczęła dostarczać wyrobów przeznaczonych dla zwykłych ludzi. Wyroby pieców Jun zaczęły zdradzać wpływ innych stylów ceramiki, takich jak Ding, Ru i Yaozhou, oraz przyswoiły takie dekoracyjne techniki jak druk, rytownictwo i relief. Ten rozwój bardziej masowej produkcji wiązał się jednak z generalnym obniżeniem jakości. W piecach Yaozhou nadal wytwarzano tradycyjne celadony oraz nowe wyroby pokryte bladym niebieskim szkliwem, o niezwykle gładkiej i delikatnej powierzchni. Podobnie jak w przypadku ceramiki Ding, również w przypadku Yaozhou coraz większą rolę odgrywała dekoracja drukowana.
Spośród wszystkich pieców dynastii Jin to Cizhou produkowało najwięcej ceramiki, zaliczanej do wielu różnych rodzajów, i miało największy wpływ na wytwórczość w innych miejscach. Z kolei wśród wielu osiągnięć pieców Cizhou z tego okresu największe znaczenie miał rozwój pierwszej polichromowanej porcelany w postaci wyrobów czarno–białych i pokrytych dekoracją zielono–czerwoną. Pierwsze naczynia pokryte czarno–białą dekoracją, która naśladowała monochromatyczne malarstwo tuszem (zobacz Malarstwo chińskie), datuje się na końcowe lata Północnej Dynastii Song, to jednak w czasach dynastii Jin ta technika osiągnęła dojrzałość. Charakterystyczne są zwłaszcza wykonywane tuszem na białej powierzchni naczynia (często ceramiczne poduszki) rysunki ptaków (zobacz ilustracja). W sumie czarno–białe wyroby stały się najczęstszym produktem Cizhou, przy czym z reguły czarną dekorację wykonywano w technice malarstwa podszkliwnego. Pierwsze przykłady zielono–czerwonej porcelany są datowane na XIII wiek i była to pierwsza malowana naszkliwnie porcelana w Chinach. Połączenie koloru czarnego z naszkliwną czerwienią, żółcią i zielenią doprowadziło do rozwinięcia technologii malowania wielokolorowej porcelany. Jedną z używanych wówczas technik była doucai, która polegałą na pokryciu przezroczystym szkliwem wcześniej wykonanego na białej angobie czarnego malunku, następnie po wypaleniu w wysokiej temperaturze pokrywanego kolorami czerwonym, zielonym i innymi, później zaś wypalanego powtórnie w niskiej temperaturze. Podczas gdy rozwój czarno–białej porcelany ustanowił podstawy dla późniejszego pojawienia się niebiesko–białej porcelany, tak rozwój czerwono–zielonej porcelany przygotował grunt dla późniejszego pojawienia się polichromowanej ceramiki wykonywanej w technice doucai i wucai

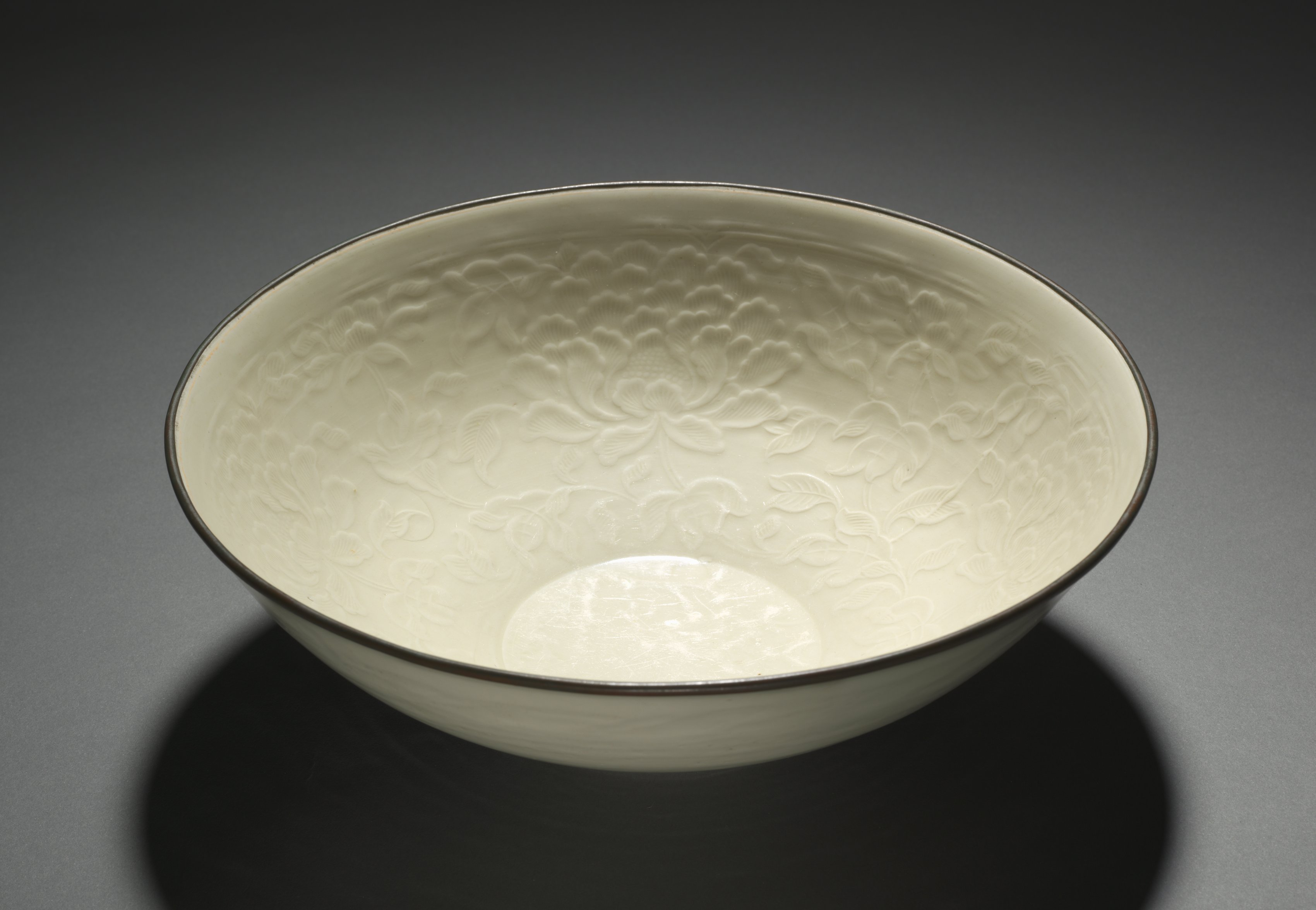
Misa z odciskaną dekoracją w formie motywu piwonii i miedzianą obwódką. Quyang (część dzis. prefektury Baoding), XII w. Cleveland Museum of Art
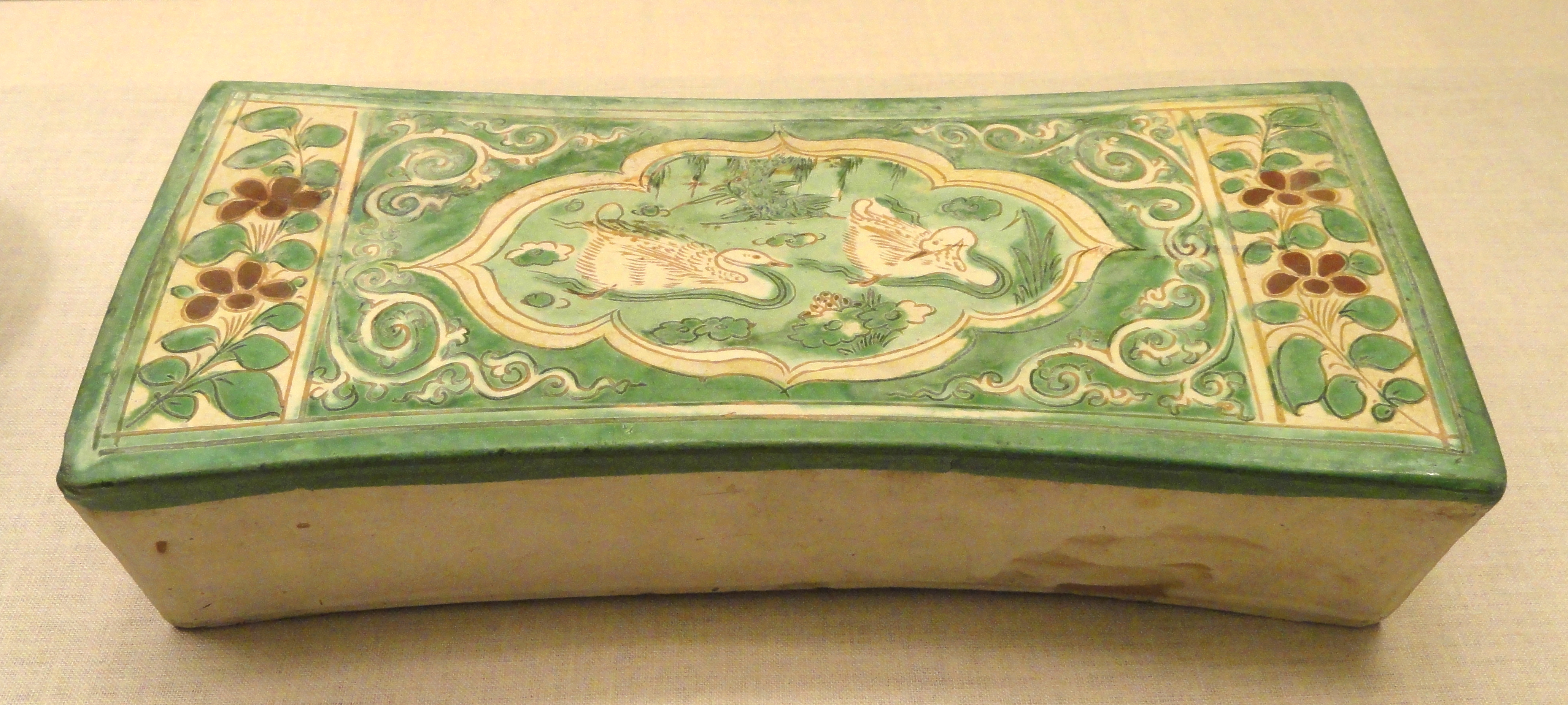
Ceramiczna poduszka z czerwono–zieloną dekoracją w formie Mandarynek na powierzchni stawu. Cizhou, 1150–1234. Art Institute of Chicago
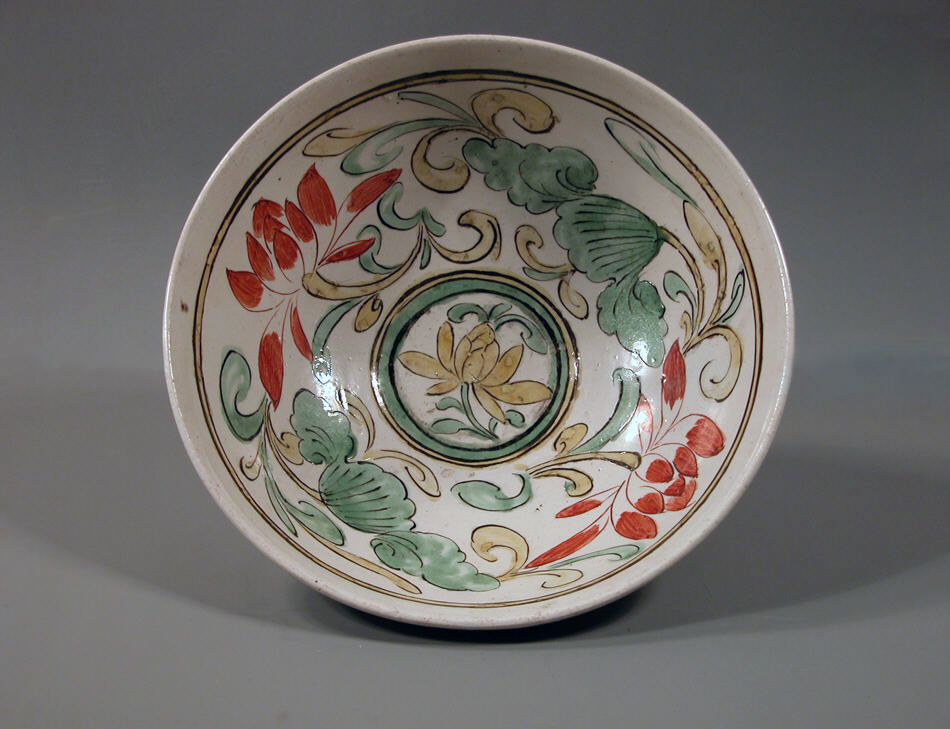
Misa z czerwono–zielono–żółtą dekoracją wykonaną naszkliwnie. Cizhou, Dynastia Jin. Metropolitan Museum of Art
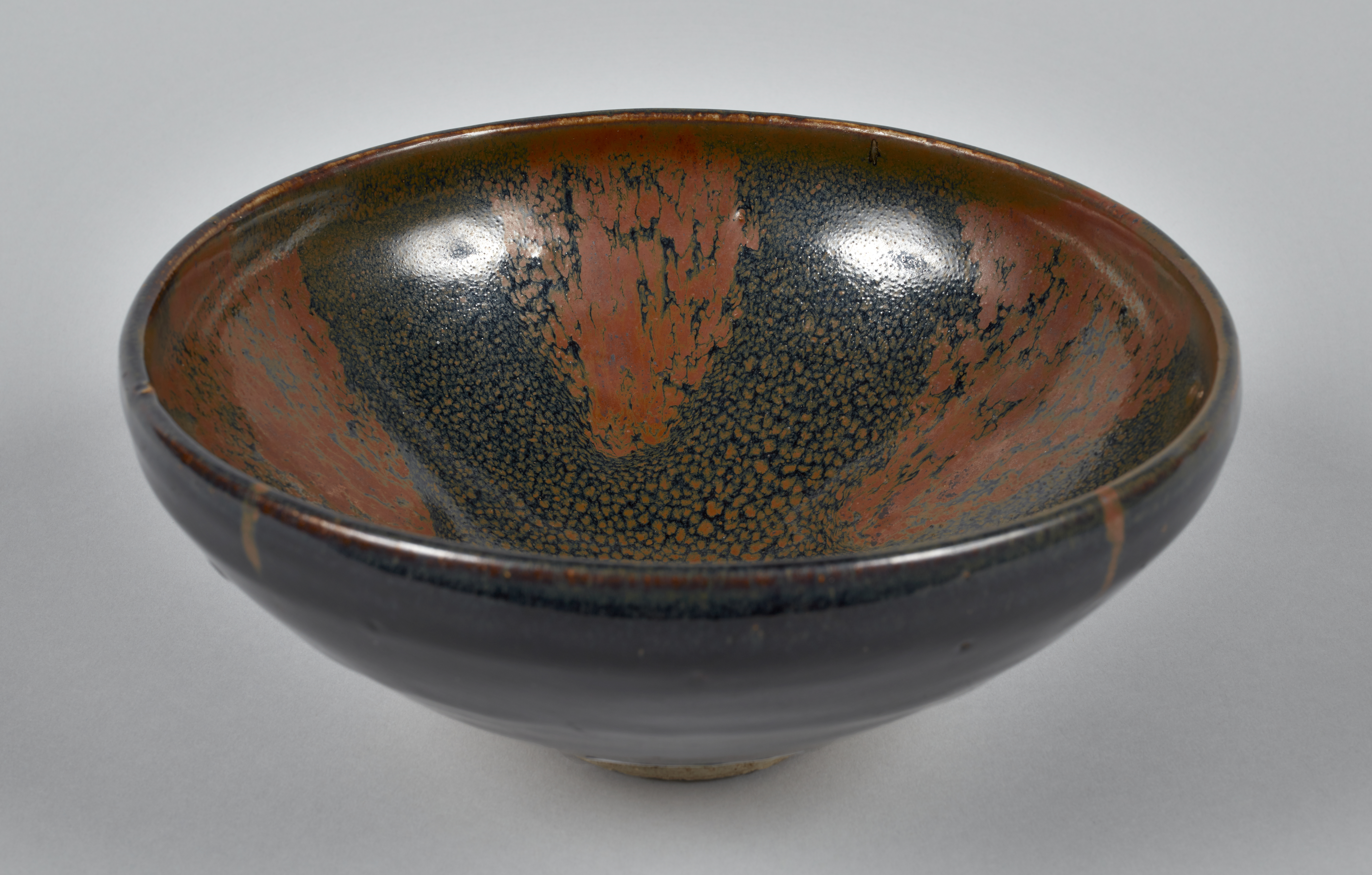
Kamionkowa misa. Dynastia Jin. Musée Cernuschi

### Dynastia Yuan

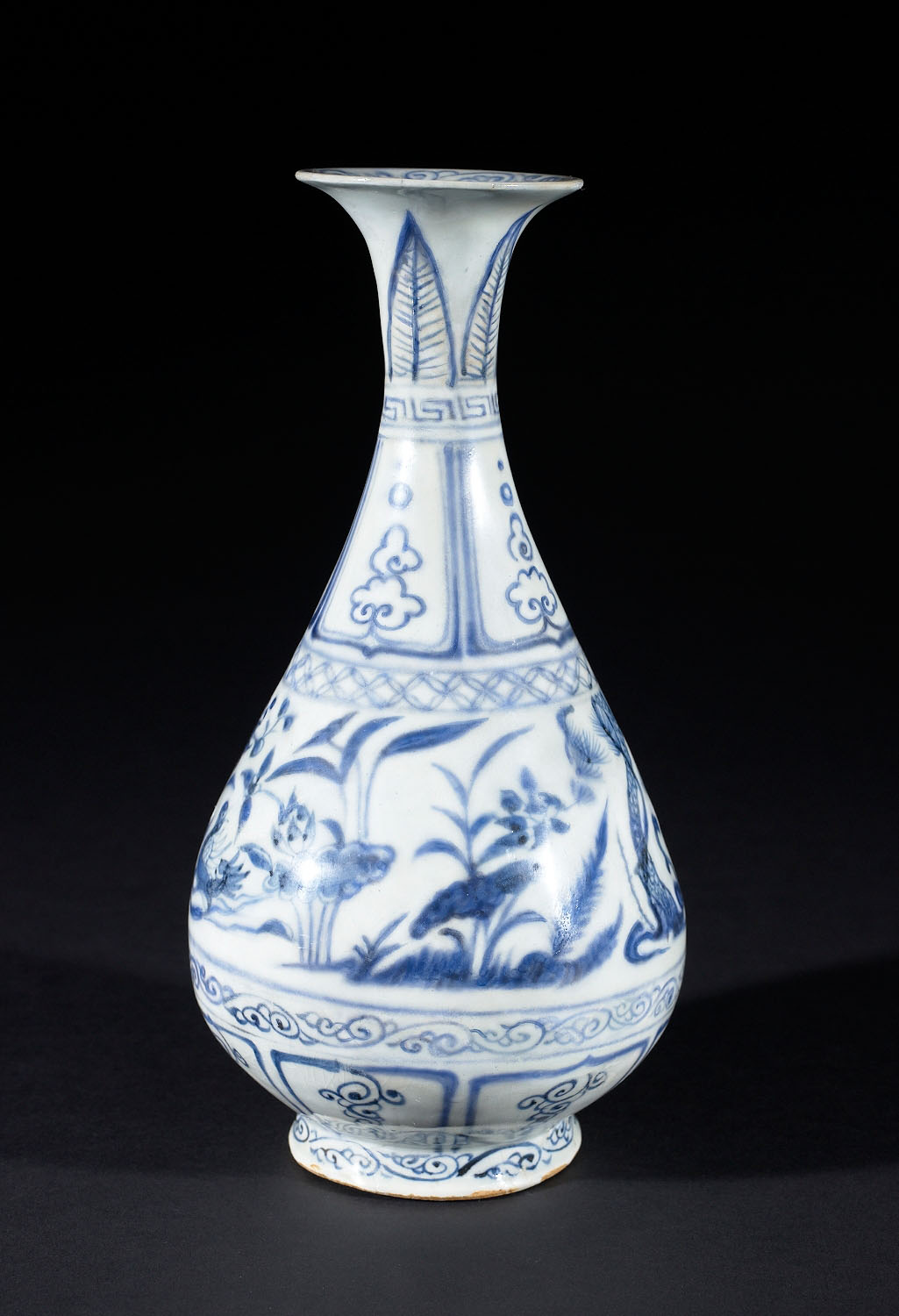
Niebiesko–biała waza typu yuhuchun. Początek XIV w. Birmingham Museum of Art

Misa pokryta szkliwem o bieli jajka z dekoracją kwiatową i znakiem shufu. Dynastia Yuan. Narodowe Muzeum Pałacowe

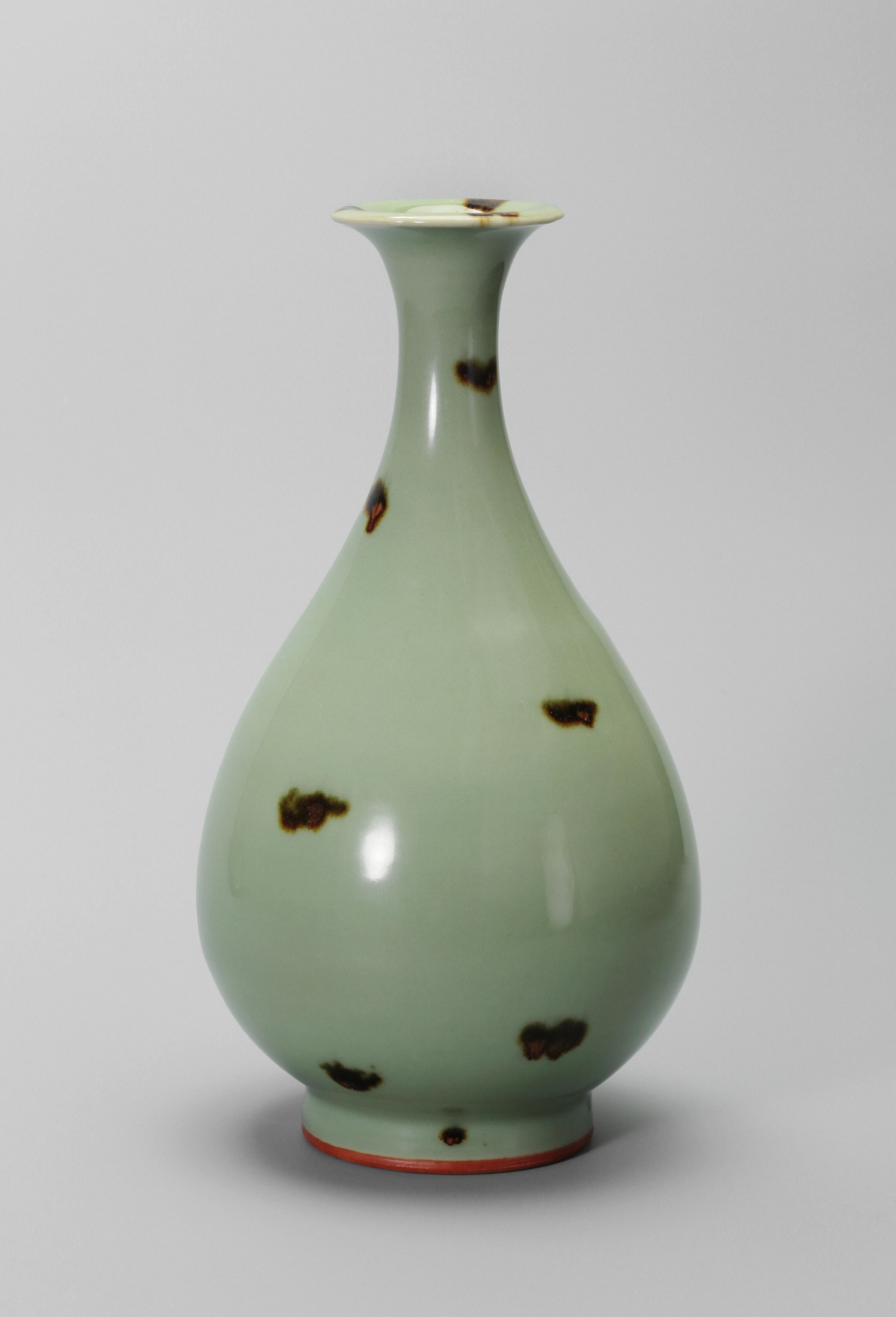
„Nakrapiany celadon” (jap. tobi seiji) z Longquan z żelaznymi cętkami. Dynastia Yuan. Skarb Narodowy Japonii. Muzeum Ceramiki Orientalnej w Osace

Epoka Yuan (1279–1368) była punktem zwrotnym w dziejach chińskiej ceramiki, wiązała się bowiem z przeniesieniem punktu ciężkości z produkcji monochromatycznych celadonów na ceramikę niebiesko–białą, podszkliwną czerwień oraz naczynia polichromowane. Jak zaznacza George Savage, garncarz z okresu Song używał przeważnie koła garncarskiego i ówczesna ceramika „bardziej dostosowała się do rodzaju materiału. Wiele było dekoracji rzeźbionej albo rytej w surowej glinie z nieosiągalną dotychczas wprawą”. W późniejszym okresie coraz częściej pojawiał się odlew, zaś garncarz stał się przede wszystkim malarzem, tj. o jakości ceramiki decydowała jej coraz bardziej rozbudowana dekoracja malarska. Lili Fang wiąże tę przemianę z odejściem od zdominowanej przez elity kultury dynastii Song do reprezentującej gusta znacznie szerszej grupy poddanych imperium nowej estetyki, w przypadku ceramiki preferującej dekorację kolorową kosztem monochromatycznej.
Na skutek mongolskiej inwazji produkcja większości pieców została poważnie zaburzona i niektóre z nich, takie jak Ding lub piece produkujące północne celadony, nigdy już nie podniosły się z upadku. W przypadku innych po nastaniu pokoju produkcję szybko przywrócono i zaczęto korzystać z nowych możliwości handlowych oferowanych przez Imperium Mongolskie, w ramach którego Chiny znowu znalazły się pod silnymi wpływami Zachodu. Niemniej doszło do zdecydowanego przeniesienia produkcji ceramicznej na Południe i generalnie „rozkwit przemysłu ceramicznego nigdy już nie przekroczył północnych brzegów Jangcy”. Najważniejsze z ówczesnych pieców to Longquan i Jingdezhen, przy czym to ostatnie miało stać się najważniejszym centrum ceramicznym Chin, dominującym zarówno na rynkach lokalnych, jak i zamorskich. Inne ważne ceramiczne ośrodki okresu to Cizhou, Jun, Jian i Jizhou.
Chociaż piece Cizhou pozostały ważnym centrum produkcji ceramicznej, to spadła zarówno jakość, jak i różnorodność ich wyrobów, zaś dekoracja uległa uproszczeniu. Przypuszcza się, że wielu ceramików z Cizhou uciekło przed mongolskim najazdem na Południe, przy czym zjawisko to dotyczyło również innych pieców Północy. Ci rzemieślnicy przynieśli ze sobą na Południe znajomość nowych technik, co można zaobserwować choćby na przykładzie Jingdezhen. Przed epoką Yuan tutejsze wyroby bardzo rzadko opatrywano kolorowymi dekoracjami, które w tym okresie stały się powszechne, niewątpliwie po pojawieniu się rzemieślników z Cizhou. W epoce Yuan ceramika Jun była wytwarzana nie tylko w Henanie, ale w wielu piecach na terenie całej Północy. Ten wzrost produkcji wiązał się jednak z generalnym upadkiem jakości. Lepiej wykonane naczynia są charakterystyczne dla wczesnego okresu panowania dynastii. Zarówno piece Jian, jak i Jizhou osiągnęły szczyt swojej produkcji za czasów Południowej Dynastii Song i kontynuowały ją aż do połowy epoki Yuan, po czym zaczęła ona spadać. Produkcja w Jizhou zakończyła się niedługo później, zaś piece Jian zostały zamknięte wkrótce po upadku rządów Mongołów w Chinach.
Rozkwit Jingdezhen w epoce Yuan wiązał się z zastąpieniem wyczerpującego się baidunzi, jak dotąd głównego składnika wytwarzanej tutaj porcelany, kaolinem (zobacz Wstęp). Stosowanie kaolinu wymusiło wypalanie w wyższej temperaturze i zaowocowało gęstszą masą oraz bielszym kolorem porcelany. Początkowo nadal głównym produktem miejscowych pieców była porcelana Qingbai, ale delikatny i lekki styl epoki Song ustąpił miejsca wzorom cięższym i bogatszym, co wiązało się również ze wspomnianymi powyżej zmianami w technologii wytwarzania. Pojawiły się przy tym wykonywane dla domowych świątyń figurki, przedstawiające najczęściej bodhisattwów (zobacz ilustracja). Wraz z pojawieniem się niebieskiej dekoracji wykonywanej za pomocą tlenku kobaltu zaczęto ją stosować również na ceramice Qingbai, jednak ta „wytwarzana za czasów dynastii Yuan była nieco zbyt niebieska i nieprzezroczysta, co czyniło ją niezdatną do malowanej niebieskiej dekoracji”. Ostatecznie niebiesko-biała porcelana zastąpiła porcelanę Qingbai. Niebiesko–biała porcelana miała stać się najwyżej cenioną formą chińskiej ceramiki, ale sama technika zdobienia błękitem kobaltowym wywodzi się z muzułmańskiego Bliskiego Wschodu (zobacz Niebiesko-biała ceramika). Chociaż pierwsza chińska niebiesko–biała ceramika pochodzi już z końca epoki Tang, to produkcja na większą skalę rozpoczęła się dopiero w Jingdezhen na początku XIV wieku i była przeznaczona na eksport. W związku z powyższym forma i dekoracja tych naczyń często wywodziła się ze sztuki muzułmańskiej. Niemniej już w epoce Yuan pojawiają się wyroby przeznaczone na rynek rodzimy i zaczyna następować sinizacja tematyki zdobniczej. Według Lili Fang rozpoczęcie produkcji niebiesko-białej porcelany w Jingdezhen „było bardzo ważnym wydarzeniem w historii chińskiej ceramiki i punktem zwrotnym w przejściu od dekoracji jednobarwnej do rysowanej dekoracji barwnej”.
Rządzący Chinami Mongołowie preferowali jednak białą porcelanę, przy czym ta wytwarzana w Jingdezezhen nadal posiadała lekko niebieskawy ton, tak że mówiono o „bieli [skorupki] jajka”. Wiązało się to ze stworzeniem nowego białego szkliwa, ze zredukowaną zawartością popiołu drzewnego, co pozwalało uzyskać wyrazisty matowy odcień. Wśród tej porcelany wyróżniają się naczynia opatrzone znakiem shufu („Prywatna Rada”) (zobacz ilustracja), będące prawdopodobnie pierwszą ceramiką zamówioną w Jingdezhen przez dwór cesarski. Chociaż pierwsze naczynia pokryte czerwienią miedziową zostały wykonane już w epoce Tang w piecach Changsha to technika wykonywania dekoracji podszkliwnej w tym kolorze została opanowana dopiero w czasach dynastii Yuan. Była ona zasadniczo taka sama jak technika dekoracji w podszkliwnym błękicie – w obu przypadkach glina jest malowana barwiącym tlenkiem (odpowiednio kobaltu i miedzi) i przed wypaleniem pokrywana przezroczystym szkliwem. By uzyskać kolor czerwony tlenek miedzi wymaga jednak wyjątkowo stabilnej atmosfery wypalania i znamy niewiele udanych naczyń pochodzących z epoki Yuan. Dzban należący do skarbu odnalezionego w pobliżu Baoding (zobacz ilustracja) pokazuje eksperymentatorski charakter ówczesnej ceramiki, bowiem podszkliwna czerwień została tu użyta wspólnie z podszkliwnym błękitem, zaś część powierzchni naczynia została wycięta i wypełniona kwiatową dekoracją reliefową o kolorze niebieskim, z czerwonymi podkreśleniami.
Celadony z Longquan były niezwykle popularne w epoce Yuan, jednak zniknęło lśniące jak żad szkliwo znane z czasów epoki Song i jakość została poświęcona na rzecz ilości. Dekoracja miała najczęściej charakter reliefowy i była wykonywana ręcznie lub w postaci odlewu. Z tego okresu pochodzą tzw. „nakrapiane celadony” (jap. tobi seiji), charakteryzujące się żelaznymi cętkami (zobacz ilustracja). W połowie XIV wieku jakość wyrobów z Longquan uległa obniżeniu, prawdopodobnie w wyniku konkurencji z Jingdezhen.

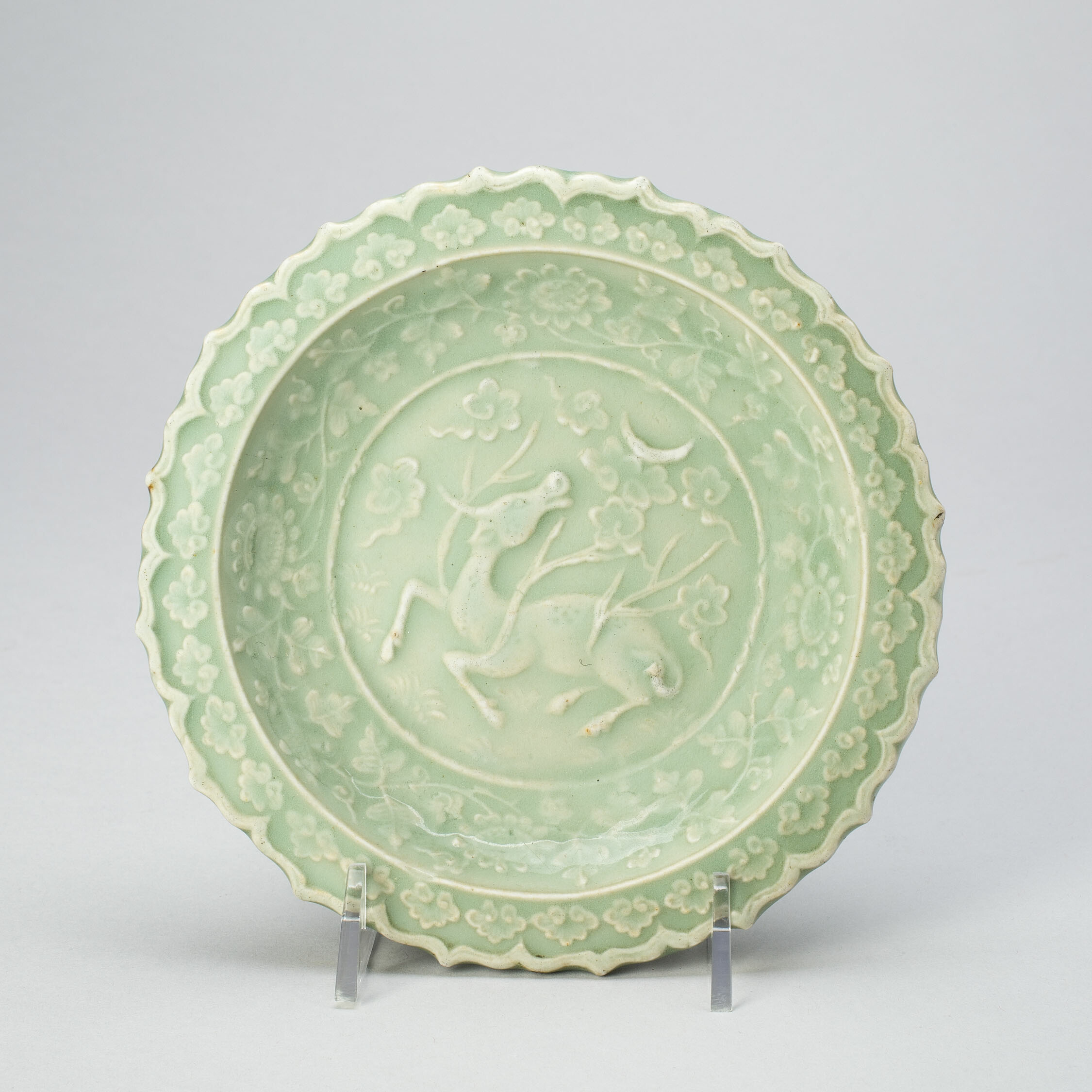
Talerz z jednorożcem (Xiniu) zapatrzonym w półksiężyc. Longquan, koniec XIII wieku. Art Institute of Chicago
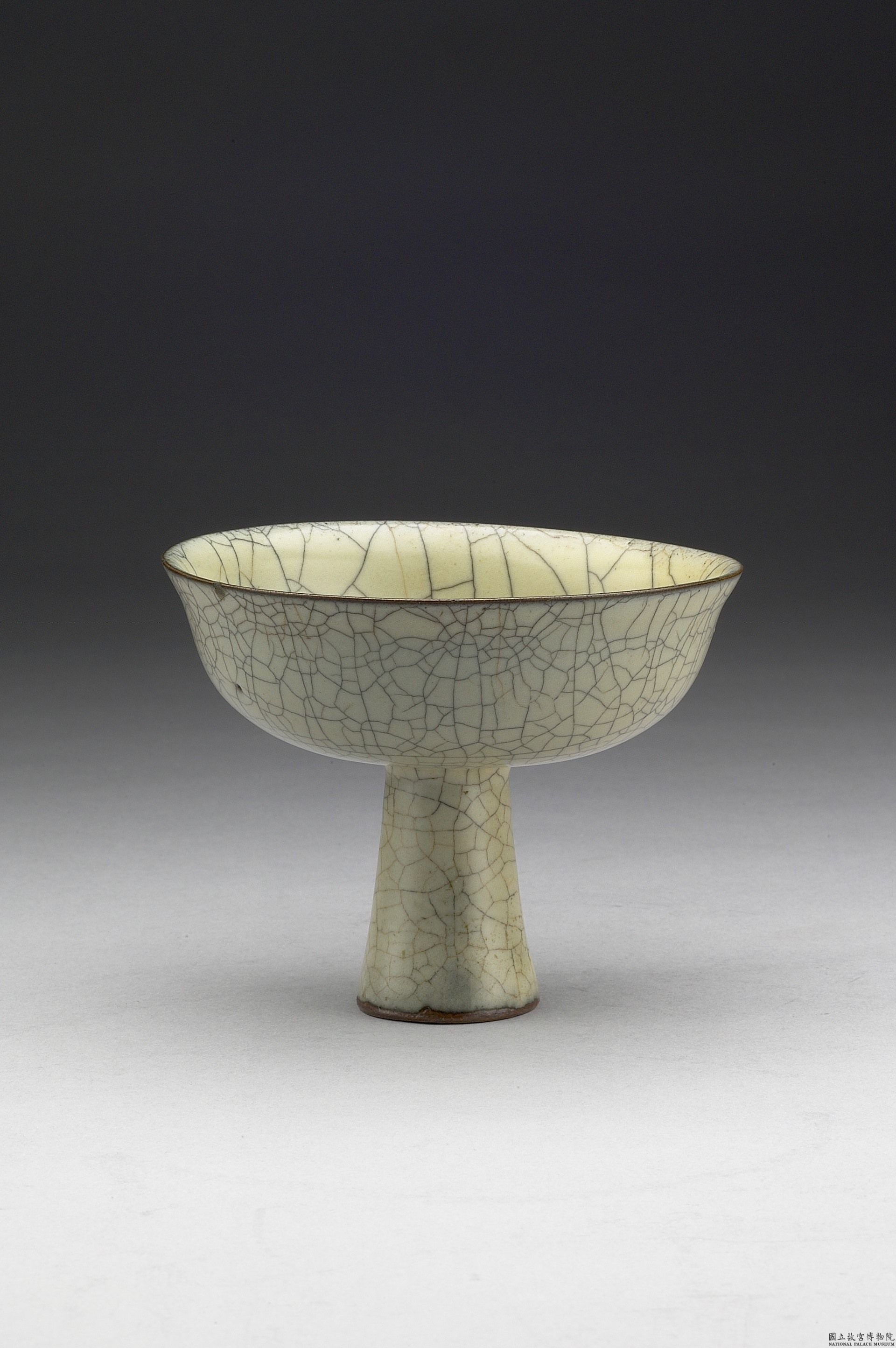
Misa na nóżce ze szkliwem pokrytym siatką krakelur. Ceramika Ge. XIV wiek. Narodowe Muzeum Pałacowe
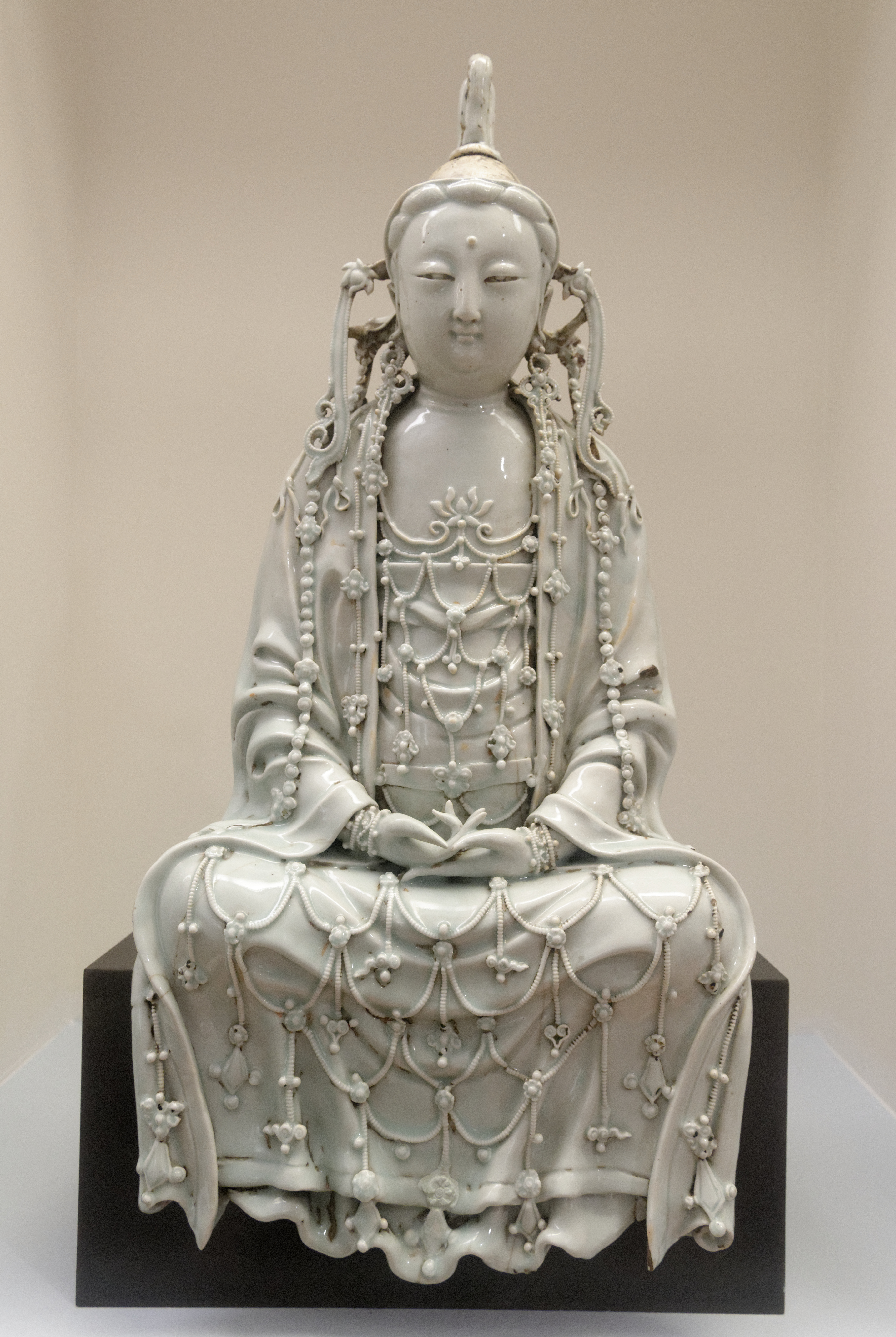
Figura Guanyin. Jingdezhen, Ceramika Qingbai. Dynastia Yuan. Musée Guimet
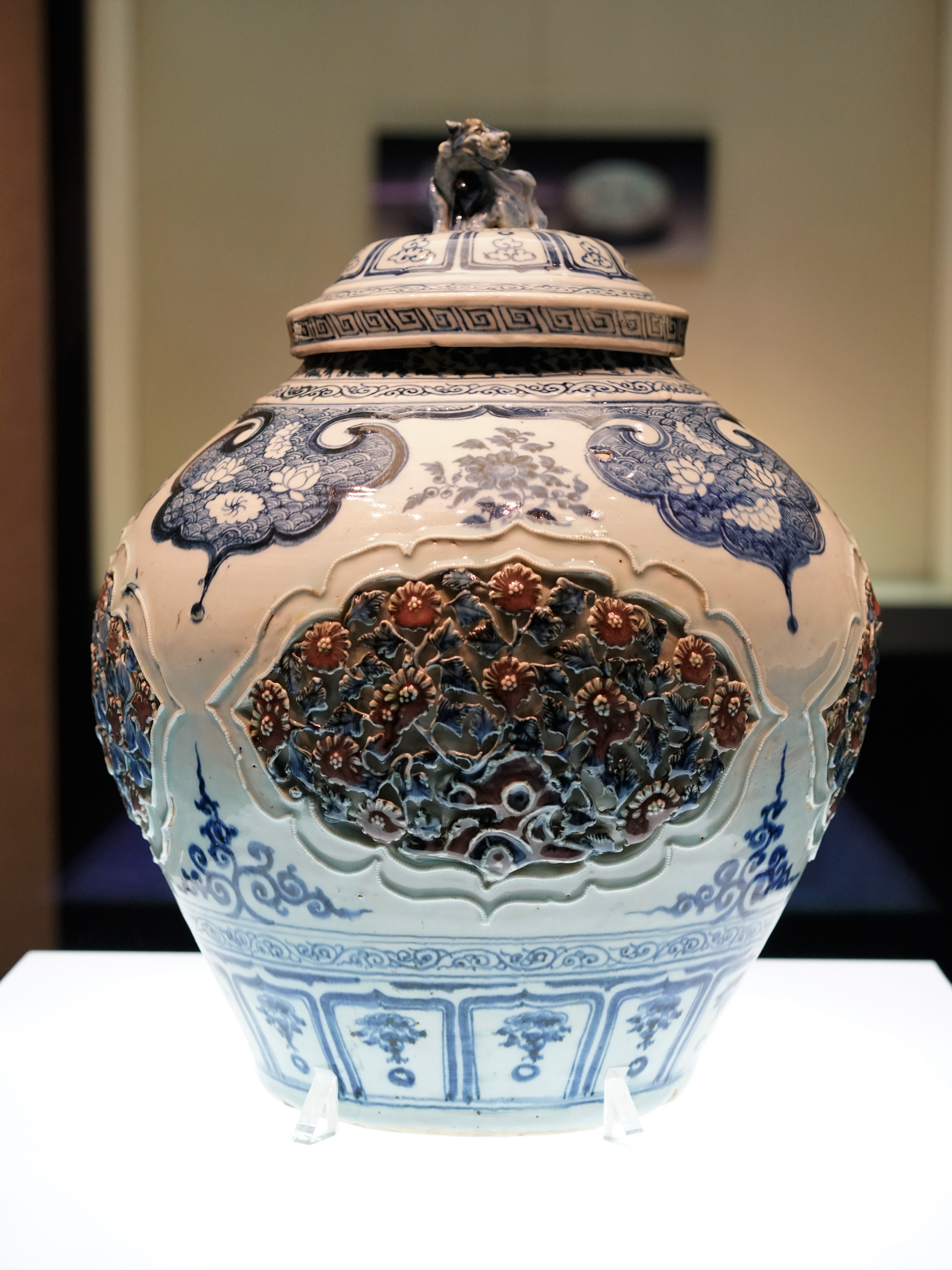
Dzban z nakrywką ze skarbu z Baoding dekorowany podszkliwnym błękitem i czerwienią z wyciętym czerwono–niebieskim ornamentem. Dynastia Yuan. Muzeum Hebei

### Dynastia Ming

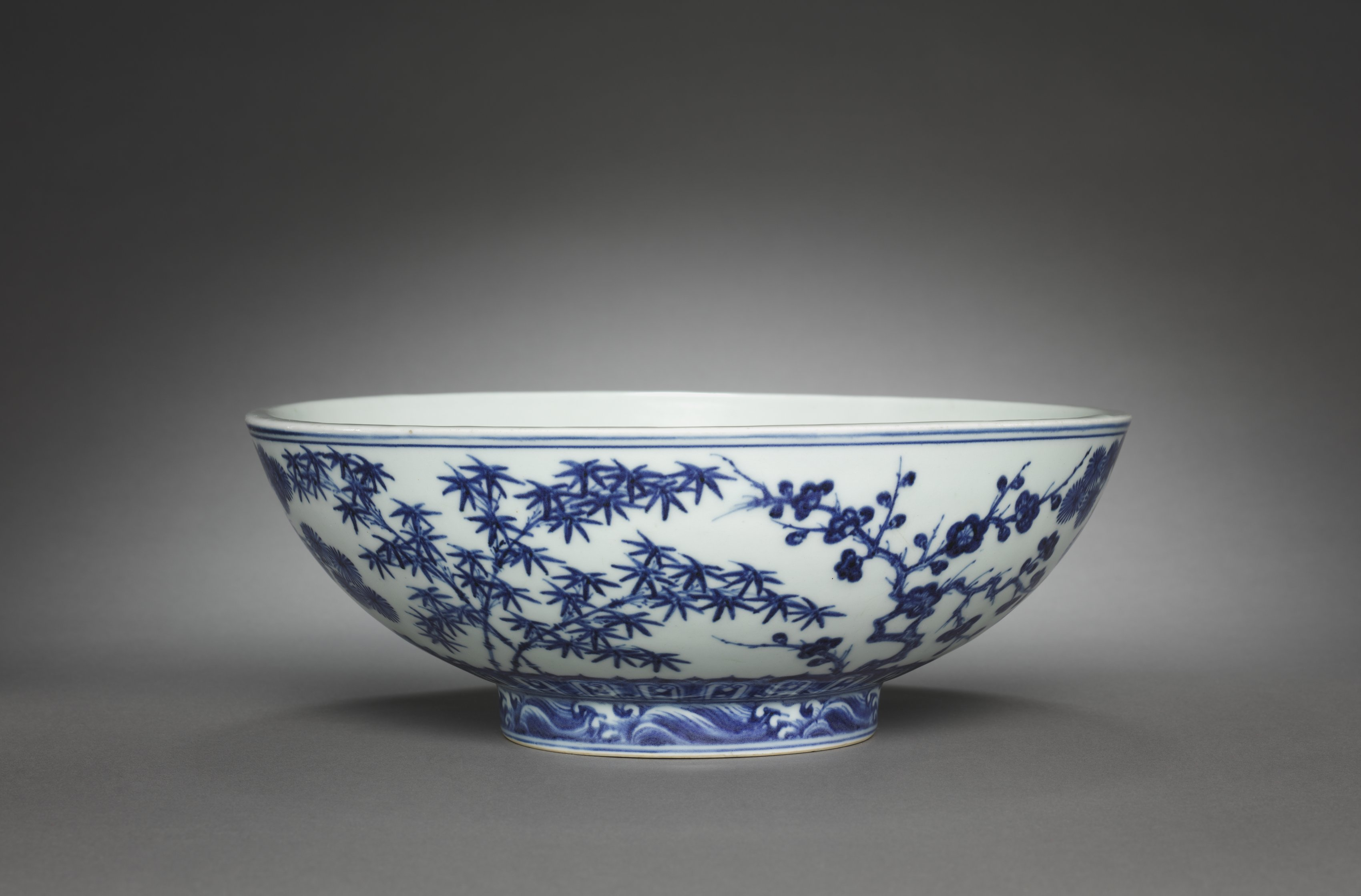
Misa dekorowana motywem „Trzech przyjaciół zimy” – sosną, bambusem i śliwą. Porcelana malowana podszkliwnie. Era Xuande (1426–1435). Cleveland Museum of Art

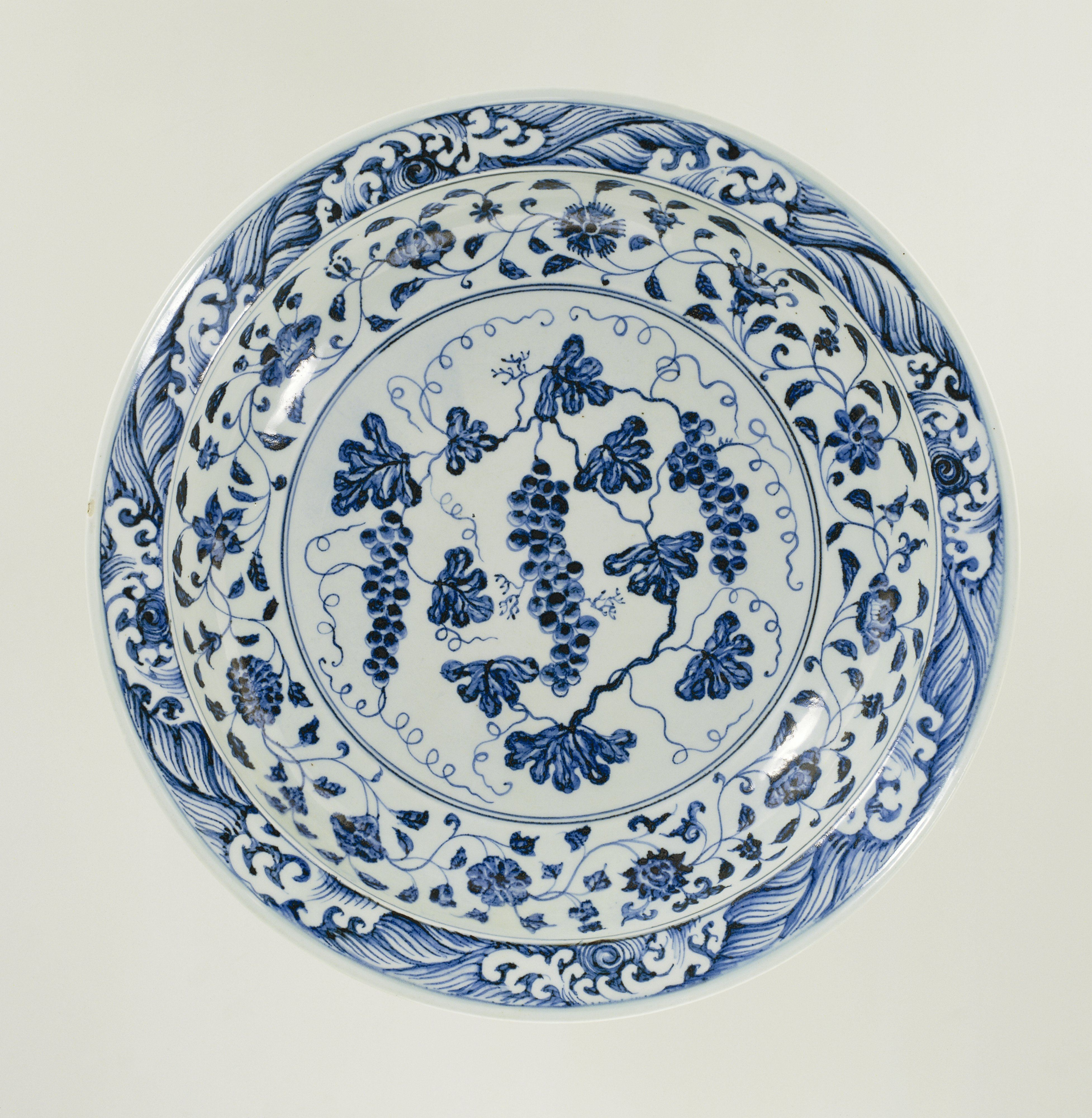
Niebiesko–biały talerz z winoroślą i kwiatami, ok. 1400–1424. Rijksmuseum

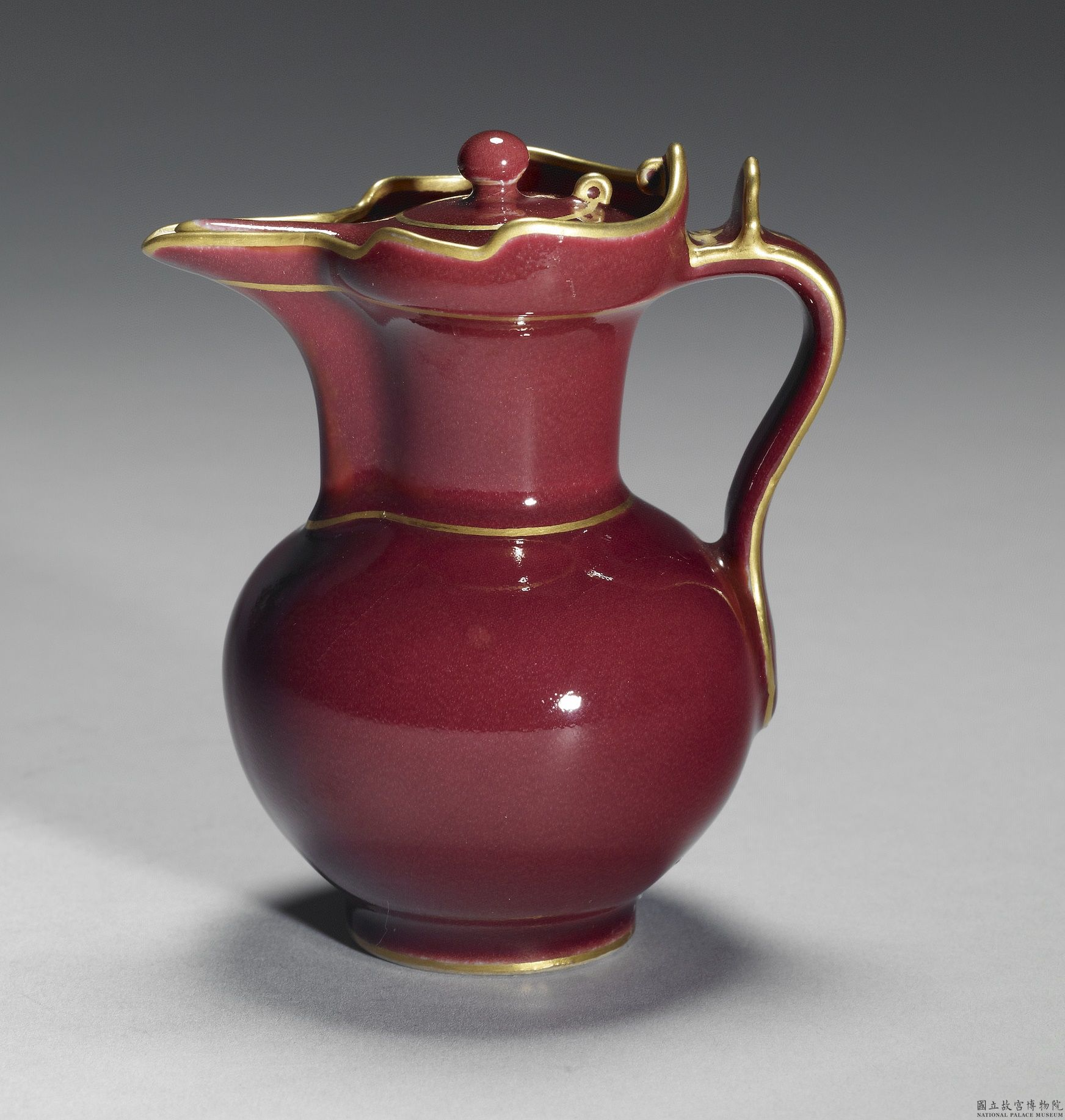
Dzban w kształcie „mnisiego kaptura” (sengmaohu) ze szkliwem w kolorze czerwieni miedziowej. Era Xuande. Narodowe Muzeum Pałacowe

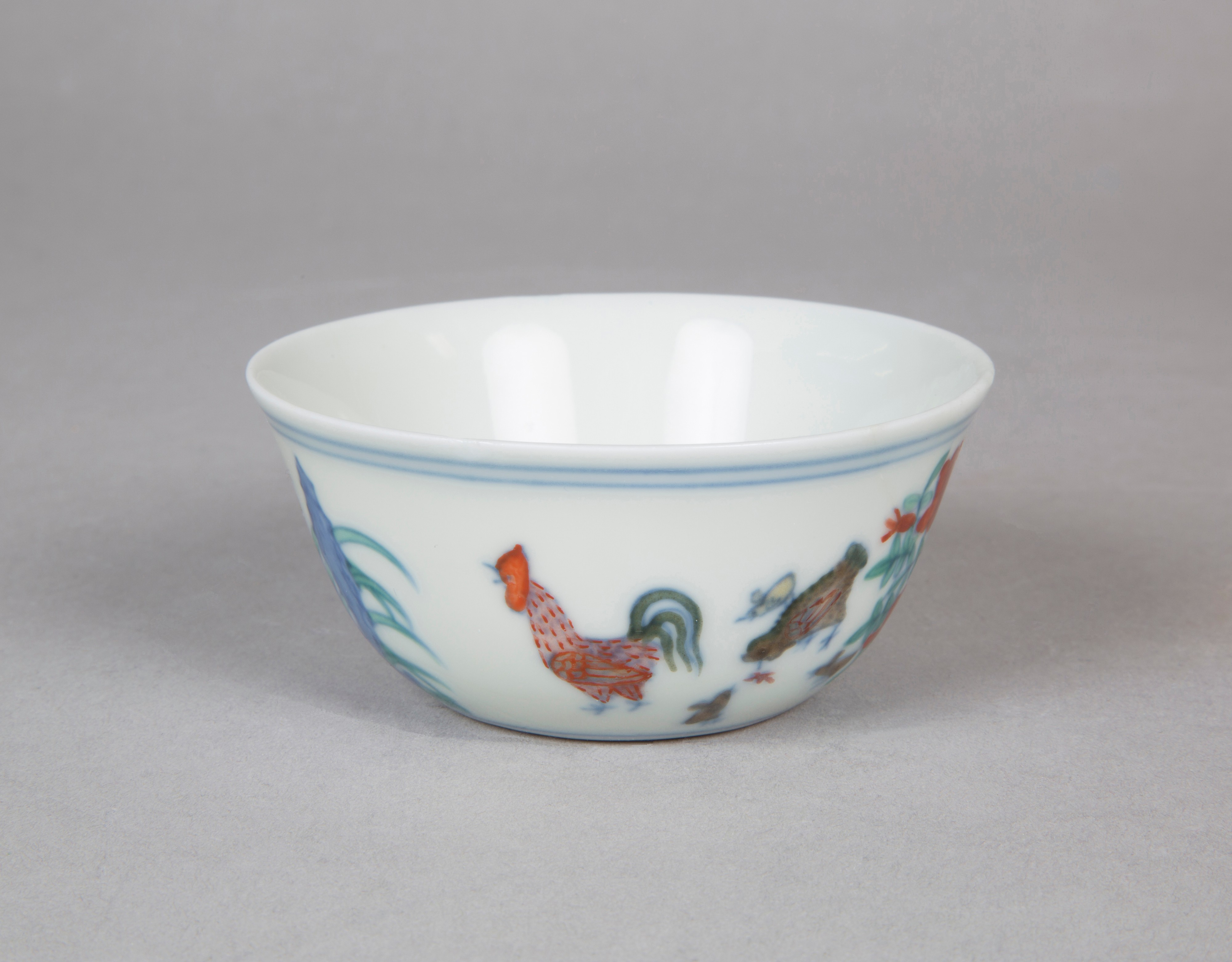
„Kurza czarka” z dekoracją w kolorach doucai. Era Chenghua (1465-1487). Metropolitan Museum of Art

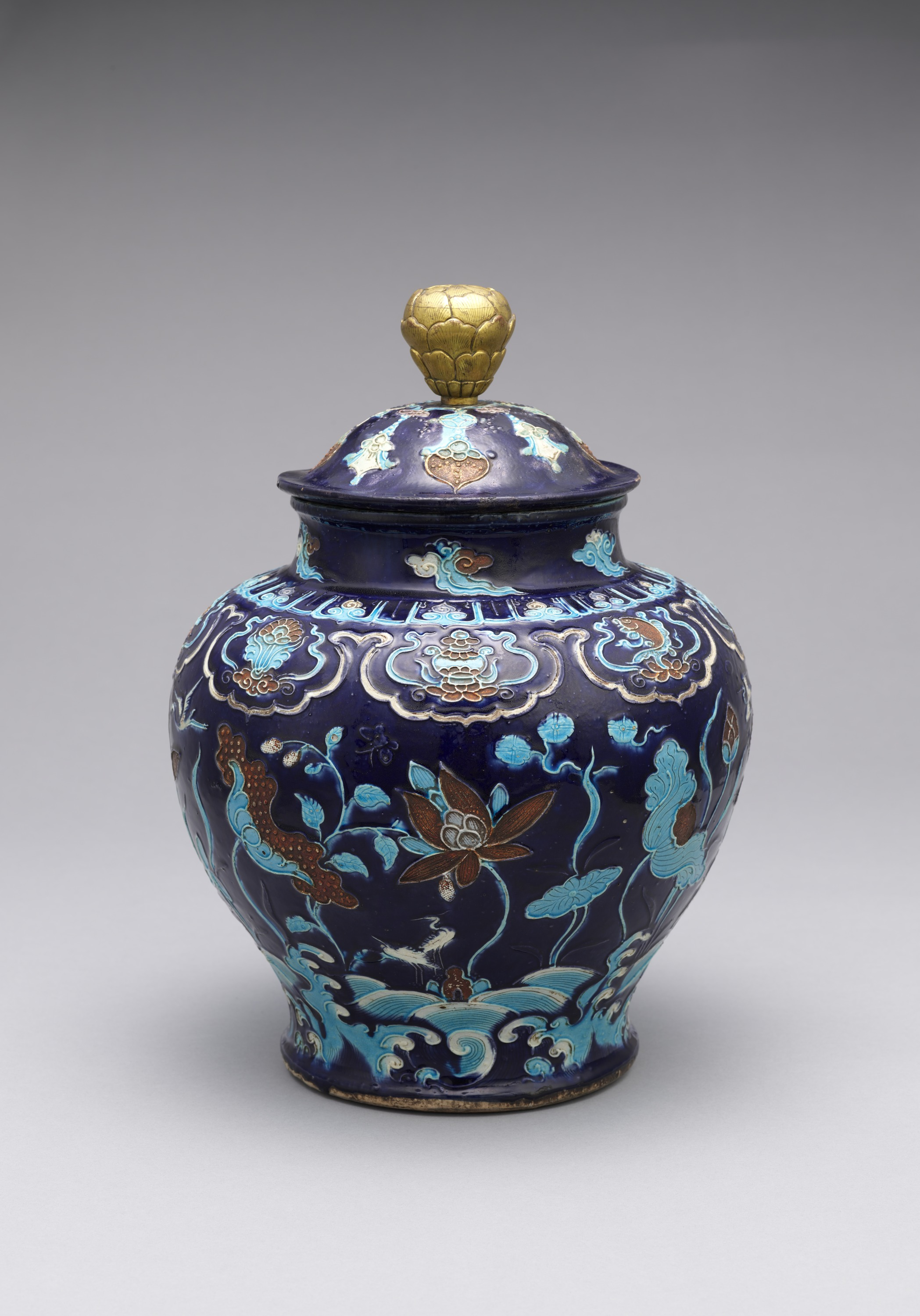
Dzban z pokrywką typu fahua z dekoracją w formie czapli i lotosów. XV–XVI w. Muzeum Narodowe w Kyushu

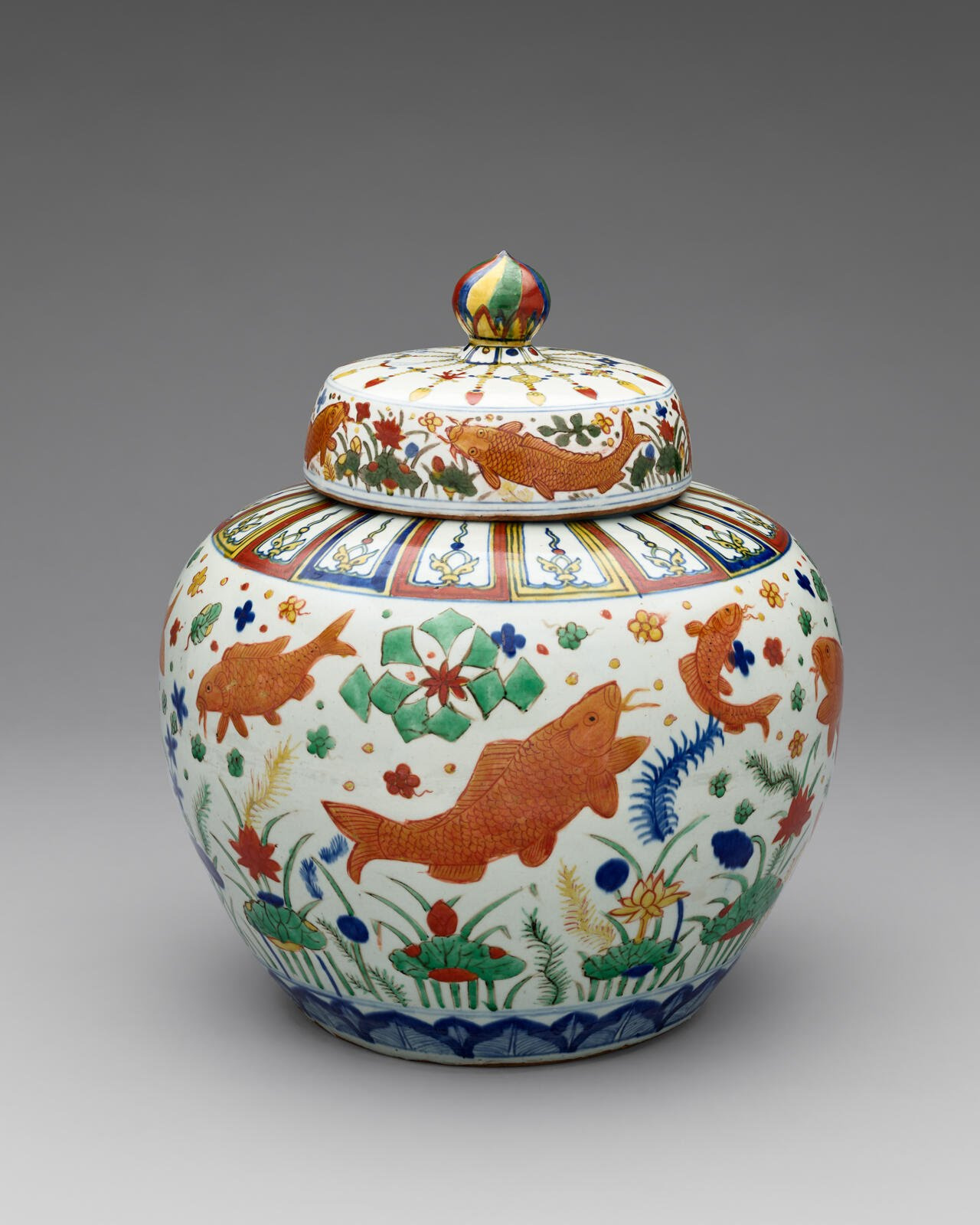
Dzban z pokrywką z dekoracją przestawiającą staw w kolorach wucai. Era Jiajing (1522–1566). Asian Art Museum

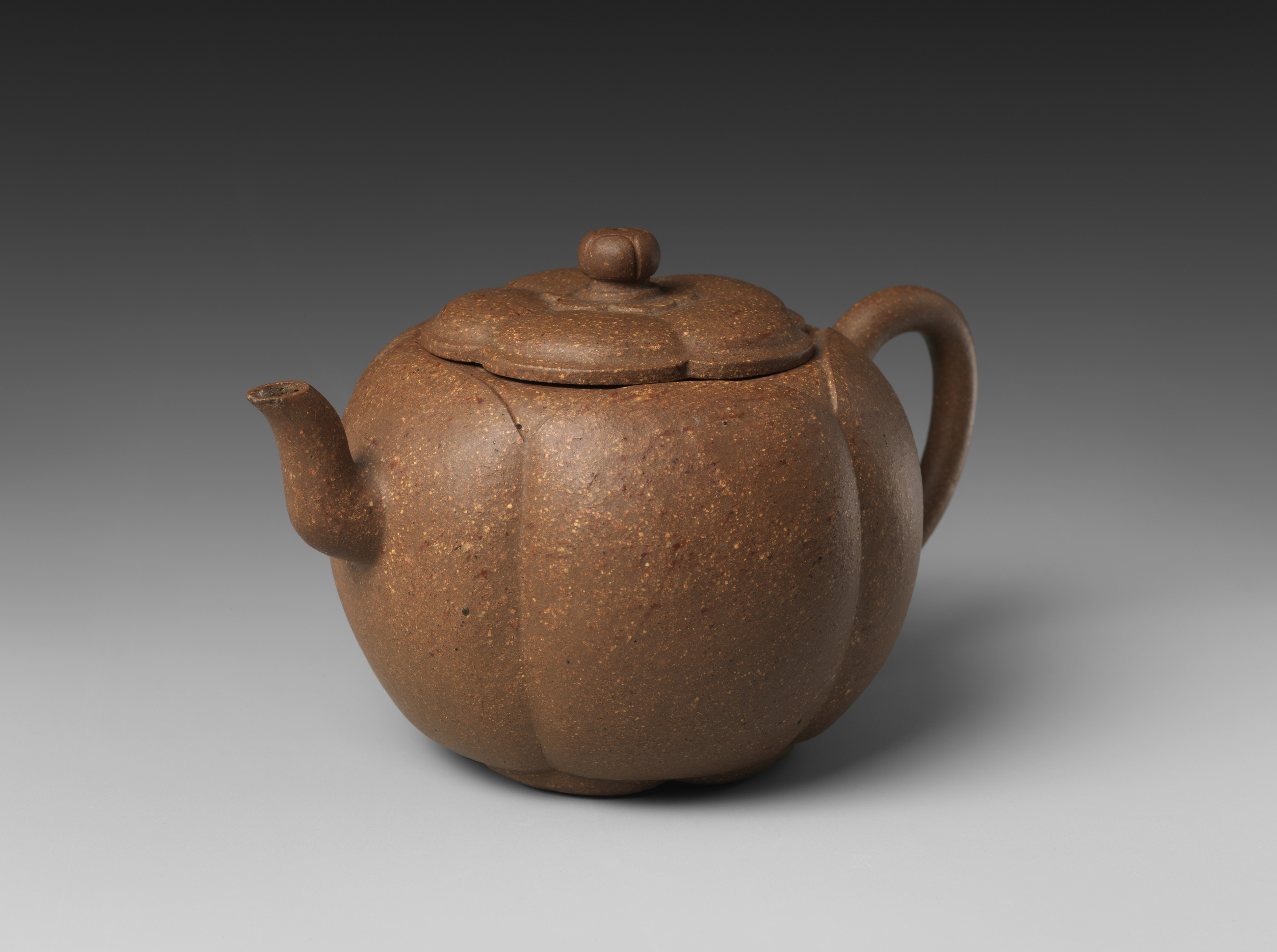
Czajniczek wykonany z kamionki Yixing (zisha) sygnowany przez Shi Dabina. Początek XVII w. Metropolitan Museum of Art

W epoce Ming (1368–1644) doszło do koncentracji produkcji w cesarskich piecach w Jingdezhen, skąd pochodzi prawie cała ważniejsza późniejsza porcelana. Jednocześnie produkcja różnego typu celadonów, przez tak długi czas stanowiąca centralny element chińskiej tradycji ceramicznej, w obliczu konkurencji z wyrobami z Jingdezhen w XV wieku szybko podupadła. Wśród późniejszych niskiej jakości celadonów można zauważyć próby naśladowania dekoracji niebiesko–białej porcelany. Wraz z nadejściem XVII wieku produkcja celadonów znajdowała się w głębokim upadku. W tym okresie pojawiła się tendencja do pokrywania wzorem całej powierzchni i stopniowo zrezygnowano z wytwarzania naczyń typu songowskiego, które opierały się tylko na pięknie glazury. Na plan dalszy zeszły też wyroby z dekoracją reliefową.
Po upadku Mongołów restrykcje handlowe nałożone przez cesarza Hongwu (1368–1398) spowodowały braki tlenku kobaltu zaś produkujące dotychczas głównie na eksport Jingdezhen musiało zaadaptować się do gustów lokalnych. Z powodu tylko częściowego wypalenia oraz kiepskich metod oczyszczania błękit kobaltowy na naczyniach z tego okresu jest szarawy i podobny kolor często przybiera również czerwień miedziowa, czasami wręcz znikająca w miejscach ulatniania się. Przejście z epoki Yuan do Ming w piecach Jingdezhen dokonało się w pełni za cesarza Yongle (1403–1424), kiedy niebiesko–biała porcelana, powstająca w warunkach pełnego dostępu do pochodzącego z importu tlenku kobaltu, osiągnęła dojrzałość. To również na okres rządów Yongle datuje się początek zwyczaju opatrywania porcelany znakami wskazującymi na erę jej powstania.
Jeszcze w 1388 podręcznik dla kolekcjonerów Gegu Yaolun opisywał niebiesko–białą porcelanę (wraz z pięciokolorową wucai) jako „niezwykle wulgarną”. Jednak po wznowieniu kontaktów handlowych z krajami zamorskimi w erze Yongle jej produkcja dynamicznie się rozwijała, zaś za panowania Xuande po raz pierwszy niebiesko-białą porcelaną zainteresował się cesarski dwór i złożono duże zamówienia na potrzeby pałacu. Era Xuande, ze swoją wyrafinowaną dekoracją, często mającą źródło w tradycyjnym malarstwie, jest uważana za apogeum rozwoju niebiesko-białej porcelany. Po okresie tzw. ceramicznego interregnum, kiedy przez około trzydzieści lat piece w Jingdezhen były znacznie mniej aktywne, ówczesny styl był kontynuowany w erze Chenghua (1465–1487). Za panowania Zhengde (1506–1521) pojawił się znaczny popyt pośród muzułmańskich eunuchów na tzw. „wyroby muzułmańskie”, zawierające inskrypcje w językach perskim lub arabskim. Naczynia z czasów panowania cesarzy Jiajinga (1522–1566) i Wanli (1573–1620) wyróżniają się odejściem od dawnej dekoracji kwiatowej na rzecz scen o charakterze bardziej naturalistycznym (zobacz ilustracja misy ze sceną przedstawiającą bawiące się dzieci). Czasy Wanli to okres pogarszania się jakości ówczesnej porcelany, co wiąże się ze schyłkiem dynastii jako takiej. Najciekawsze naczynia pochodzą z pieców prywatnych, produkujących z reguły na eksport. To wówczas powstaje tzw. ceramika Kraak, charakteryzująca się cienkim i kruchym czerepem, bladym i nierównym zabarwieniem oraz dekoracją podzieloną na odrębne panele ze sceną centralną w środku. Forma i dekoracja tych naczyń naśladuje ceramikę z Azji Południowo-Wschodniej, chociaż zaczyna być modyfikowana zgodnie z gustami nabywców europejskich. Panowanie Tianqi (1621–1627) zaznaczyło się kruchą i gruboziarnistą niebiesko–białą porcelaną, znaną w Japonii jako tenkei, zaś oznakowane naczynia z czasów Chongzhena (1627–1644) są rzadkie i kiepskiej jakości.
Monochromatyczna porcelana epoki Ming może być podzielona na dwie grupy, zależnie od rodzaju szkliwa: wypalane w wysokiej temperaturze białe, niebieskie, czerwone i o całej palecie brązów uzyskiwanych z tlenku żelaza oraz wypalane w niskiej temperaturze emalie stosowane albo wprost na biskwit albo naszkliwnie, obejmujące żelazną żółć, miedziową zieleń i turkusowy, żelazny czerwony i manganowy purpurowy. Najwcześniej powstała biała ceramika tego rodzaju, przy czym czerep pewnego rodzaju czarek z ery Yongle był cienki niczym skorupka jajka, tak że nazwano go niematerialnym (totai). Z kolei głębokie misy innego rodzaju posiadały tzw. skrytą (anhua) dekorację, wykonywaną za pomocą igły, widoczną jedynie w dobrym świetle. Czerwień miedziowa, trudna do uzyskania, była bardzo ceniona w epoce Ming. Naczynia z tym szkliwem osiągnęły swój szczyt w erze Xuande (zobacz ilustracja dzbana o kształcie „mnisiego kaptura”), zaś przestano je produkować za czasów Zhengde, kiedy kolor utracił pierwotną żywość. W erze Jiajing wprowadzono czerwień żelazną, być może w celu zastąpienia czerwieni miedziowej. Dwór faworyzował również uzyskiwaną z tlenku żelaza żółć, która tradycyjnie uznawana była za kolor cesarski. Najwcześniejsze przykłady tak szkliwionych wyrobów pochodzą z okresu panowania Xuande, przy czym naczynia szesnastowieczne, szczególnie te z ery Jiajing, były czasami dekorowane ornamentami kwiatowymi. Miedziowa zieleń była traktowana w sposób podobny do żółci, ale czasami upiększano ją pozłacanymi wzorami kwiatowymi. Ten typ ceramiki był ewidentnie przeznaczony na rynek japoński, gdzie nazywano go kinrande („wytłaczany złotem”) (zobacz ilustracja dzbana na wodę).
Chociaż pierwsze przykłady stosowanych naszkliwnie emalii pojawiły się w Cizhou już w czasach dynastii Jin (zobacz powyżej), to aż do ery Chenghua (1465–1487) rzadko używano pełnej palety dostępnych kolorów. Najdoskonalsze z tych z reguły niewielkich naczyń były wykonywane w technice doucai. Wpośród nich znajdują się tzw. „kurze czarki”, opatrzone dekoracją złożoną z kogutów, kur i kwiatów (zobacz ilustracja). Oprócz tego wykonywano również wyroby pokryte jedynie naszkliwnymi emaliami lub łączące ze sobą podszkliwny błękit z naszkliwną żelazną czerwienią. Z ery Xuande (1426–1435) pochodzą pierwsze naczynia typu wucai („pięciokolorowe”, czyli polichromowane), charakteryzujące się szerszą paletą barw, obejmującą czerwień, żółć, zieleń, turkus i bakłażanowy błękit (aubergine). Dekoracja wucai była często dosyć rozbudowana – w XVI wieku naczynia zaczęto opatrywać scenami z popularnych dramatów, zaś z początkiem XVII wieku naczynia przeznaczone na rynek japoński dekorowano za pomocą bardzo udanych obrazów przedstawiających popularne motywy, takie jak uczeni wsiadający do łodzi, krajobrazy czy buddyjscy luohani. Technika aplikowania wielokolorowych szkliw wprost na biskwit wywodzi się z tradycji ceramicznej epoki Tang. W epoce Ming była stosowana w tzw. ceramice fahua, która prawdopodobnie ma swój początek w kamionkowych naczyniach wytwarzanych w Junzhou w Henanie. Tę technikę udoskonalono w Jingdezhen i zastosowano ją do porcelany, przy czym dominowały kolory turkusowy, ciemnoniebieski i bakłażanowy (aubergine). Dekoracja była tworzona przez nakładanie warstw gliny na ciało i wycinanie detali, przy czym po wypaleniu nieszkliwionego ciała wzór był malowany na obrzeżach poszczególnych motywów, co pozwalało utrzymać odrębność poszczególnych kolorów podczas kolejnego wypalenia. Najlepsze naczynia zostały wykonane w XV wieku, przy czym dekoracja obejmuje ptaki na gałęziach, pawie w ogrodach, lwy chińskie, zaś nieco później również taoistów pośród krajobrazu.
Poza Jingdezhen ważniejsze ośrodki produkcji porcelany znajdowały się w prowincji Fujian, skąd pochodziła m.in. tzw. ceramika Swatow, nazywana tak od portu (dzis. Shantou) skąd masowo wysyłano ją na eksport do Azji Południowo-Wschodniej. Była ona raczej pośledniej jakości, ale część wyrobów charakteryzuje się oryginalną dekoracją, zawierającą również cudzoziemskie motywy, takie jak europejskie statki, którą pomimo braku wyszukania cechuje artystyczna swoboda i niewątpliwy urok. Innym centrum ceramicznym Fujian, korzystającym z dogodnego dostępu do jego portów, było Dehua, gdzie produkowano białą porcelanę (franc. Blanc de Chine). Tutejsze piece były aktywne już pod koniec Południowej dynastii Song (1127–1279), ale ich produkty stały się znane z wysokiej jakości dopiero w XVI wieku. Porcelana Dehua miała piękną biel, od kremowobiałej do kredowobiałej, była najwyższej jakości i silnie przeświecająca. Współcześnie jej sława opiera się głównie na świetnie modelowanych statuetkach lub figurkach, przedstawiających rodzime bóstwa i bohaterów, takich jak Guanyin (zobacz ilustracja) albo Guandi.
Na ostatnie stulecie dynastii Ming przypada również rozkwit produkcji kamionkowych naczyń w Yixing w prowincji Jiangsu. Purpurowo–czerwona kamionka była wytwarzana w Yixing już w czasach dynastii Song, ale zaczyna być dobrze udokumentowana od połowy XVI wieku. To wtedy pojawiają się pierwsze wzmianki o indywidualnych ceramikach, którzy zaadaptowali praktykę sygnowania swoich wyrobów, co stało się cechą wyróżniającą tutejsze naczynia. Najsłynniejszy rodzaj ceramiki z Yixing to czajniczki zisha („fioletowy piasek”) (zobacz ilustracja), nazywane tak ze względu na ich purpurowo–brązowy kolor, wysoce cenione jako naczynia do picia herbaty. W Yixing wytwarzano jednak również szkliwioną ceramikę, z reguły w stylu Jun (stąd nazywaną Yijun).

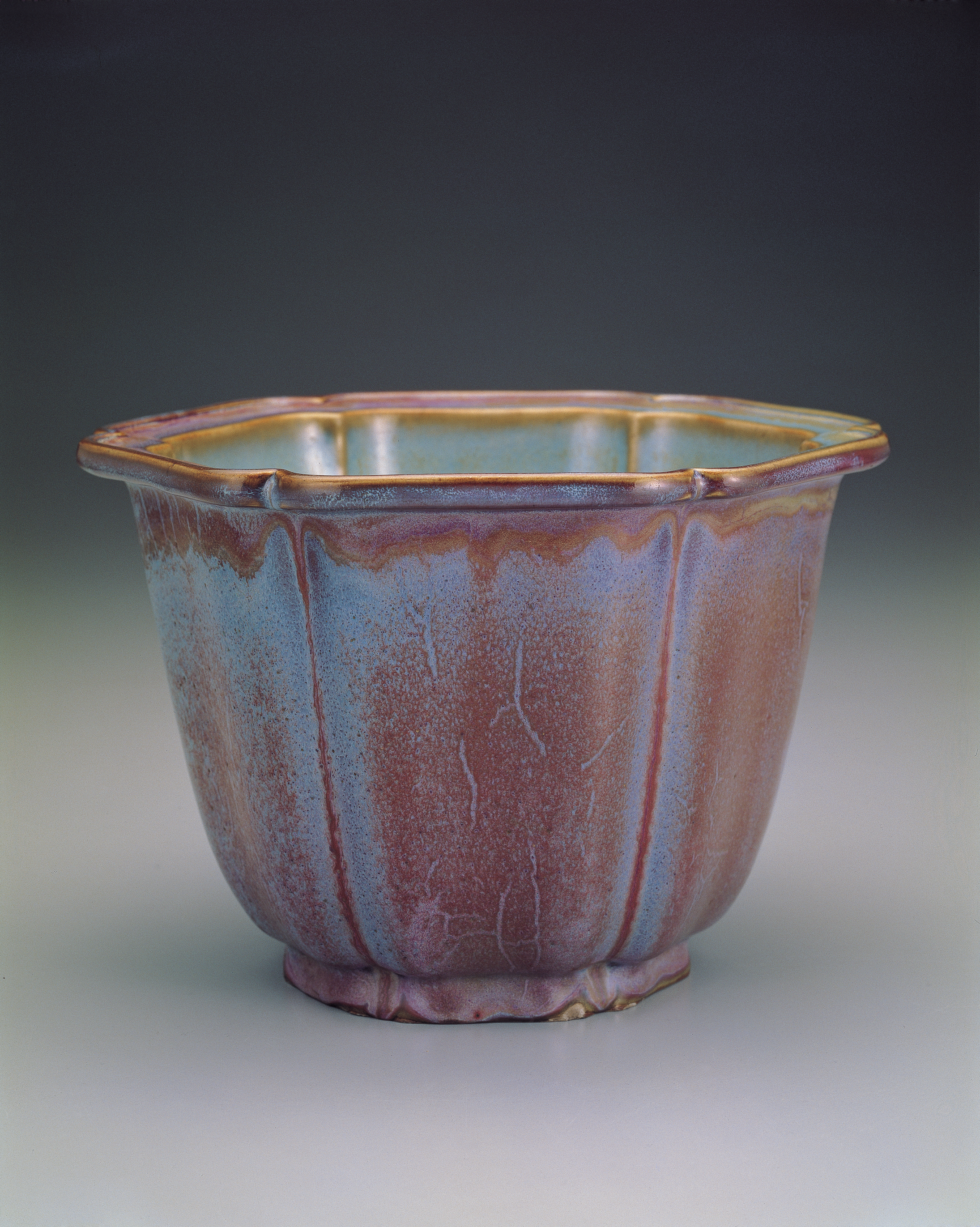
Doniczka ze szkliwem typu Jun. XV wiek. Narodowe Muzeum Pałacowe
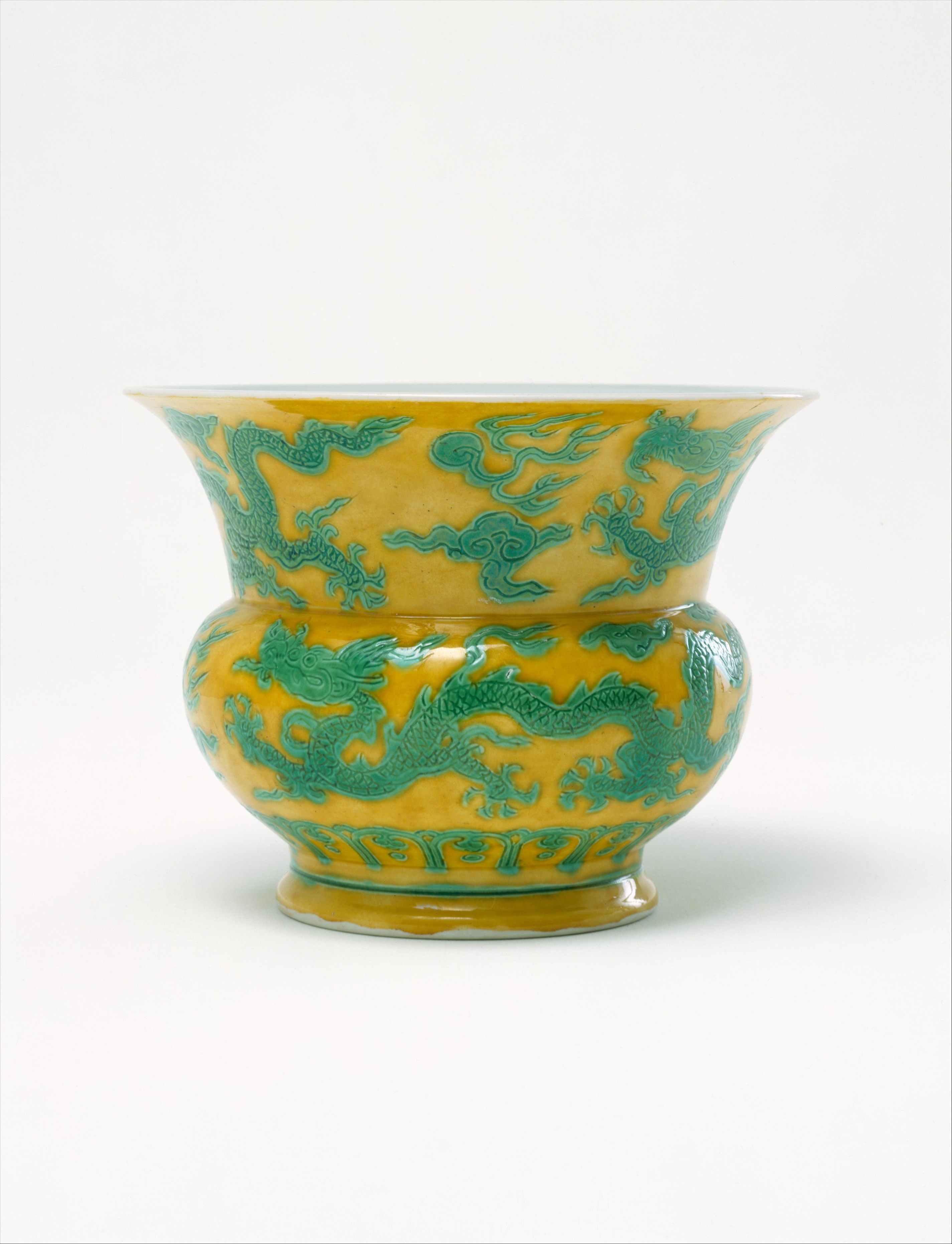
Dzbanuszek pokryty żółtym szkliwem z dekoracją w formie motywu zielonego smoka. Era Zhengde (1506–1521). Metropolitan Museum of Art
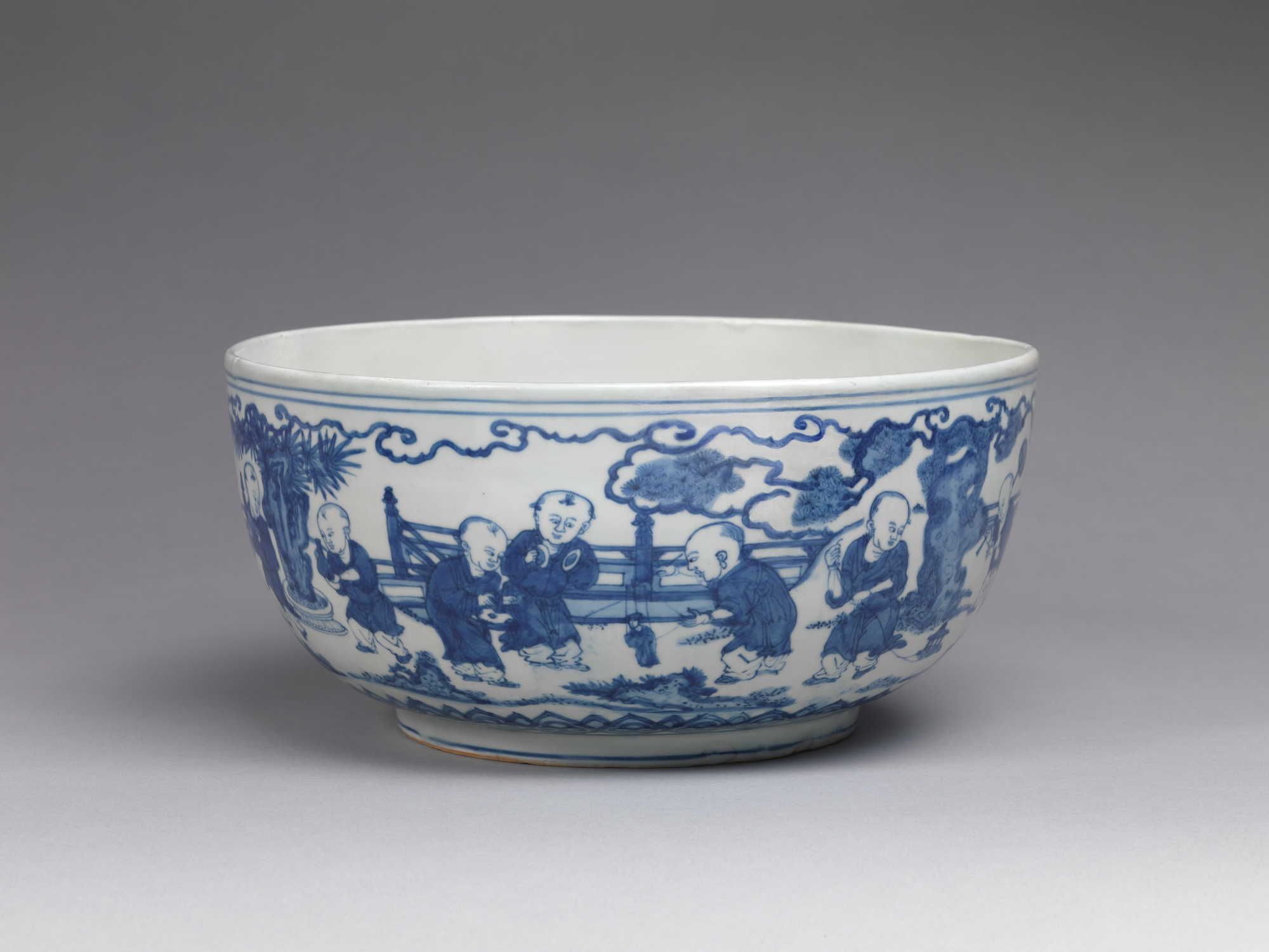
Misa ze sceną przedstawiającą bawiące się dzieci. Porcelana malowana podszkliwnie. Era Jiajing. Metropolitan Museum of Art
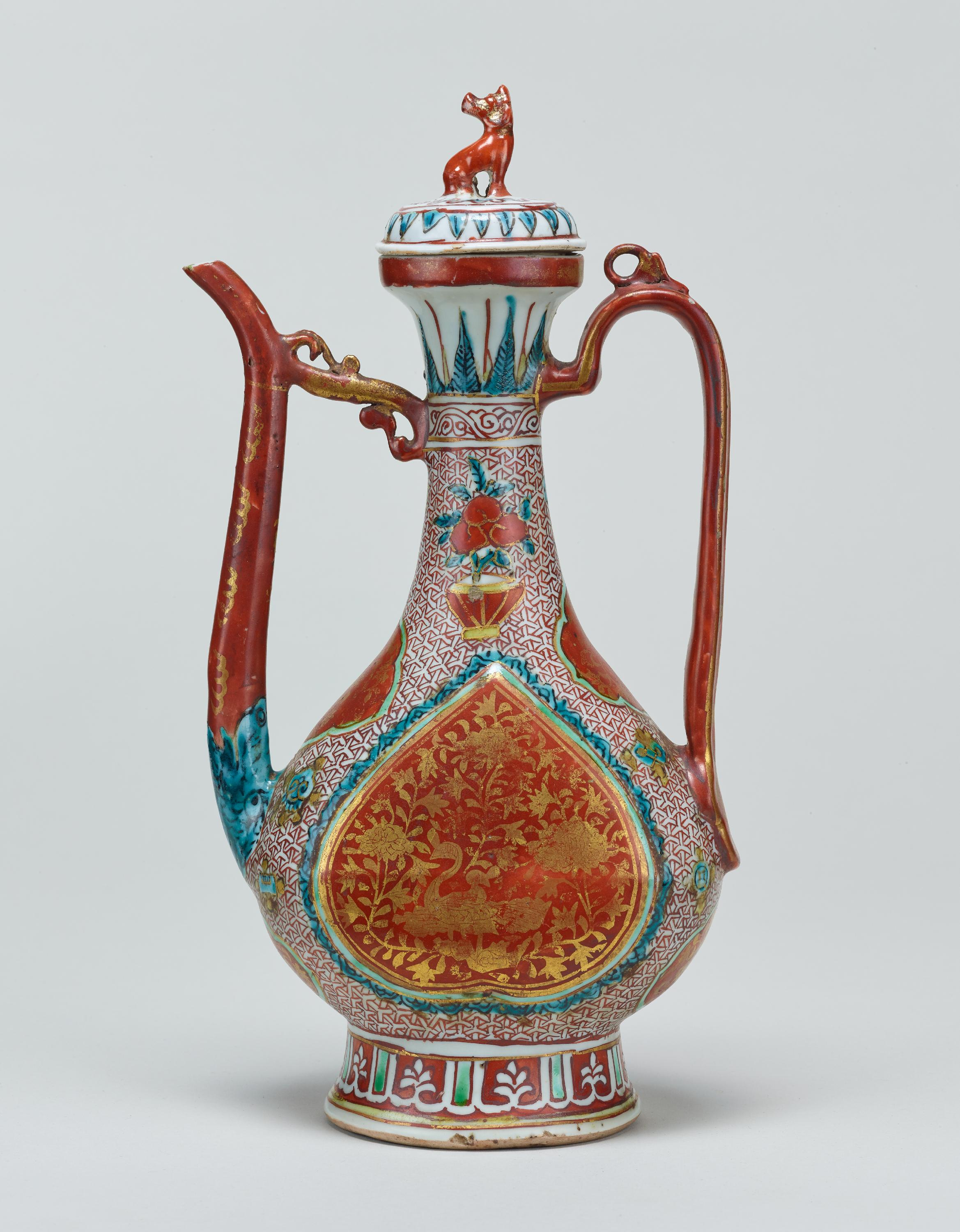
Dzban na wodę w kolorach wucai i wytłaczany złotem (jap. kinrande). Era Jiajing. Muzeum Narodowe w Tokio

### Dynastia Qing

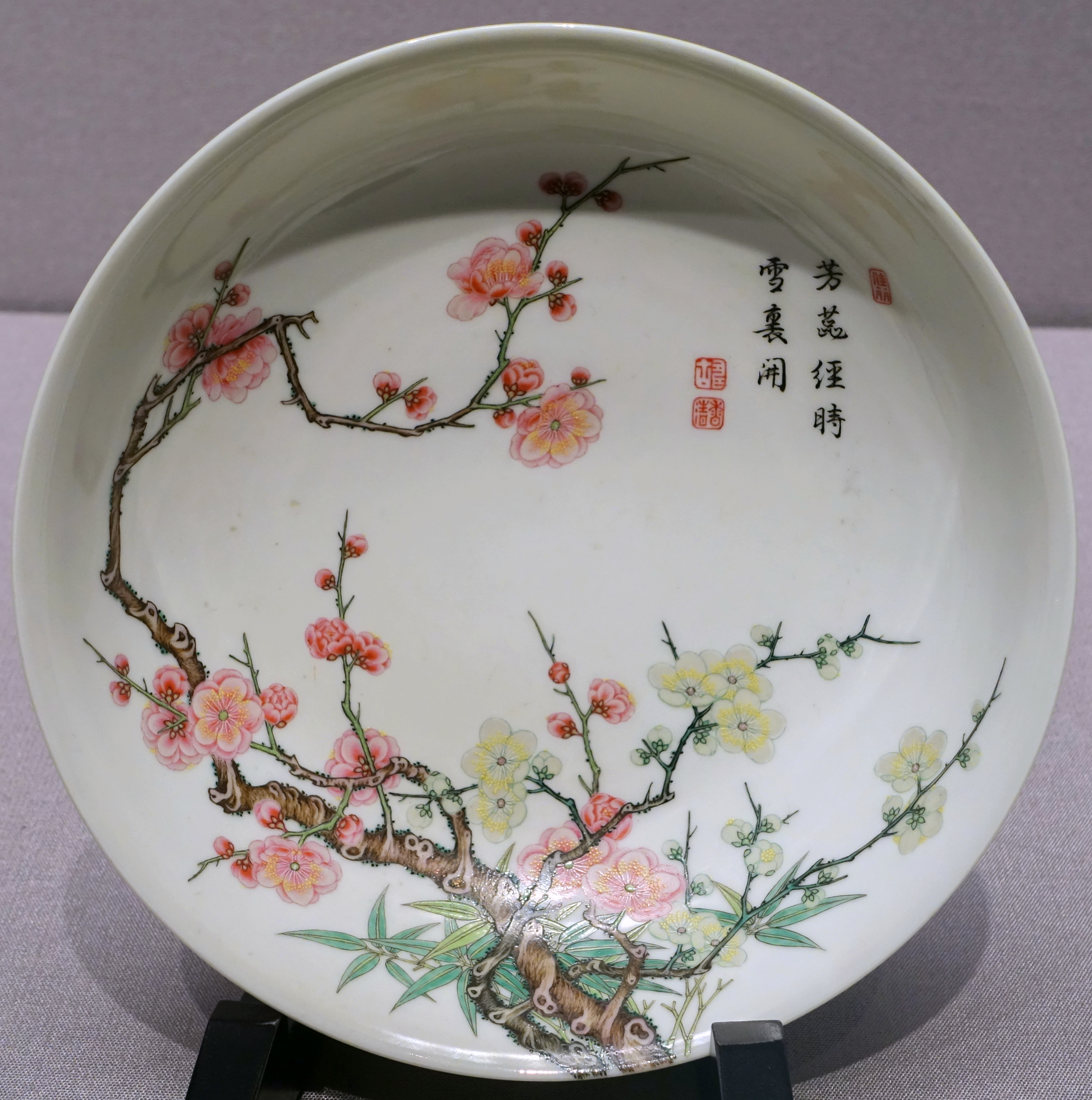
Talerz z obrazem gałęzi śliwy w palecie famille rose. Era Yongzheng (1723–1735). Muzeum Narodowe w Tokio

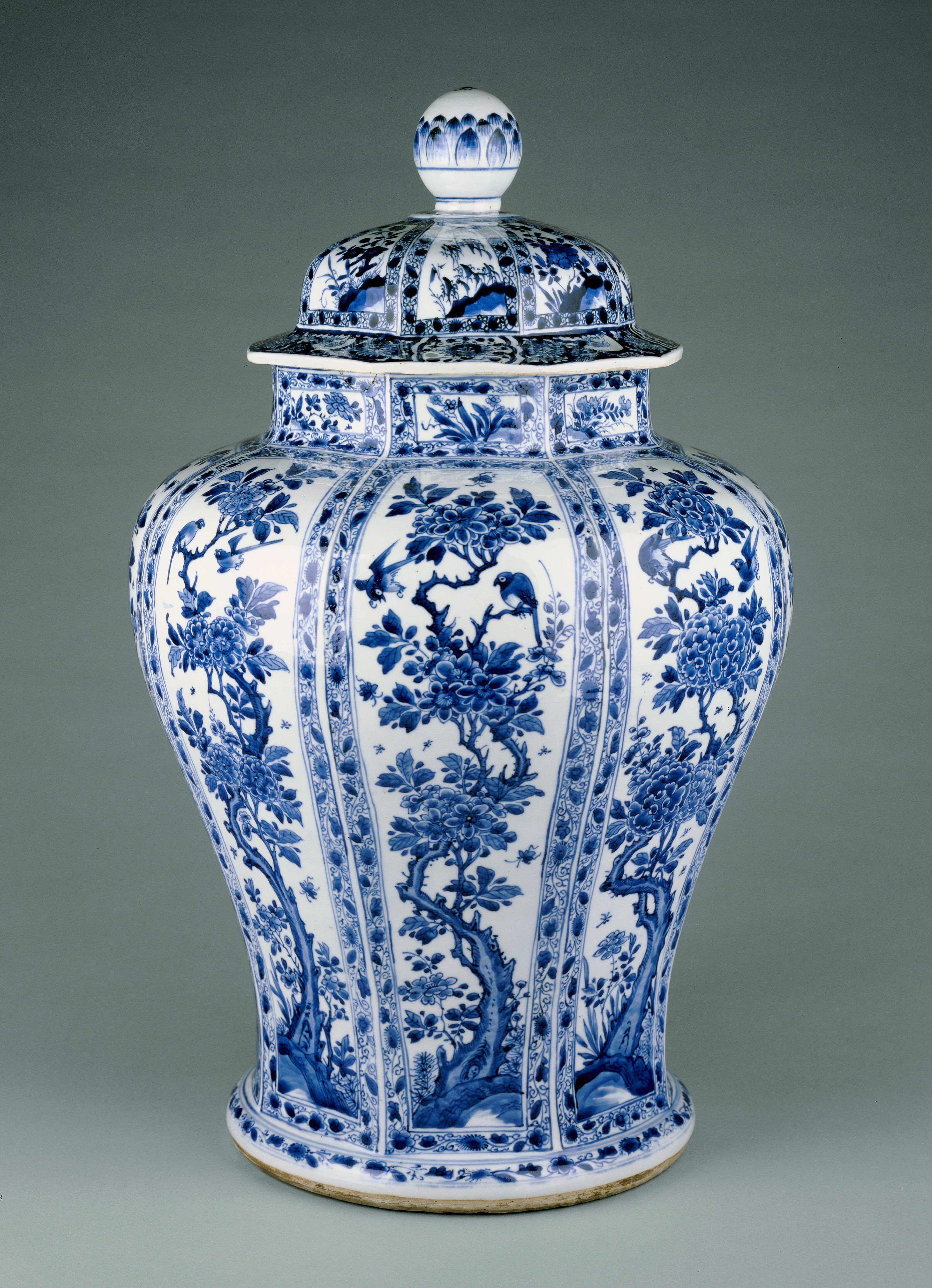
Waza z pokrywką. Era Kangxi (1662–1722). J. Paul Getty Museum

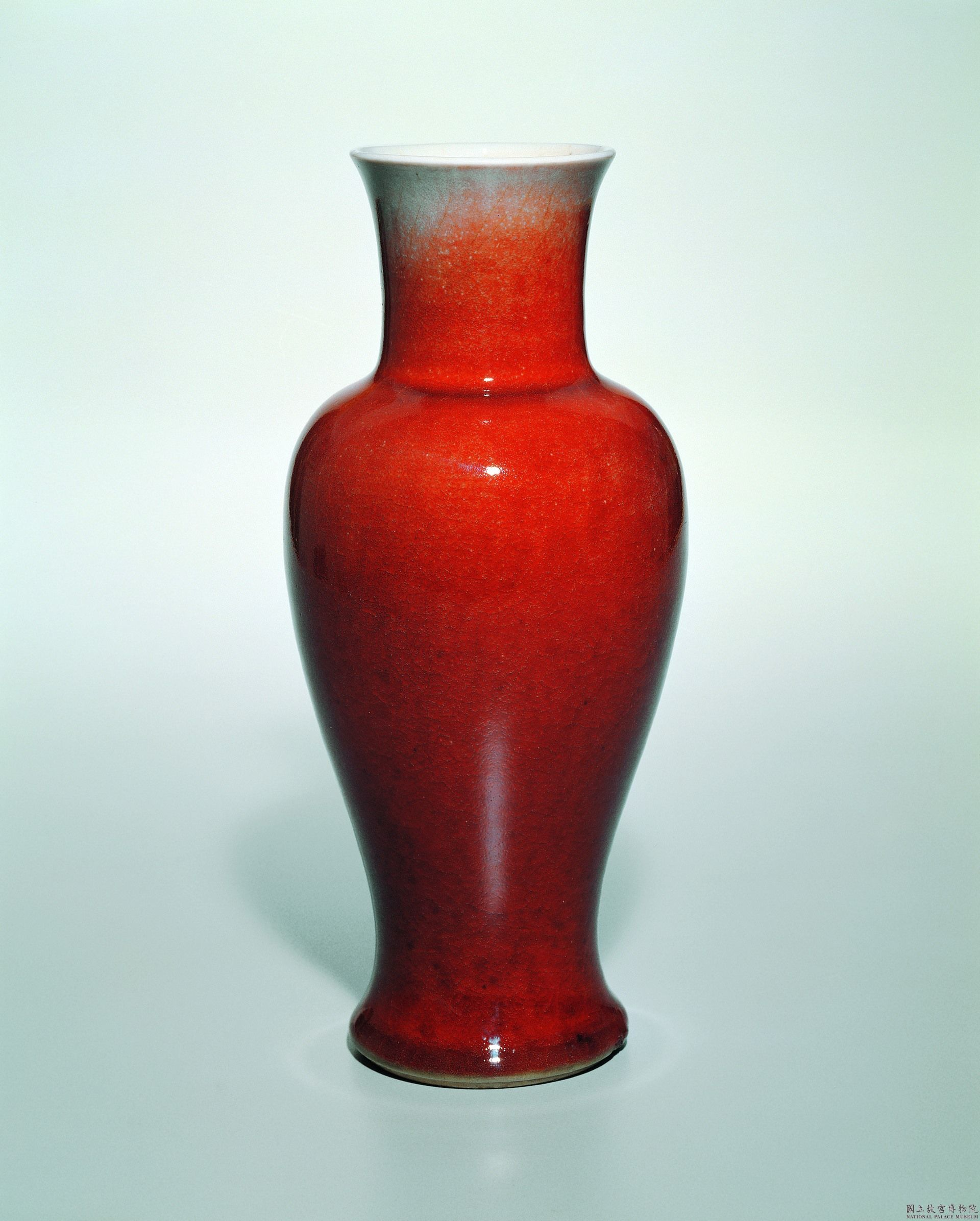
Waza pokryta szkliwem typu Sang de boeuf. Około 1705–1722. Narodowe Muzeum Pałacowe

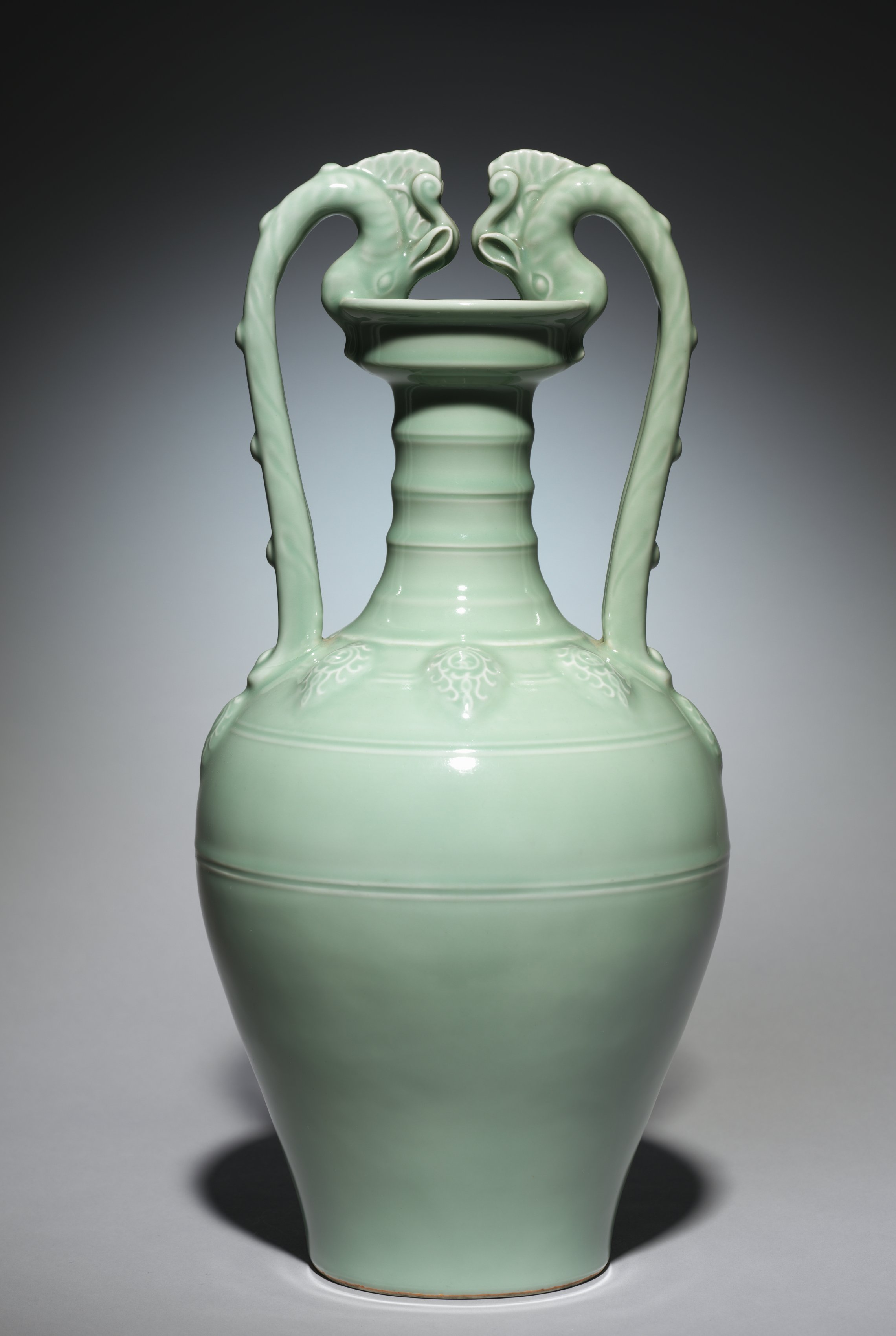
Amfora naśladująca naczynia z epoki Tang (zobacz powyżej) pokryta celadonowym szkliwem. Era Yongzheng. Cleveland Museum of Art

Talerz ze sceną przedstawiającą matkę uczącą dziecko w palecie famille rose, 1743. Narodowe Muzeum Pałacowe

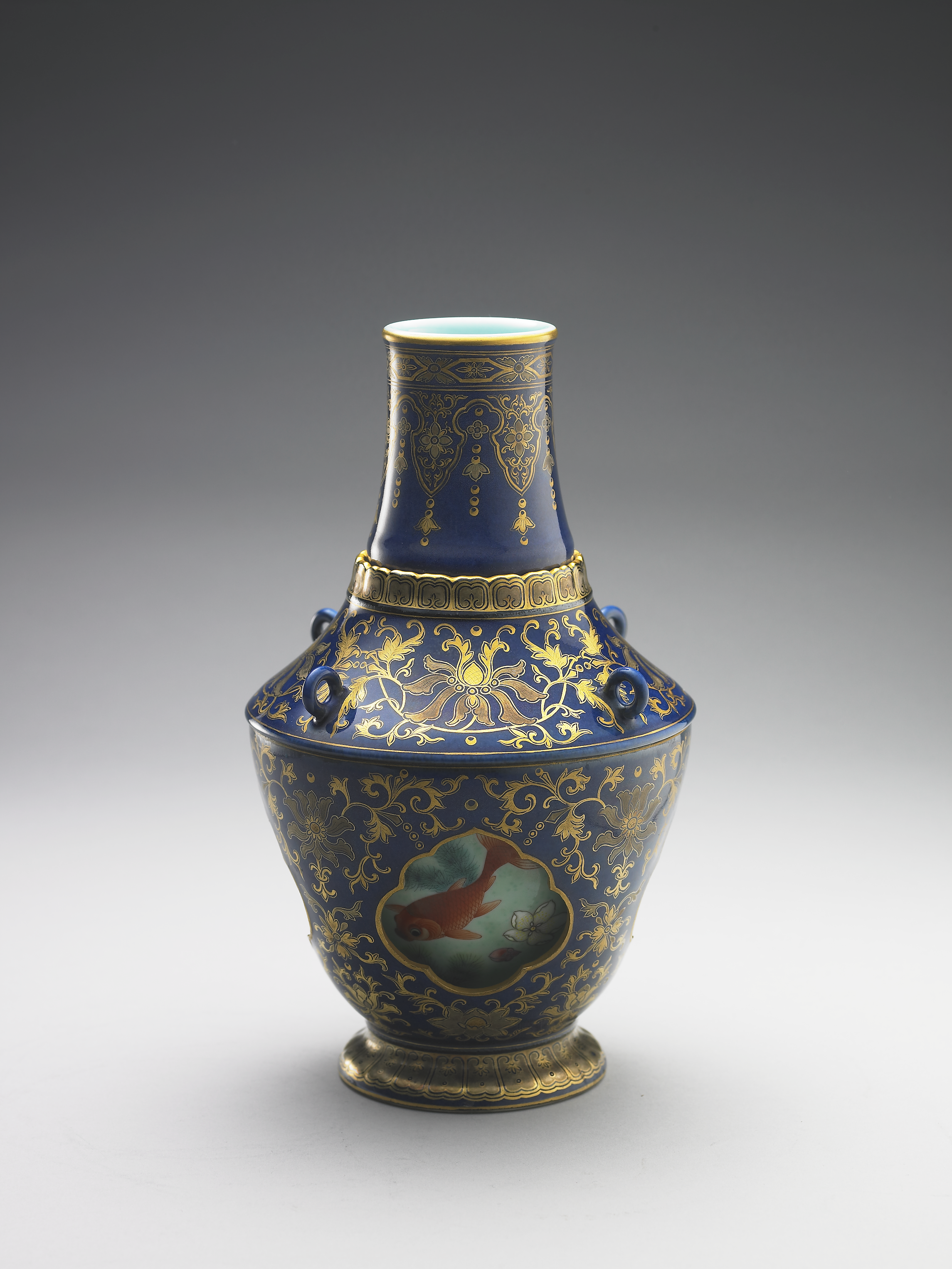
Waza z obracającym się wewnątrz naczyniem z obrazem złotej rybki w stawie. Skarb Narodowy Republiki Chińskiej. Era Qianlong (1736–1795). Narodowe Muzeum Pałacowe

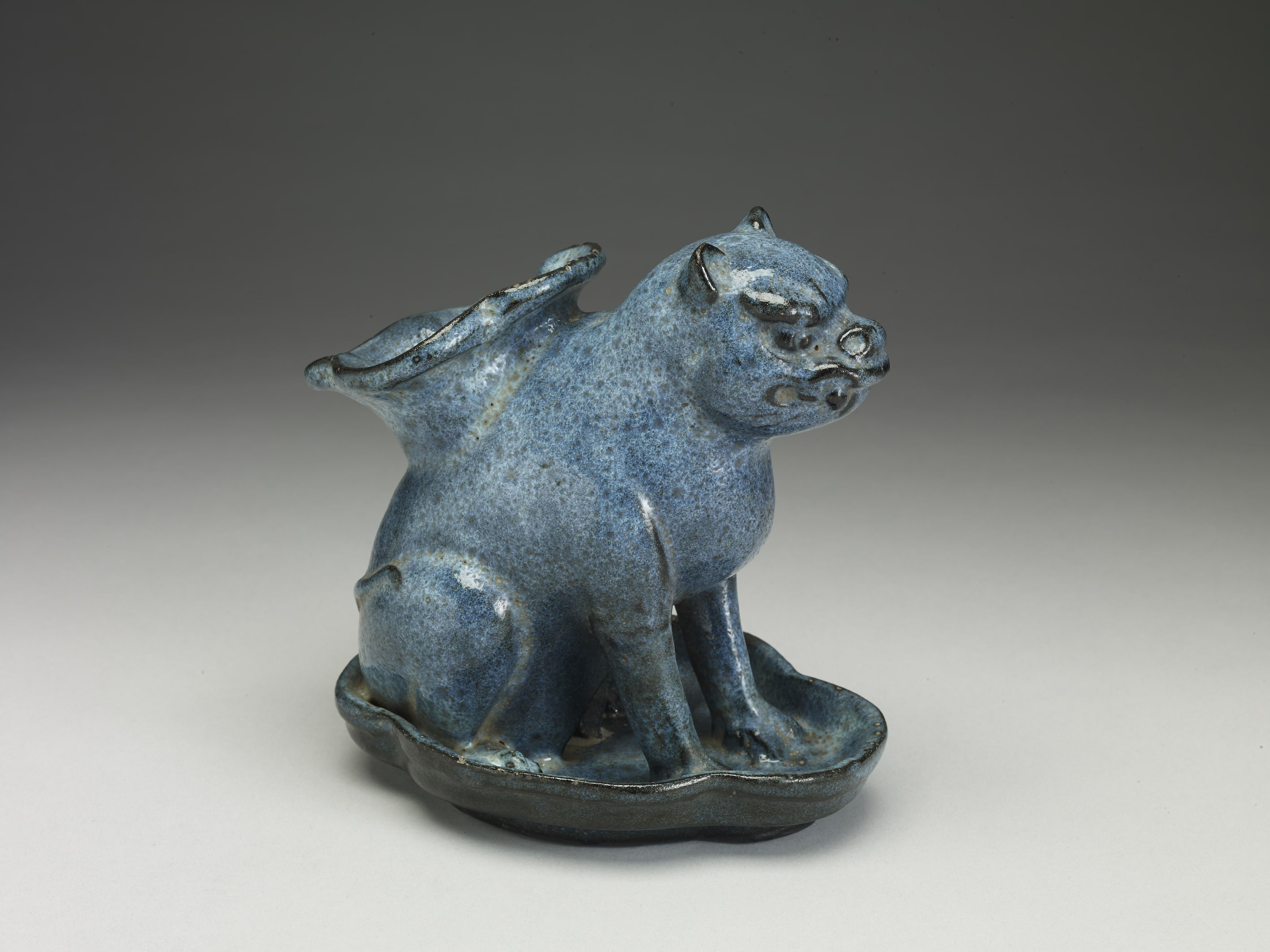
Doniczka w kształcie psa z kamionki Shiwei. Narodowe Muzeum Pałacowe

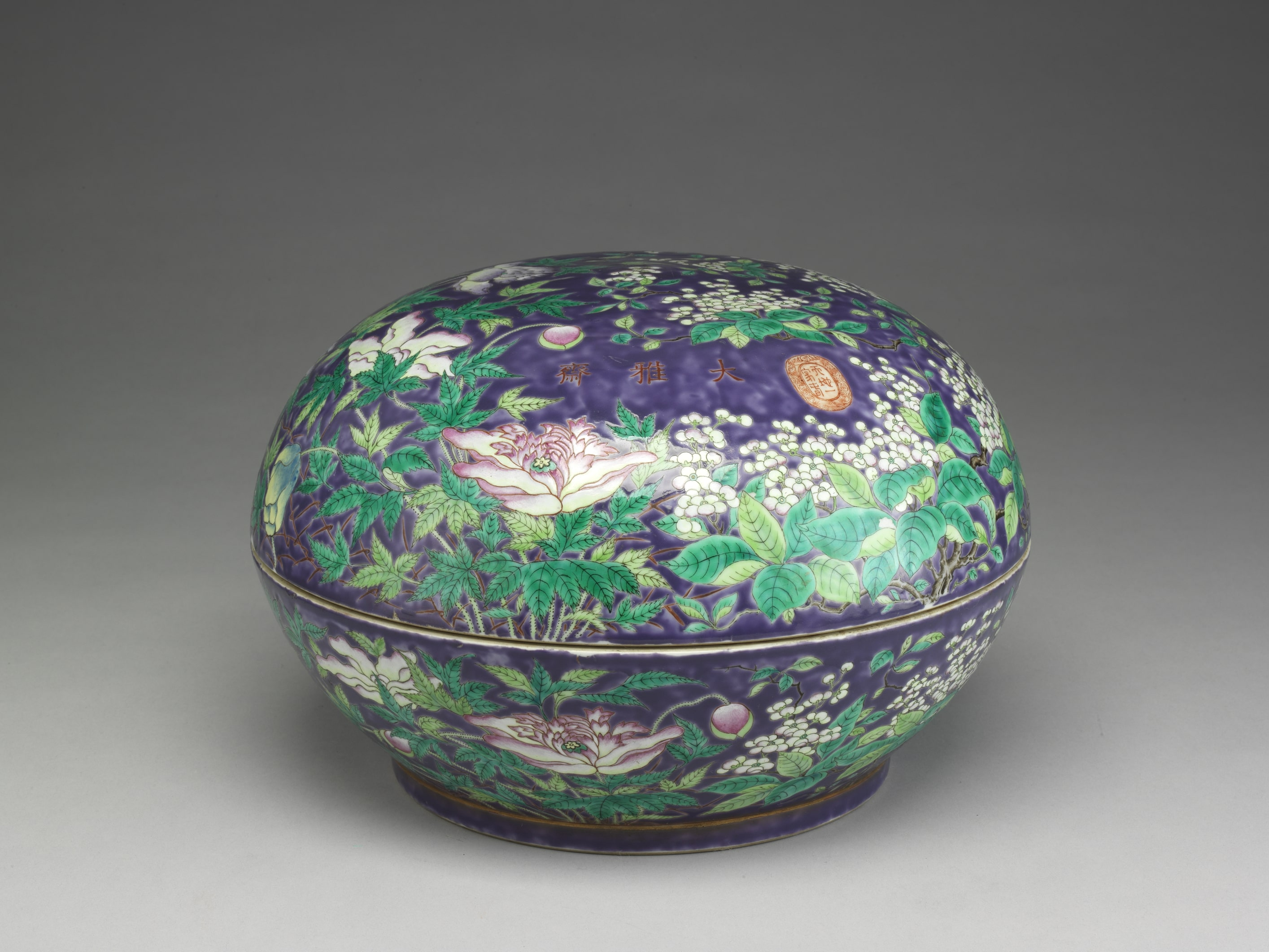
Porcelanowe pudełko wykonane dla cesarzowej Cixi z dekoracją w palecie famille rose. Pomiędzy 1862 do 1873. Narodowe Muzeum Pałacowe

Porcelana epoki Qing (1644–1911) jest ogromnie różnorodna, co częściowo wiąże się z nowym fenomenem, a mianowicie czasami bardzo udanymi próbami odtwarzania wyrobów wcześniejszych, wytwarzanych w epoce Ming i Song. Nadal rozwijano nowe technologie, co objawiło się przede wszystkim w pojawieniu się nieznanych wcześniej kolorowych emalii. Pomimo nieprzerwanego wytwarzania niebiesko–białej porcelany w XVIII wieku zdecydowanie zaczęła dominować ceramika polichromowana. Jingdezhen było wówczas ośrodkiem masowej produkcji na niespotykaną wcześniej skalę, z milionem mieszkańców i trzema tysiącami pieców. Informacji o niemal nowoczesnych metodach tamtejszej produkcji dostarczają listy jezuity François d’Entrecollesa (zm. 1741), który w szczególności opisał zaawansowanie podziału pracy wśród pracowników „miasta porcelany”. Według niego jedno naczynie mogło być dziełem siedemdziesięciu robotników, z których każdy specjalizował się tylko w jednym elemencie dekoracji lub innej części procesu produkcji. Obok Jingdezhen ważnym ośrodkiem produkcji porcelany było Dehua. Istniały również mniejsze, lokalne centra wytwórczości, takie jak Zibo w Szantungu i inne w prowincji Guangdong, ale niewiele o nich wiadomo. Ważnymi ośrodkami produkcji kamionki były Yixing i Shiwan położone w pobliżu miasta Foshan.
Artystyczna witalność w produkcji porcelany powróciła w trakcie tzw. Okresu Przejściowego (1620–1683) pomiędzy dynastiami Ming a Qing, kiedy spowodowany zamętem brak nadzoru ze strony cesarskich pieców w Jingdezhen sprawił, że dekoratorzy zaczęli malować motywy zaczerpnięte z popularnej poezji, mitów, historii i obrazów. W pierwszych latach panowania nowej dynastii Jingdezhen funkcjonowało tak jak dawniej, ale próby wypalania większych obiektów często kończyły się niepowodzeniem. Walki pomiędzy wojskami Wu Sangui a armią Mandżurów w 1674 doprowadziły do zniszczenia pieców w Jingdezhen, które jednak już trzy lata później zostały odbudowane na polecenie cesarza Kangxi (1661–1722). W ramach ówczesnej reorganizacji ustanowiono urząd Nadzorcy Cesarskich Pieców, którym w 1682 został Zang Yingxuan. Imiona jego oraz jego dwóch następców, Nian Xiyao (nadzorca w latach 1726 do 1736) i Tang Yinga (nadzorca od 1736 do 1749 lub 1753), wiąże się z apogeum przemysłu ceramicznego w Jingdezhen.
Za rządów Kangxi „do perfekcji zostały doprowadzone umiejętności techniczne przy sporządzaniu farb niebieskich opartych na tlenku kobaltu”. Powstał wówczas świetny błękit szafirowy o najwyższym stopniu czystości, bez śladów czerwieni, nazywany „daging” („wielkim błękitem”) oraz błękit rozmyty, nazywany „yuebai” („światłem księżyca”). Biało–niebieskie naczynia wytwarzane w erze Yongzheng (1723–1735) naśladowały wczesną porcelanę z epoki Ming. Qianlong (1736–1796) preferował naczynia z wielokolorową emalią, jednak zachował szacunek do dawnej ceramiki, co prowadziło do imitacji porcelany z czasów Xuande. To wprowadzenie naczyń dekorowanych za pomocą palety barw nazywanej famille rose doprowadziło do spadku zainteresowania niebiesko-białą porcelaną, chociaż jej produkcji, w szczególności na eksport, nigdy nie zaprzestano.
Najbardziej ceniona wśród koneserów ceramika z ery Kangxi to niewielkie monochromatyczne naczynia, które „w klasycznej doskonałości formy, powierzchni i kolorze ponownie uchwyciły coś z subtelności i oszczędności epoki Song”. Zapiski o garncarzach z Jingdezhen Lan Pu z 1815 wspominają, iż glina z czasów Zang Yingxuana była bogata, jego szkliwa doskonałe, zaś jego porcelana cienkościenna, oraz iż rozwinął on cztery nowe kolory – węgorzowy żółty, plamisty żółty, zielony skóry węża oraz turkusowy niebieski. Ponadto udoskonalił on czerń lustrzaną, która często była dekorowana złotem, „cesarską żółć” (szkliwo ołowiowe) oraz błękit prószony (szczególnie popularny we Francji, gdzie nazywano go błękitem soufflé), wydmuchiwany przez bambusową tubę i później często malowany arabeskami w złocie. Innym rodzajem glazury z tego okresu był tzw. „kwiat brzoskwini”, miedziano–różowe szkliwo redukcyjne, pokryte plamkami ciemnej czerwieni oraz drobnymi cętkami zieleni i brązu. Najbardziej cenionym monochromatycznym szkliwem była jednak prawdopodobnie ówczesna czerwień miedziowa, w Europie znana jako Sang de boeuf („bycza krew”), gdyż miała tworzyć plamy podobne do skrzepniętej krwi byka (zobacz ilustracja), zaś w Chinach nazywana Langyao, prawdopodobnie od Lang Tingji, namiestnika prowincji Jiangxi w latach 1705 do 1712. Ceramicy ery Kangxi kopiowali również białe monochromy cienkie „jak skorupki jajka” z czasów Yongle, „przy czym ich wersja była bardziej doskonała niż pierwowzory z czasów Ming oraz wykonywali również udane imitacje klasycznej ceramiki Ding z epoki Song”.
Monochromatyczne naczynia były cenione przez wyrafinowaną estetycznie elitę, ale znacznie większą grupę nabywców miała niebiesko–biała porcelana oraz naczynia polichromowane. W czasach Kangxi w ramach wucai naszkliwny purpurowy niebieski zastąpił podszkliwny błękit ery Wanli, ale dominującym kolorem stała się przezroczysta zieleń, tak że w Europie ta paleta barw została nazwana famille verte (terminologia dotycząca kolorystyki ceramiki tej epoki ukształtowała się w najwcześniejszej literaturze europejskiej dotyczącej porcelany, napisanej w języku francuskim, która jest używana do dzisiaj). Większość tych naczyń jest dekorowana ptakami lub motylami pośród rozkwitających gałęzi, co sugeruje duże wpływy ówczesnego malarstwa. Odtworzonej ponownie pod koniec okresu Ming palety trójkolorowej (sancai) używano głównie do reprodukcji dawnych brązów oraz do dekoracji buddyjskich i taoistycznych figurek, jak również statuetek dzieci, ptaków i zwierząt. Charakteryzujące się dominująca czernią famille noire i dominującą żółcią famille jaune są w istocie wariantami famille verte. Pod koniec ery Kangxi pojawił się nowy styl dekoracji z dominującym kolorem różowym (famille rose), który w 1650 został wynaleziony przez Andreasa Cassiusa z Lejdy.
Dekoracja w stylu famille rose naprawdę rozkwitła wraz z nominacją Nian Xiyao w 1726. Nian Xiyao miał stać się znany z „naśladowania starożytności i wprowadzania nowości”. To pierwsze objawiało się w tworzeniu wyjątkowych kopii klasycznych naczyń z epoki Song, natomiast to drugie, obok wynalezienia nowych szkliw, m.in. w kopiowaniu specjalnie sprowadzanych w tym celu z Europy przedmiotów, budzących zainteresowanie ze względu na ich szczególną formę. Ten pociąg do ekstrawagancji osiągnął szczyt za panowania Qianlonga, kiedy nadzorcą Jingdezhen został Tang Ying i czysto rzemieślnicza sprawność tutejszych ceramików osiągnęła nigdy nieprześcigniony poziom. Całkowita kontrola nad technicznym aspektem produkcji pozwoliła Tang Yingowi, który żył i pracował ze swoimi ceramikami, „na ciągłe eksperymentowanie z nowymi efektami, odtwarzanie koloru i tekstury srebra, ziarnistego drewna, laki, brązu, żadu, masy perłowej, a nawet cloisonné. Kopiował on włoskie fajansowe naczynia aptekarskie, szkło weneckie, limuzyńskie emalie, a nawet ceramikę malowaną w Delftach i japońskie stare imari, które same były kopiami dawnej niebiesko–białej porcelany z epoki Ming”. Powstało wówczas wiele wspaniałej ceramiki, ale jednocześnie nieznane wcześniej techniczne możliwości powodowały, że nie potrafiono zachować dawnej oszczędności środków wyrazu i zaczęły przeważać naczynia, w których „cała powierzchnia była pokryta zdobieniami, co jednak nieczęsto dawało efekty naprawdę dobre. Owa dążność do pokrywania każdego skrawka jakimiś motywem dekoracyjnym była z pewnością jednym z ważniejszych sygnałów schyłkowości”.
Był to równocześnie okres, w którym eksport porcelany do Europy osiągnął swoje apogeum. Począwszy od lat 30. XVI wieku około 46 tys. sztuk porcelany rokrocznie było wysyłanych do Portugalii. W XVII wieku nierzadko zdarzały się statki przewożące 200 tys. sztuk porcelany, to jest cztery razy więcej niż całoroczny import w poprzednim stuleciu. Pomimo tego że w XVIII wieku Europa zaczęła wytwarzać własną porcelanę (zobacz Porcelana miśnieńska), to Chiny nadal pozostały konkurencyjne. Techniczne mistrzostwo miejscowych ceramików sprawiało, że byli oni w stanie wykonać każdą dekorację zamówioną przez klienta (w języku francuskim chińską porcelanę eksportową nazywano Chine de commande), od europejskich herbów do scen o charakterze religijnym (zobacz ilustracja Talerza z herbem rodu Herzele). Po 1740 dekoracja emaliami w coraz większym stopniu była wykonywana w Kantonie, który był głównym ośrodkiem handlu z Europą, gdzie scena mogła być zamówiona przez klienta i wykonana pod jego kontrolą bez zbędnej straty czasu (stąd wywodzi się określenie Porcelana kantońska, które z biegiem czasu zaczęło być kojarzone z wykonywaną seryjnie przesadnie bogatą dekoracją). Chętnie kupowano również białą porcelanę z Dehua, tak że wśród tamtejszych wyrobów zaczęły pojawiać się figurki Europejczyków. Rozwijający się handel chińską herbatą oznaczał również, że Europejczycy zaczęli masowo sprowadzać naczynia do jej picia wykonane z kamionki Yixing. Dla odmiany kamionka z Shiwan, z której wykonywano głównie naczynia przeznaczone do codziennego użytku, była eksportowana do krajów azjatyckich. Obok tych naczyń Shiwan jest znane również z ekskluzywnych wyrobów szkliwionych, w tym naśladujących glazurę ceramiki Jun z epoki Song, oraz figurek (zobacz ilustracja doniczki w kształcie psa). Do końca XVIII wieku, kiedy zagraniczny handel chińską porcelaną zaczął wygasać, do Europy dostarczono co najmniej 300 mln sztuk tej ceramiki.
Chociaż w XIX wieku nadal wytwarzano wysokiej jakości porcelanę, to Chiny zaczęły przegrywać rywalizację z europejskim systemem produkcji. Powolny spadek jakości chińskiej ceramiki zaczął się wraz ze śmiercią Tang Yinga, zaś decydujący cios całemu przemysłowi zadało zniszczenie Jingdezhen przez tajpingów w 1853. Piece w Jigdezhen zostały odbudowane za panowania Tongzhi (1862–1873) i nastąpiło pewne odrodzenie. W tym okresie chińscy wytwórcy ceramiki po raz pierwszy w historii musieli jednak konkurować z masowym napływem wyrobów obcych, przede wszystkim japońskich, które nie tylko nie ustępowały jakością chińskim, ale często je przewyższały. Dostęp do chińskiego rynku na preferencyjnych warunkach gwarantowały nierównoprawne traktaty wymuszone przez obce potęgi i w rezultacie Chińczycy nie tylko utracili zagraniczne rynki, ale skazani na nierówną konkurencję musieli walczyć o utrzymanie się na rynku miejscowym. Oficjalne piece z Jingdezhen okazały się niezdolne do funkcjonowania w nowych warunkach i ich produkcja ulegała stopniowej degradacji. Bardziej elastyczni prywatni producenci radzili sobie nieco lepiej na nowym rynku, generalnie była to jednak trudna epoka dla chińskiej ceramiki. Wiele dawnych pieców bardzo ograniczyło produkcję lub zostało całkowicie wygaszonych, co było równoznaczne z utratą powiązanej z nimi tradycyjnej technologii.

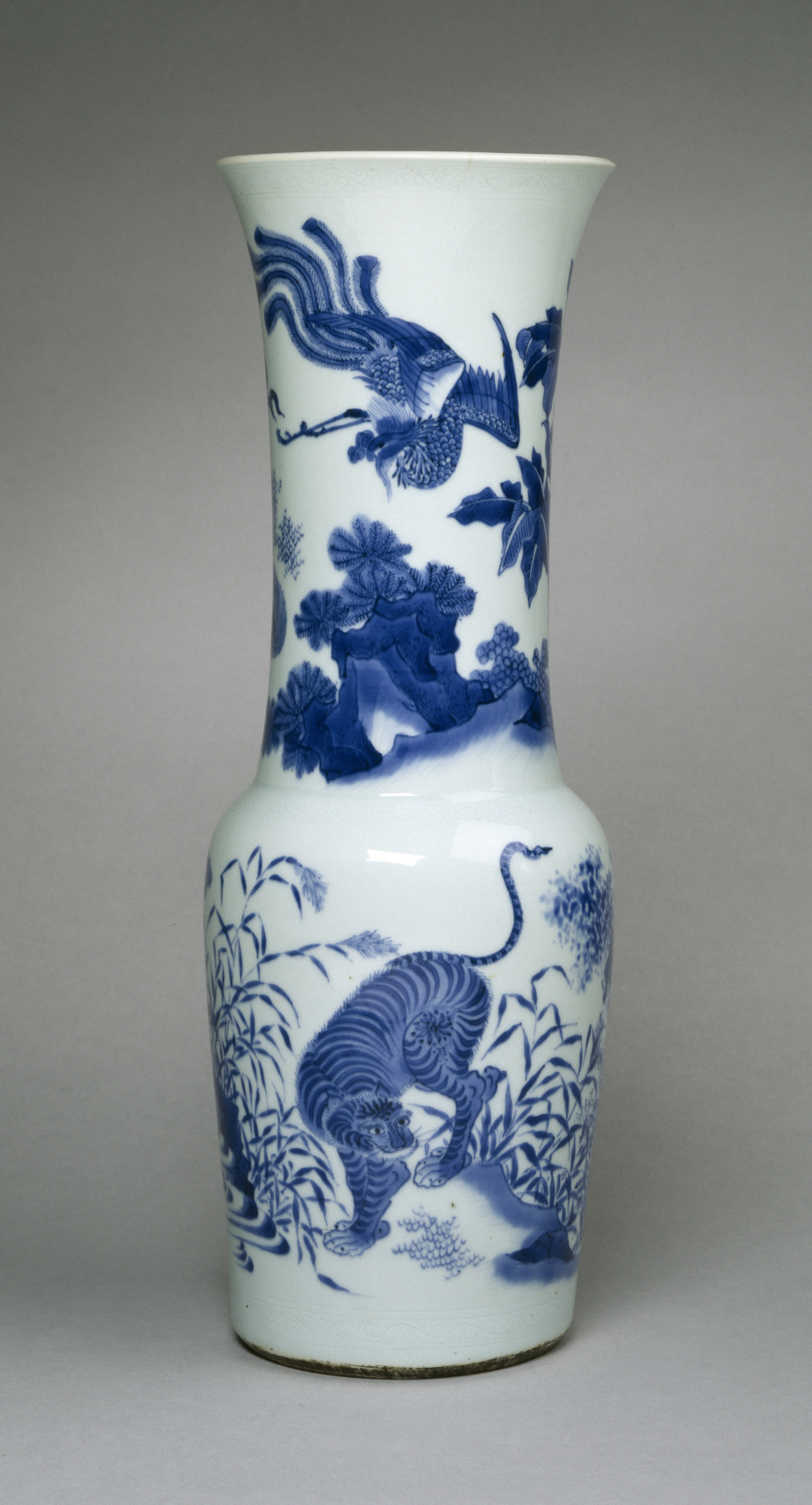
Waza w formie pucharu z czterema zwierzętami – smokiem, tygrysem, Qilinem i feniksem. Przełom dynastii Ming i Qing, ok. 1640–ok. 1660. Walters Art Museum
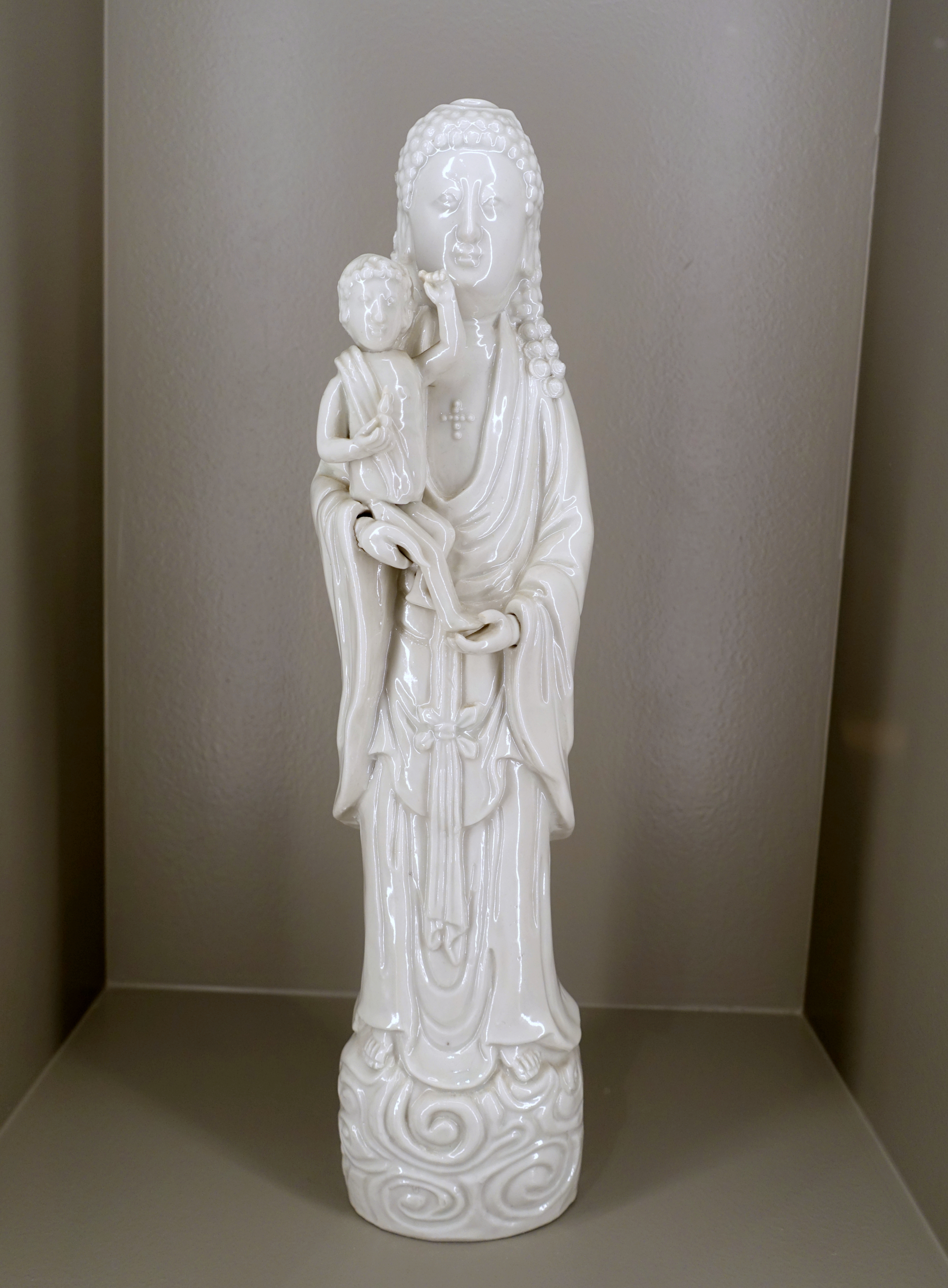
Madonna z dzieciątkiem wykonana z porcelany Dehua, ok. 1690–1710. Peabody Essex Museum
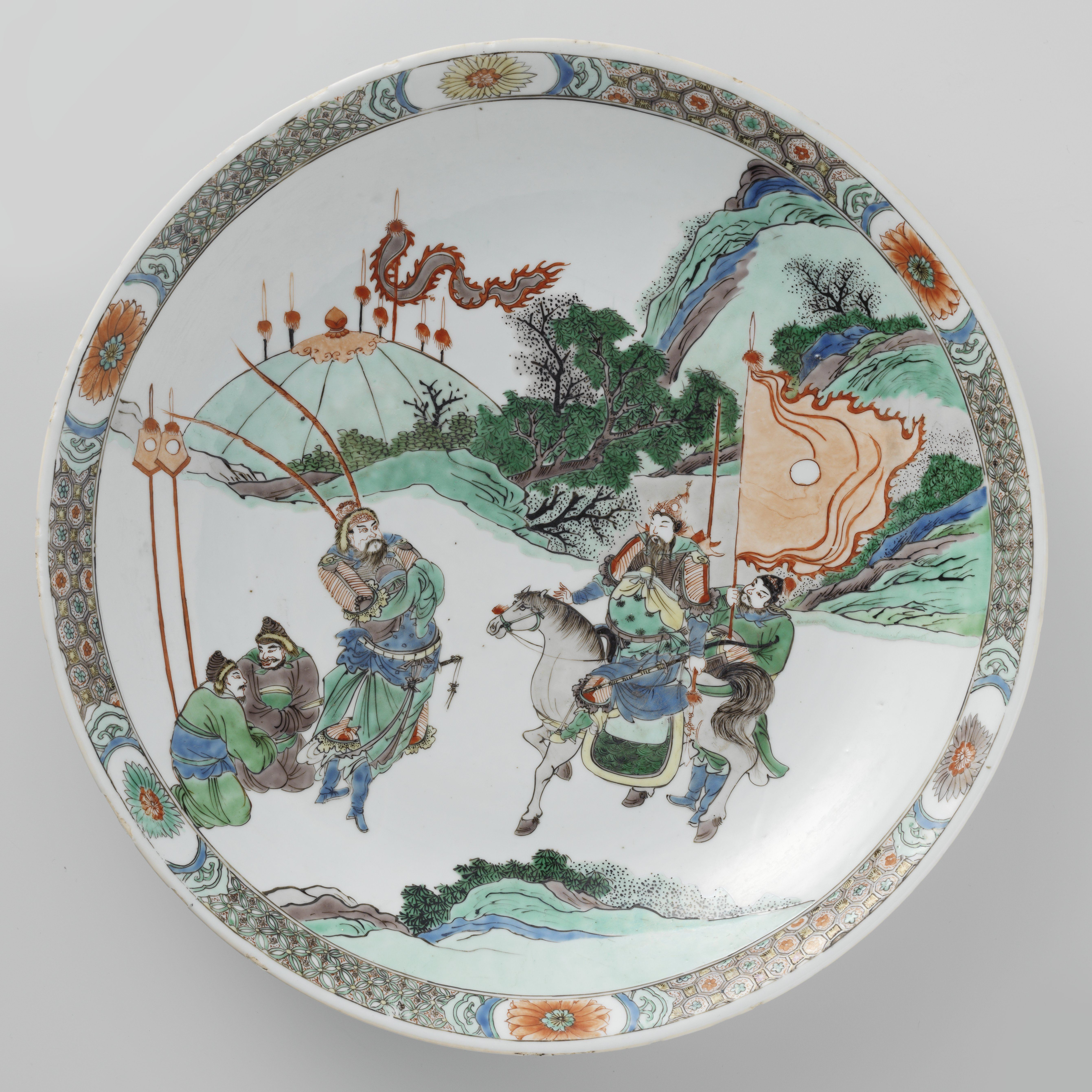
Talerz ze sceną z opowieści o generale Guo Ziyi (697–781) pomalowany w palecie famille verte, ok. 1700–1724. Rijksmuseum
Talerz z herbem rodu Herzele, ok. 1740. Narodowe Muzeum Pałacowe

### Po 1912

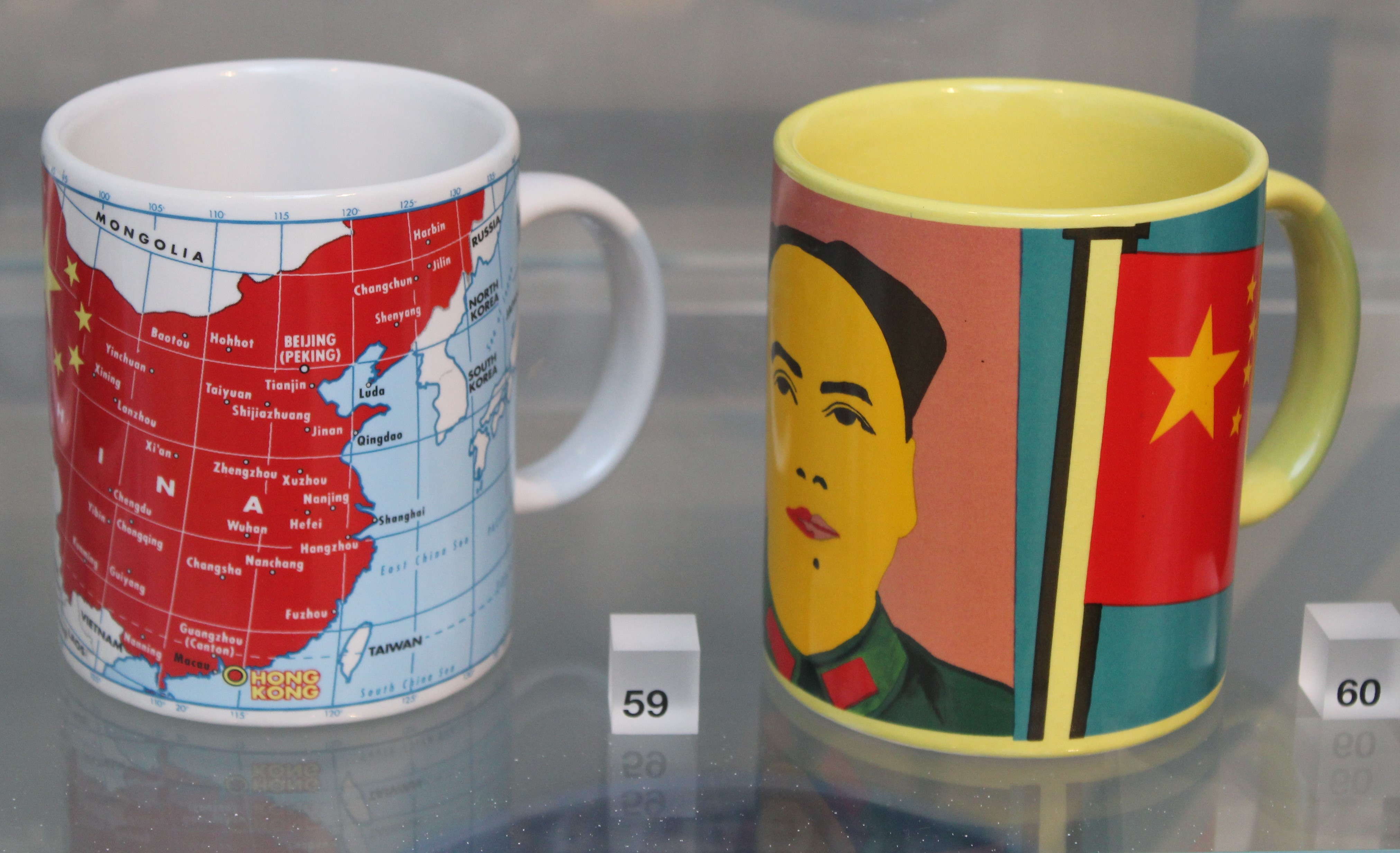
Porcelanowe kubki z dekoracją wykonaną za pomocą druku ceramicznego zaprojektowaną odpowiednio przez Prolmage Ltd (po lewej) i Shanghai Tang (po prawej). Hongkong, 1997. Muzeum Wiktorii i Alberta

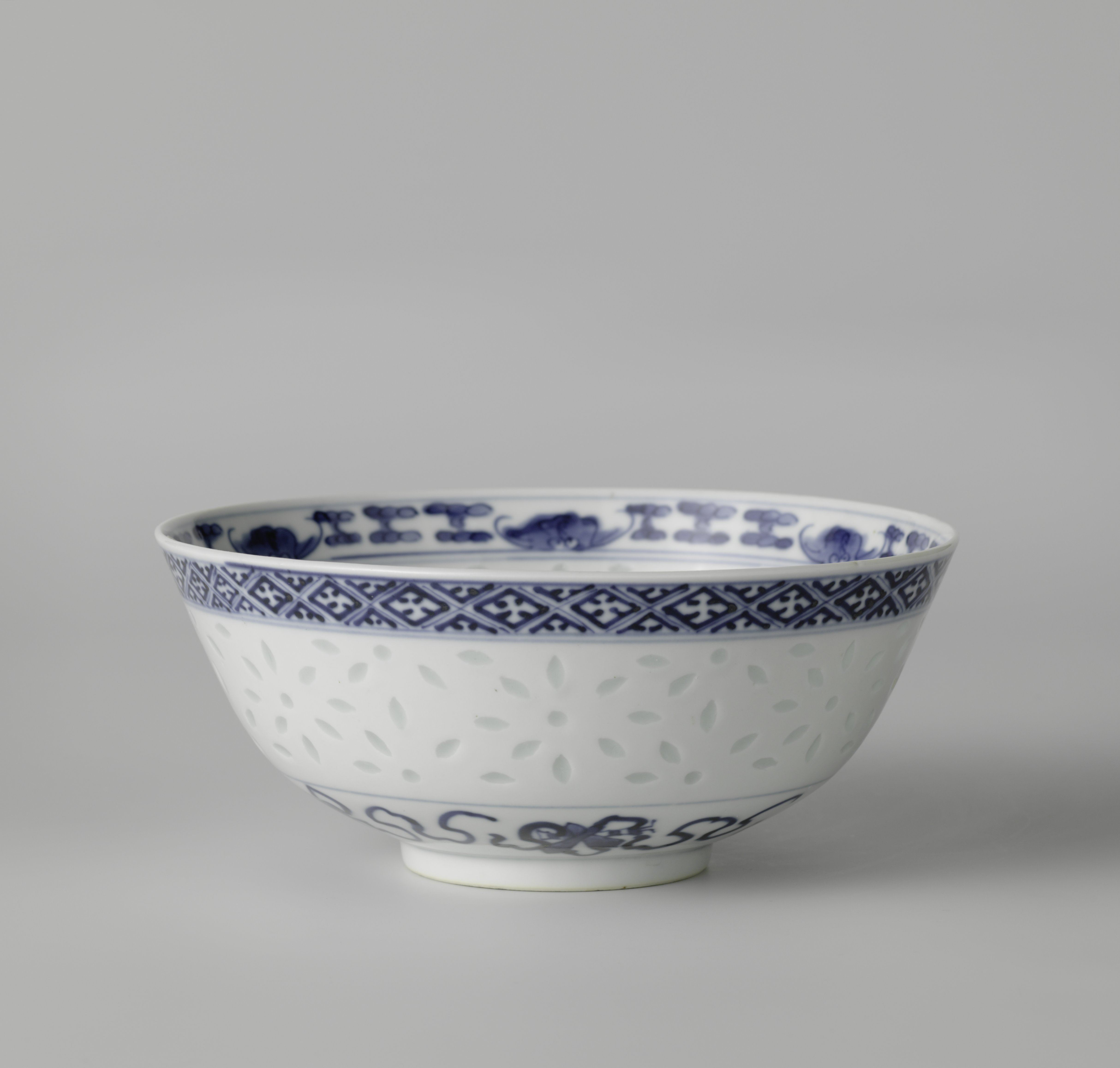
Porcelanowa misa pomalowana podszkliwnym błękitem z dekoracją ażurową z fałszywym znakiem ery Kangxi, ok. 1900–1941. Rijksmuseum

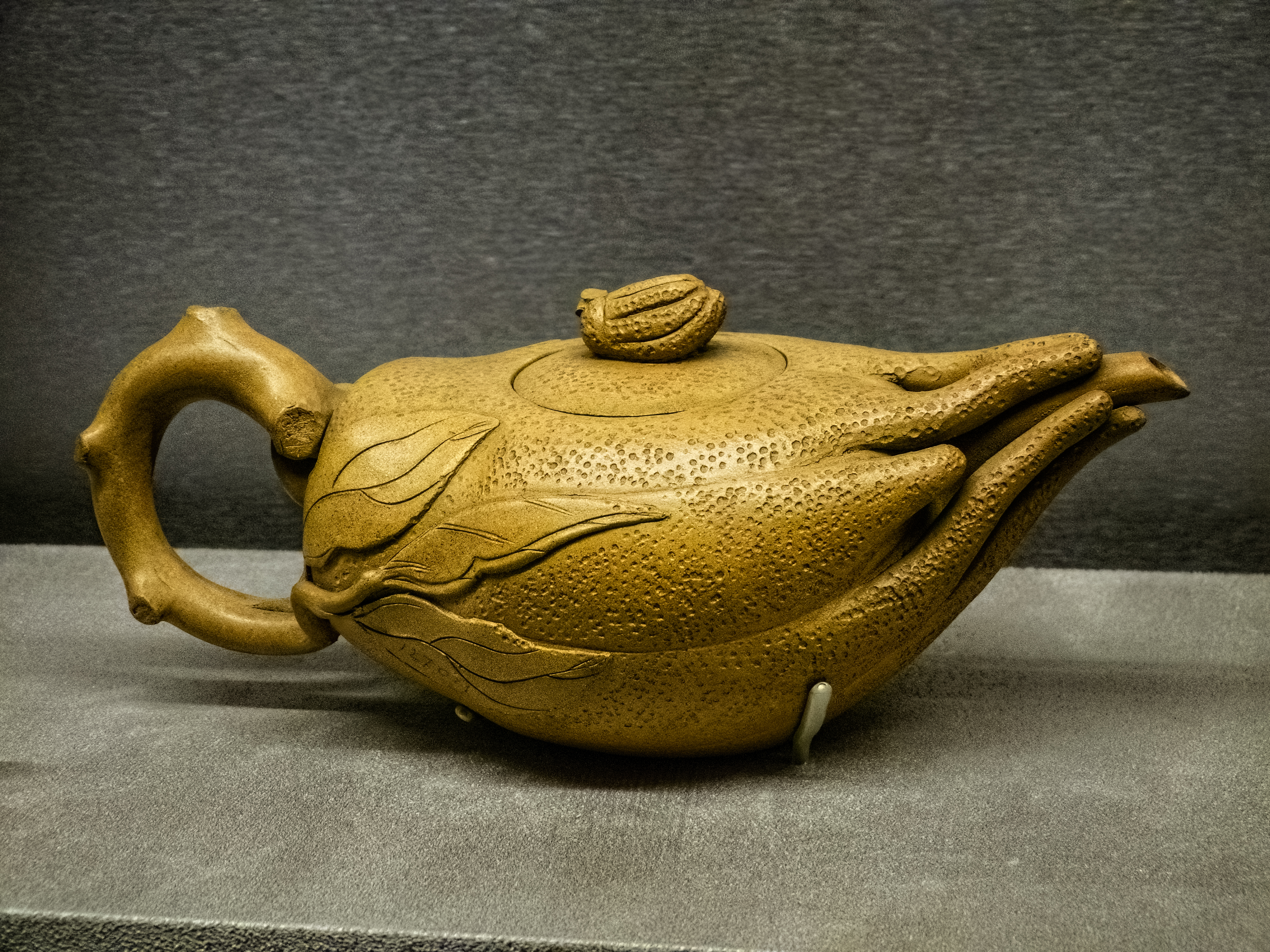
Dzbanek na herbatę z ceramiki Yixing, przed 1923. Muzeum Historii Naturalnej w Chicago

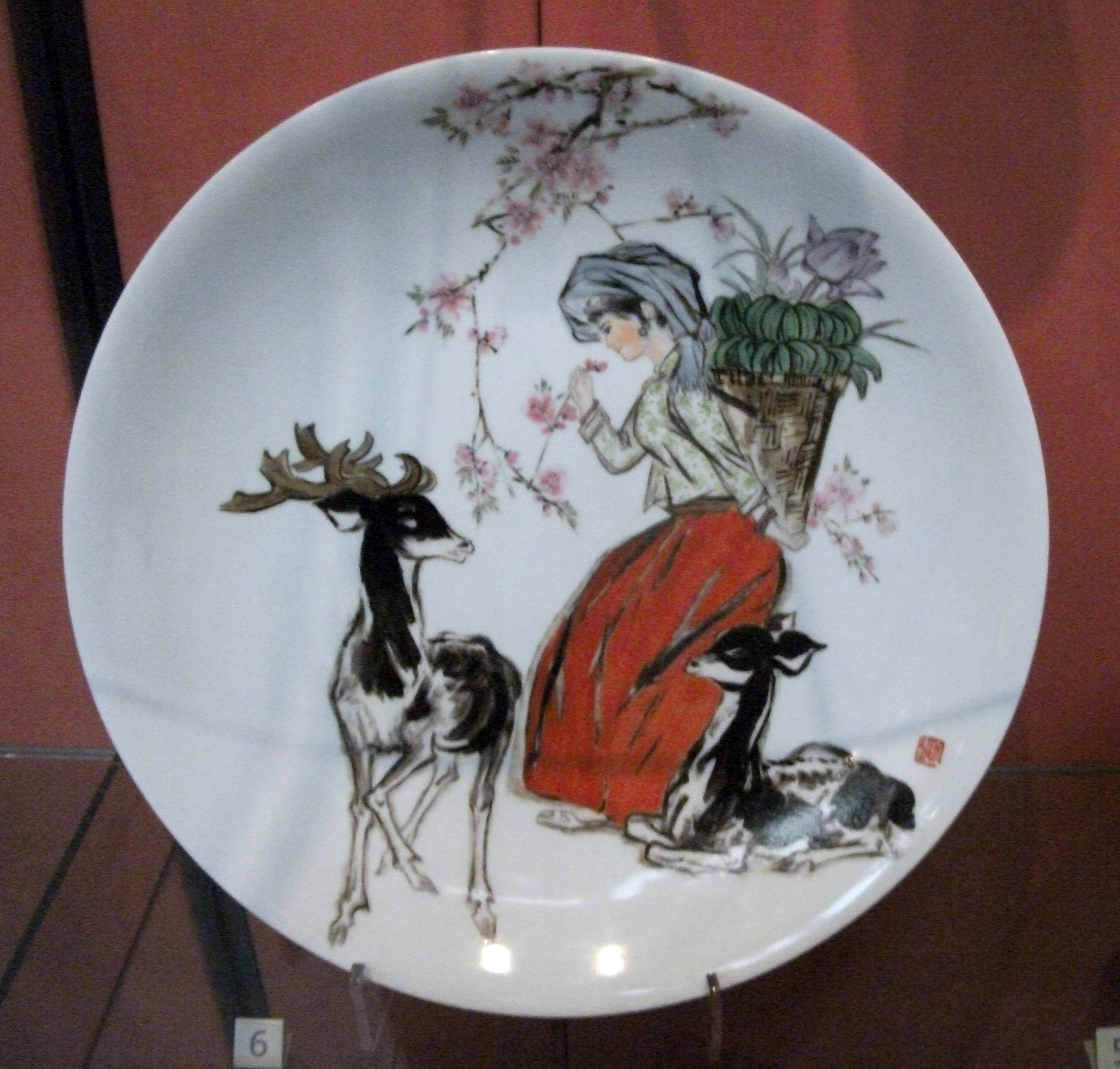
Talerz z jeleniem i kobietą ubraną w tradycyjny strój ludu Dai. Jingdezhen, ok. 1978–1985. Muzeum Wiktorii i Alberta

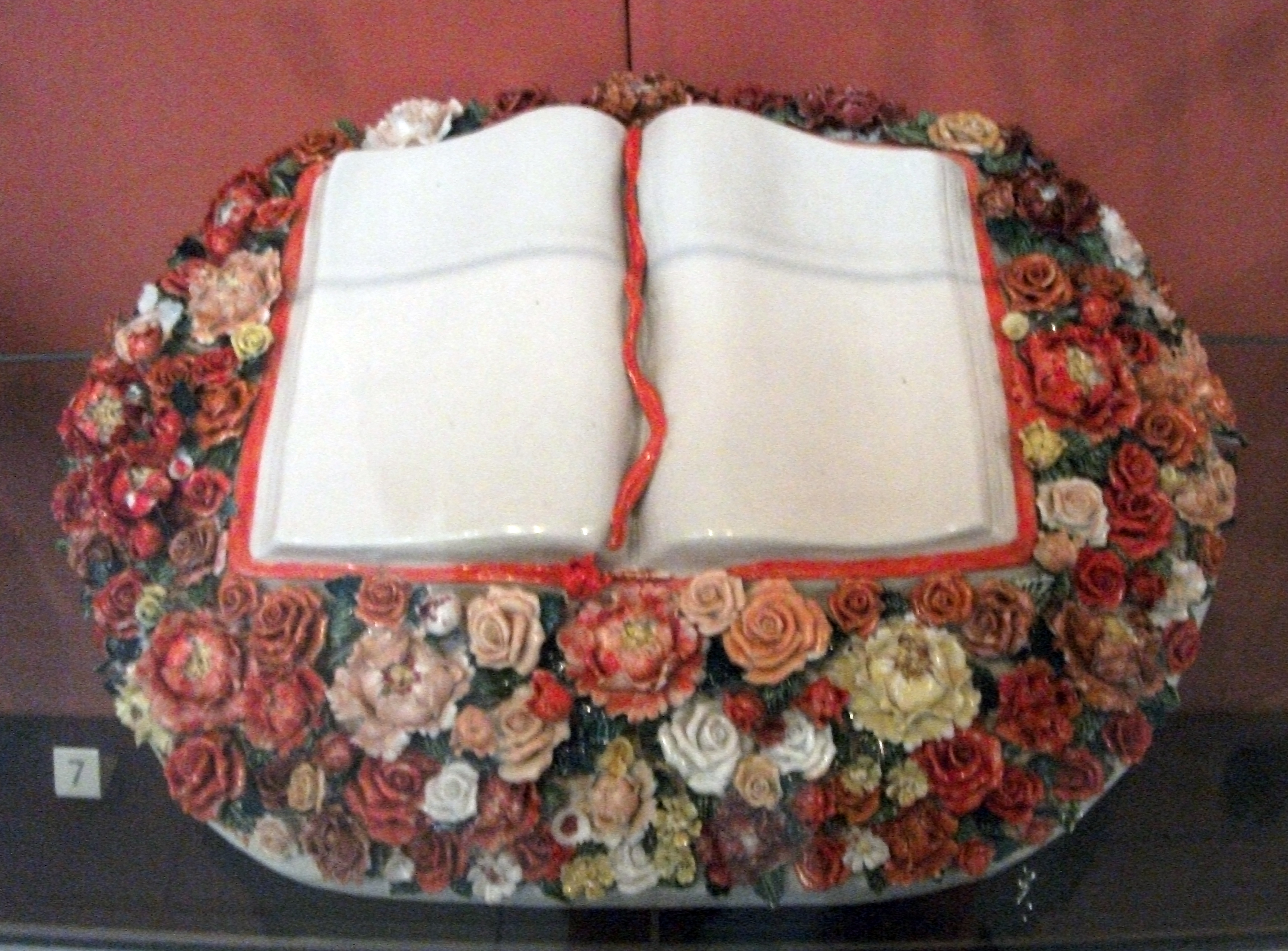
Mała czerwona książeczka, porcelanowa rzeźba wykonana przez Xu Yihui. Jingdezhen, 1994. Muzeum Wiktorii i Alberta

W okresie Republiki chiński przemysł ceramiczny wydawał się stać na skraju załamania, nadal bowiem w przeważającej mierze opierał się na tradycyjnym modelu produkcji, polegającym na pracy ręcznej w małych warsztatach, podczas gdy musiał konkurować z fabrycznym systemem produkcji stosowanym na Zachodzie i w Japonii. Negatywny wpływ na całą gospodarkę wywierał również ogólny zamęt ery militarystów, później zaś japońska inwazja oraz wojna domowa. Ogólny kryzys ówczesnego przemysłu ceramicznego dotknął nawet jego najważniejsze ośrodki, takie jak Jingdezhen, Dehua, Yixing czy Shiwan, które musiały ograniczyć produkcję, czasami drastycznie. W latach 20. i 30. w Jingdezhen kontynuowano wyroby naśladujące styl z czasów dynastii Qing, czasami fałszując znaki porcelany, tak by naczynie pochodzące rzekomo z czasów cesarstwa mogło łatwiej sprzedać się na Zachodzie. Popyt miejscowy zaspokajały raczej kiepsko wykonane naczynia, zaś większą wartość artystyczną przedstawiały jedynie większe dzieła w rodzaju ceramicznych ekranów, dekorowane przez miejscowych artystów, którzy sygnowali swoje prace.
Proces odbudowy i unowocześnienia przemysłu ceramicznego w Chinach na dobre rozpoczął się po ustabilizowaniu sytuacji politycznej wraz z ustanowieniem Chińskiej Republiki Ludowej w 1949. W Jingdezhen, które do tej pory było miejscem funkcjonowania setek odrębnych małych warsztatów, zostało ustanowionych dziesięć państwowych fabryk porcelany. Zaadaptowały one nowoczesne metody produkcji i zaczęły masowo wytwarzać wysokiej jakości prostą ceramikę, która zaspokajała potrzeby zwykłej ludności. Jedna z fabryk, Jianguo, wytwarzała jednak naśladownictwa dawnej porcelany z epoki Ming i Qing. Pomimo prób wprowadzenia nowoczesnego wzornictwa przemysłowego przez takich artystów jak Pang Xunqin (zm. 1985) Chińscy konsumenci zdecydowanie preferują tradycyjne motywy dekoracyjne, które są używane na wszystkich rodzajach ceramiki. Subtelne dekoracje są wykonywane zwłaszcza na porcelanie „cienkiej jak skorupka jajka” (tworzonej przy użyciu wysokiej proporcji gliny w stosunku do baidunzi), w samych Chinach uważanej za najlepszy miejscowy produkt, której eksport jest jednak niewielki.
Poza Jingdezhen ważnym ośrodkiem produkcji porcelany jest Liling w Hunanie. Pierwsza porcelana miała tam powstać już za panowania Yongzhenga (1723–1735), ale najstarsze znane wyroby pochodzą z okresu rządów Guangxu (1875–1908). Do dekorowania porcelany przeznaczonej na zwykły użytek używa się druku ceramicznego, ale najlepsze wyroby są dekorowane ręcznie za pomocą jednych z najbardziej atrakcyjnych wzorów wśród współczesnej ceramiki. Nadal wytwarza się porcelanę Dehua, ale jest ona niższej niż dawniej jakości, częściowo dlatego ponieważ tak samo jak porcelana Liling jest teraz odlewana, a nie modelowana ręcznie, częściowo zaś ponieważ formy używane do odlewania są kiepskiej jakości. Glina jest bardzo biała i wypalana w wysokiej temperaturze, ale posiada nieco ziarnistą, lukrowaną teksturę.
W Zibo w prowincji Szantung, które tradycyjnie było ważnym ośrodkiem przemysłu ceramicznego, w 1956 zbudowano nowe urządzenia oraz ustanowiono instytut i szkołę w celu produkcji ceramiki artystycznej (ang. „Art Pottery”). Pomimo wysokiej jakości emaliowanej oraz złoconej dekoracji miejscową porcelanę uważa się za gorszą od tej produkowanej w Jingdezhen. Począwszy od 1985 w Zibo wytwarza się również imitacje czarnej ceramiki „z plamami oleju” z epoki Song (zobacz powyżej) oraz naczyń ze szkliwem typu „herbaciany pył”, wynalezionym w czasach dynastii Qing. Piece Cizhou w pobliżu Handan w prowincji Hebei również produkują repliki naczyń z epoki Song, obok różnych rodzajów ceramiki do zwykłego użytku. Piece Ding w powiecie Ding w Hebei oraz piece Yaozhou w Tongchuan w Shaanxi wytwarzają tanie repliki dawnej ceramiki. Mniejszym powodzeniem cieszą się wyroby z Yuzhou w Henanie, gdzie próbuje się naśladować dawną ceramikę Jun, ten rodzaj szkliwa jest bowiem szczególnie trudny do wykonania i odlewane (a nie, jak dawniej, wykonywane ręcznie) współczesne wyroby charakteryzuje duża liczba braków.
Począwszy od lat 50. XX wieku w Yixing kontynuuje się produkcję tradycyjnej ceramiki, która cieszy się wysokim poważaniem zarówno w samych Chinach, jak i wśród jej zagranicznych nabywców w Japonii i na Zachodzie. Wyroby Shiwan są obecnie często sygnowane, zaś ze względu na bliskość Hongkongu wielu młodszych ceramików tworzy w bardziej współczesnym, abstrakcyjnym stylu, tak że ceramika Shiwan znalazła się na czele nowoczesnej artystycznej produkcji ceramicznej w Chinach. Jednocześnie we współczesnych Chinach pojawił się nieznany wcześniej fenomen Studio Pottery, ceramiki wykonywanej przez indywidualnych artystów, których dzieła z powodzeniem konkurują z najlepszymi pracami ich kolegów tworzących w Japonii i na Zachodzie.